# Gyógyszerészet és gyógyszerkészítés az ókori Egyiptomban

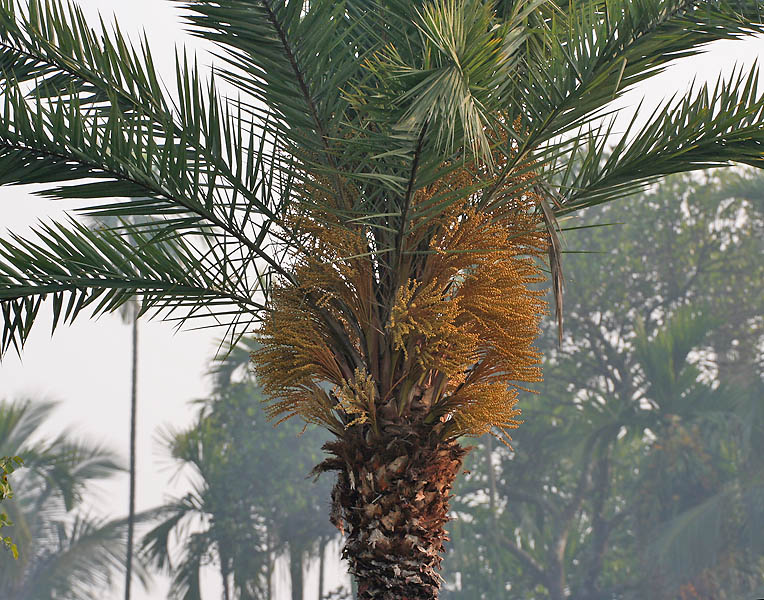
Vadpálmafa virágait szívesen alkalmazták az óegyiptomi receptekben szamárpatával és agárkörömmel.

A korunkban alkalmazott gyógyító szemlélet gyökerei orvostörténeti kutatások szerint a 3500 évvel ezelőtti időkre nyúlnak vissza. Az ókori görögök és Hippokratész helyett valójában az ősi Egyiptomban kell keresni a modern medicina kezdetét. Az ókori Egyiptomban hallatlanul magas szintre fejlődött az orvosi szakma specializálódása, nem véletlenül tettek szert az egyiptomi szakorvosok (swnw) nagy hírnévre. Mindez természetesen azzal is összefügg, hogy a mumifikálás évezredes gyakorlata rendkívül pontos anatómiai ismeretekhez juttatta az egyiptomi orvosokat. Hérodotosz szerint a szembetegségek gyógyításának igazi hazája Egyiptom volt. Az ókori egyiptomi orvosok, sebészek szakmai képességei híresek és bizonyítékokban bővelkednek az óegyiptomi civilizációt sújtotta betegségek megismerésén keresztül.
Ami kevésbé ismert, hogy az ókori egyiptomiak gyakorlott gyógyszerészek is voltak, jól kiegészítették az orvoslást és annak hatékonyságát. Egyiptomban Kr. e. 3000-2000 körül már számos (kb. 700) gyógyszert ismertek, főleg (kb. 400) ásványi, állati és növényi eredetűt. Kr. e. 1500-ban már 876 gyógyszerreceptet alkalmaztak. Jacqueline M Campbell és A. Rosalie David egyiptológusok 1000 orvosi receptet elemeztek: ezekben az orvosi papiruszokban Kr. e. 1850 és 1350 között mintegy 349 gyógyszert és gyógyhatású készítményt azonosítottak, amelyeknek 70%-a egészen a 20. század végéig használatban maradt, és néhányat még ma is gyártanak.
Ezen túlmenően kutatásaik az orvosi receptek elkészítésére és alkalmazására vonatkozóan bemutatják a megdöbbentő összhangot a mai gyógyszerészettel. Rávilágítanak arra, hogy minden egyes ókori gyógyszert konkrét, megismételhető és reprodukálható gyógyszerformában állítottak elő. Ezeket az ókori készítményeket, akárcsak a ma használatosakat, az jellemezi, hogy a hatóanyagot egy vivőanyaggal és egy segédanyaggal, általában ízesítőszerrel együtt készítették el. Jelentősek voltak hashajtóik, hánytatóik és hajnövesztő szereik (olívaolajban főzték datolyavirág, agárköröm és szamárpata keverékét), a hagyma és a fokhagyma rendszeres fogyasztása és trachomás szembetegség ellen a szemhéj malachitzöldes festése.
A mágia jelentésű egyiptomi pẖrt (pekheret) szóból ered a görög pharmakon és az egyiptomi pharmaki szó. A gyógyítás egyiptomi istene Pharmaki (biztonságnyújtó) a gyógyszerészi tudományos tevékenység nemzetközileg használt “Farmacia” megjelölése. Az egyiptomiak a természet gyógyszereivel gyógyították betegségeiket. Hogy ebben nem voltak sikertelenek, azt mi sem bizonyítja jobban, mint hogy pl. II. Ramszesz fáraó kb. 84 éves volt, amikor meghalt.

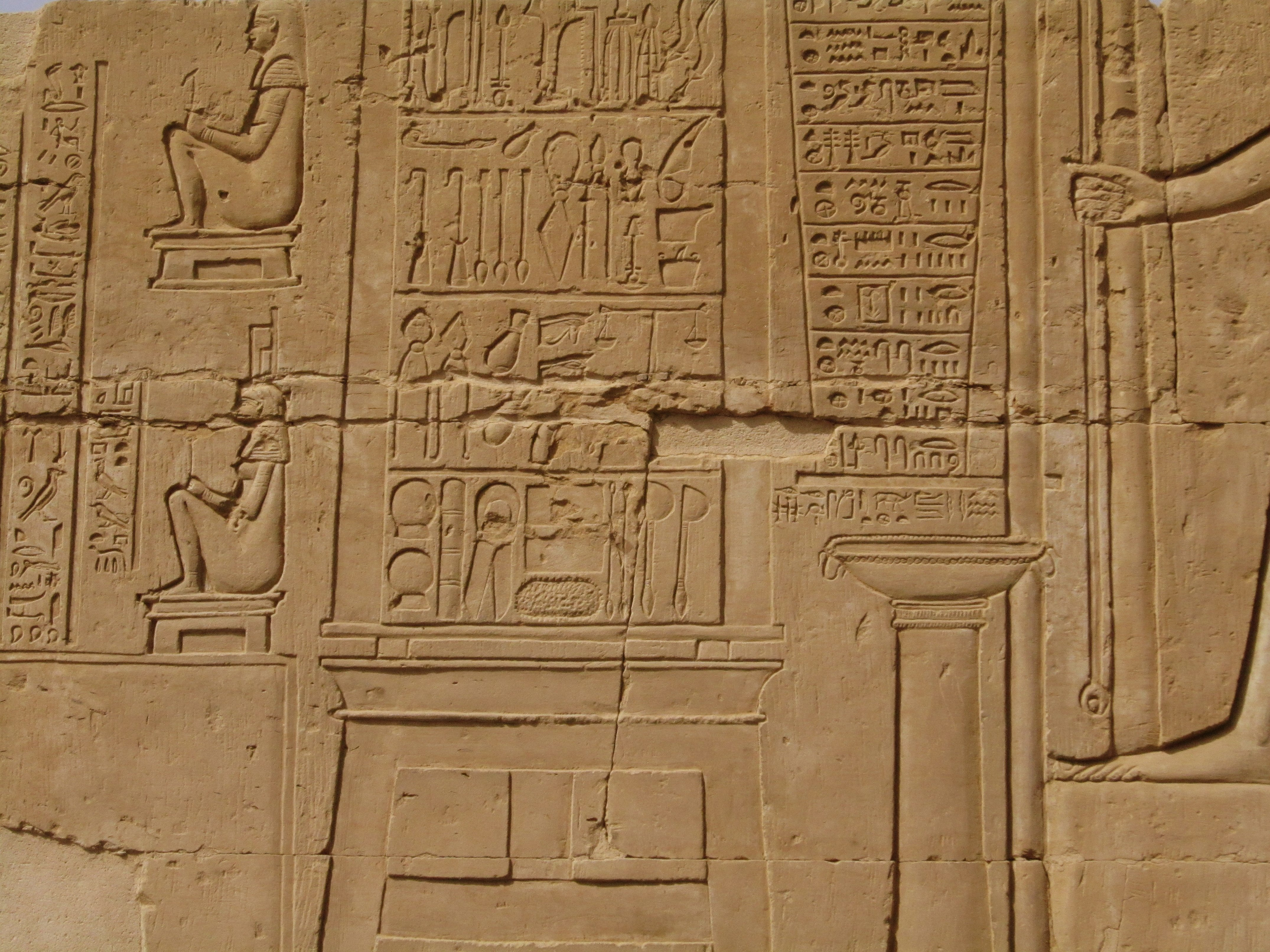
Sebészi műszerek a Kom Ombó-i templom hátsó falán. Két istennő ül a szülőszékeken.

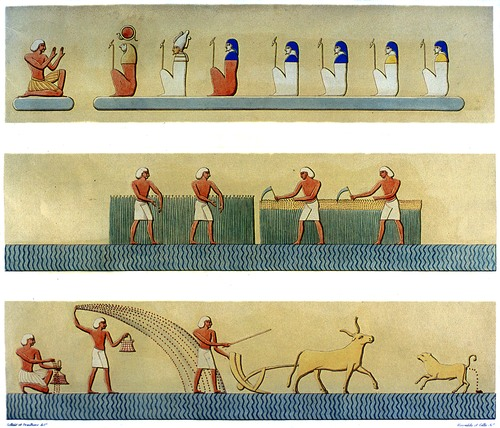
Holtak Könyve: Iaru mezője. Jelenet III. Ramszesz sírjából.

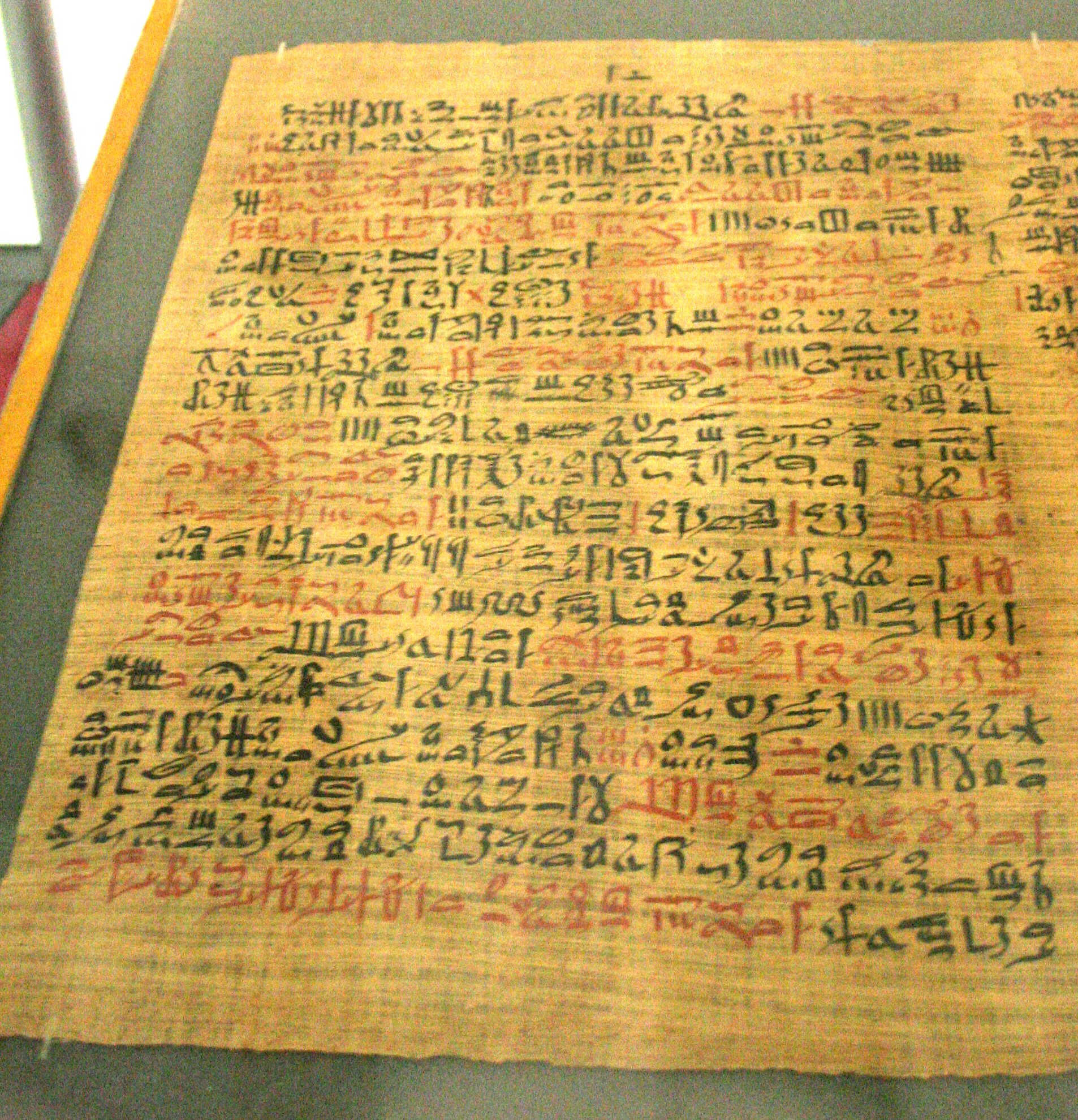
Ebers-papirusz, 41. sor.

## Az óegyiptomi gyógyítás régészeti forrásai (Kr. e. 3500 – Kr. u. 640)
Az orvoslással foglalkozó ókori egyiptomi források egy része az orvosi tevékenység eszközeit és azok használati módját tárgyak formájában tárja szemünk elé. Ennek alapján a kezelések során a sebészi beavatkozás, a gyógyszeres terápia és a vallásos-mágikus cselekmények egyaránt fontos szerepet játszottak. Ezek gyakorlati alkalmazásáról a racionális és mágikus ill. azokat vegyítő részekből összeállított orvosi papiruszok pontosabb képet rajzolnak. Nemcsak a konkrét módszereket írják le, hanem orvos-elméleti elképzeléseket is közvetítenek. Kiderül például, hogy voltak olyan betegségek, amelyeknél fizikai létrejöttük hogyanja nyilvánvaló volt a korabeli orvosok számára, akár mert szemmel láthatták, mint például a vadállat harapását, vagy az égési sebeket, akár mert az általuk alkalmazott anatómiai, élettani összefüggésekből kikövetkeztették azokat, mint pl.: a szív szúrását, vagy a végbél (tʒw) lázát stb.
Jelenlegi ismereteink alapján úgy tűnik, hogy megfigyeléseik alapján keringési-rendszere(eke)t tételeztek fel az emberi szervezetben, amely(ek) középpontjában a ḥʒtj-szív állt. Ennek működés e pedig az egész szervezetre kihatott, és az ember minden tagjában mérhető volt. Az orvosi vizsgálat ennek megfelelően a „mérést” jelentette. Módjáról azonban keveset tudunk, és az sem teljesen világos, hogy észleléseiket hogyan értékelték az egyiptomiak. Az azonban bizonyos, hogy elképzelésük szerint a szervezetet behálózó csatornák, a mtw hibátlan működése esetén egészséges volt az ember, ha azonban itt bármilyen zavar bekövetkezett, annak betegség volt a következménye. Az ókori egyiptomiak mindent megtettek, hogy örök életet biztosítsanak maguknak a túlvilágon, de arra nem is gondolhattak, hogy földi életükről még e világon fognak vallani a későbbi korok emberének.
Az ókori egyiptomiak élete új megvilágításba került a múzeumok raktáraiból előkerült múmiák és az orvosi laboratóriumok modern műszereinek segítségével. Feltárulnak a több ezer éves múmiák legrejtettebb titkai. A kutatók az ősi DNS-ek és kórokozók nyomainak kimutatásával megtalálták az első mozaikkockákat, amelyekből idővel kirajzolódhat a kép az ókori egyiptomiak mindennapjairól. Az első egyiptomi orvos Hesziré volt, a legismertebbet Imhotepnek hívták.
Orvosi ismereteik jelentősek, a boncolás itt is tilos (Ré), de ennek köszönhetően a konzerválás, a mumifikálás ismeretét tökélyre fejlesztették. Az Ebers-papiruszok (Théba, 1873) a Kr. e. II. évezredből, I. Amenhotep fáraó idejéből említést tesznek a gyógyszerek készítéséről (800 orvosi recept), orvosi tanácsokat ad, ráolvasásokat ír le. Templomiskolákban tanították az egyiptomi papok a leendő gyógyítókat. A csecsemők gyógyításánál az anyával vetették be a gyógyszert, mert így az anyatejjel került át a gyerekbe. Az orvosok specializálódása nem új keletű. Egyiptomban minden testtájnak külön szakorvosa volt (külön a jobb és külön a bal szemnek). Nagyon érdekes az elvégzett orvosi munkadíj megállapításának módja. Az egyiptomiak borotvált fejűek voltak higiéniai okok miatt. A betegek azonban nőni hagyták a hajukat. A kezelés befejezésekor a meggyógyult egyiptomi ismét levágta a haját, és megmérte hajának súlyát. Ennek alapján állapították meg az orvos honoráriumát.

### Múmiák és orvosok

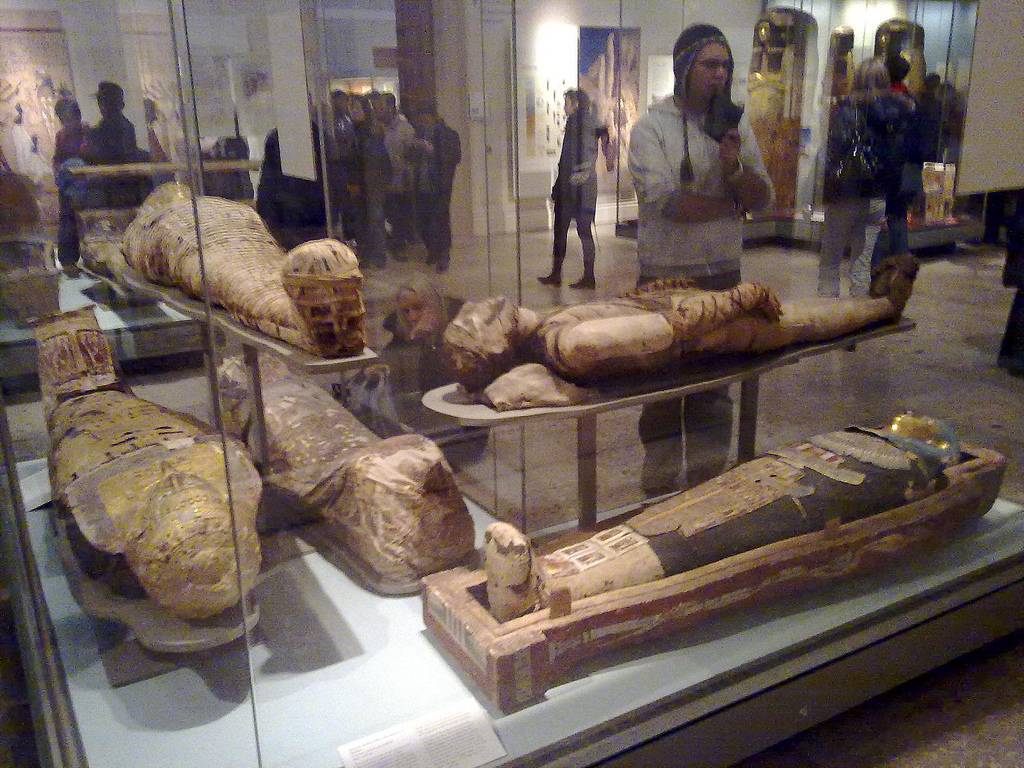
Egyiptomi múmiák, British Museum

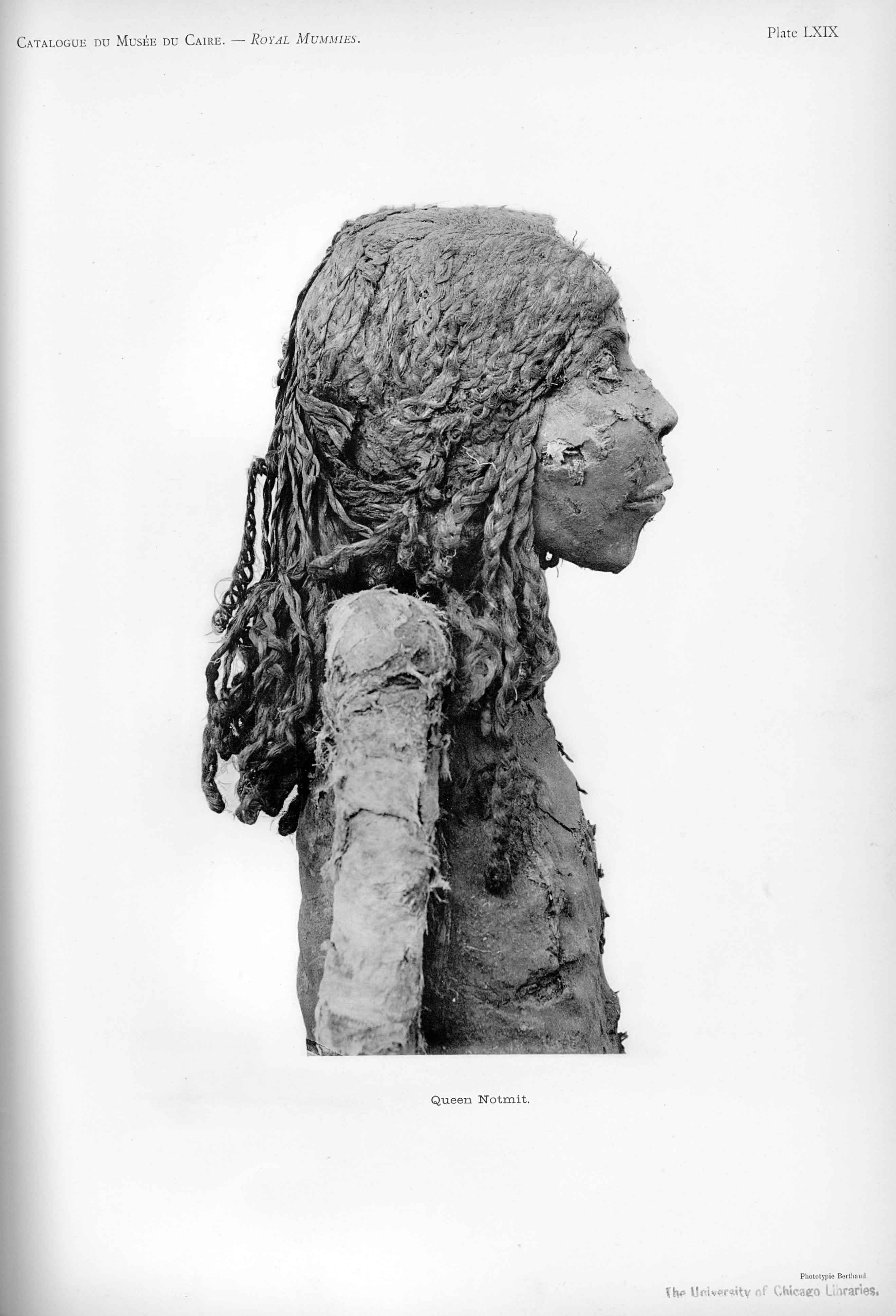
Nodzsmet, Egyiptomi Múzeum

A legszembetűnőbb, a leglátványosabb orvostörténeti emlékek az emberi maradványok, a csontvázak és a lágy szövetek az ókori Egyiptomból. Talán a legnyilvánvalóbban az óegyiptomiak földi maradványai szolgáltatnak adatokat, a csontjaik és szöveteik egyaránt. Az orvosi technika a 20. század elején indult igazán fejlődésnek. Napjainkban rendkívül bonyolult orvosi technikákat alkalmaznak, hogy analizálhassák az emberi maradványokat, s ebből következtetéseket vonhassanak le a jólétük szintjéről. Az ókori Nílus-völgyben alkalmazott komplex orvosi technikákat ma is használnak a feltárt múmiák vizsgálatai alapján.

#### Pastophorok és a múmiák húsa
A mumifikálást csak arra illetékesek, az ún. pastophorok végezhették. Az egyiptomiak nagy gonddal végezték a mumifikálást, 30 lépésben, 70 napon át, annak érdekében, hogy a halott eltávozott lelke megfelelő szállást találjon visszatértekor. Kevesebb mint 400 évvel ezelőtt a múmiák húsának még mindig mágikus hatást tulajdonítottak. Az orvosok gyógyszerként írták fel szívbetegségek, epilepszia, gümőkór, mérgezések, vágások, hányinger és különféle sérülések kezelésére. "Fogfájásra, epilepsziára szedjen múmiát!", tartotta a mondás. Az ókori Perzsiában a kőolajból származó bitument csodaszernek tekintették. A múmia szó valójában ezt a bitument jelentette, de a 12. századi Európában a két dolgot összekeverték, és a végeredmény egy borzalmas ízű "gyógyszer" lett, ami nem állt másból, mint ledarált múmiából. A "gyógyszert" szedte, aki meg tudta fizetni, többek között I. Ferenc francia király sehova nem ment múmiapor nélkül. A kereslet olyannyira megnőtt, hogy a gátlástalan kereskedők gyártatni kezdték a múmiákat. A módszer: végy egy kivégzett, öngyilkos, vagy elhalálozott egyiptomit, tedd ki a napra, és ha kiszáradt, daráld le. Döglött állat is megfelelt, por alakban már nehéz volt tisztázni az eredetet. A "gyógyszer" még a 19. században is használatban volt. Egy 1905-ös gyógyszerészeti szakkönyv úgy írta le, hogy "gyantás vörösesbarna vagy barnás-feketés darabkák, keveredve némi barnás csonttöredékkel és vászondarabkákkal". 1908-ban rendelni lehetett a Merck gyógyszergyártól, a reklám így szólt: "Eredeti egyiptomi múmia, 17,50 márka/kg, amíg a készlet tart".

### Orvosi papiruszok

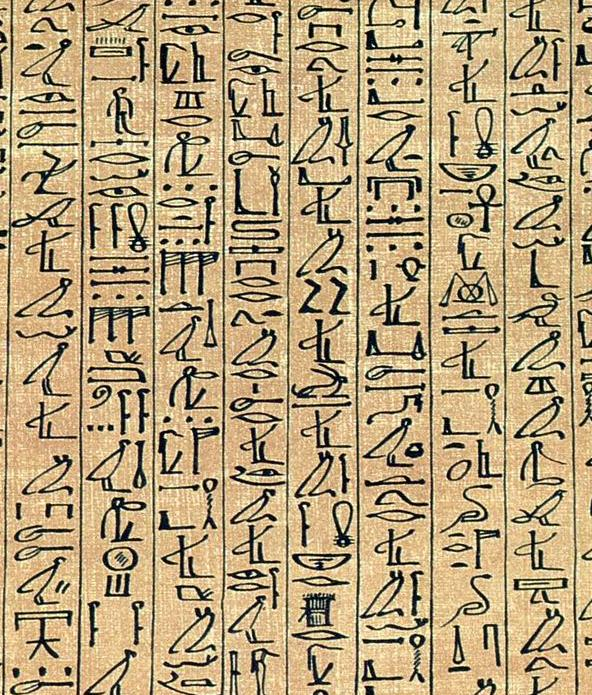
Kézírásos hieroglifák a Papyrus of Ani-ból, egy idézet az egyiptomi Halottak Könyvéből.

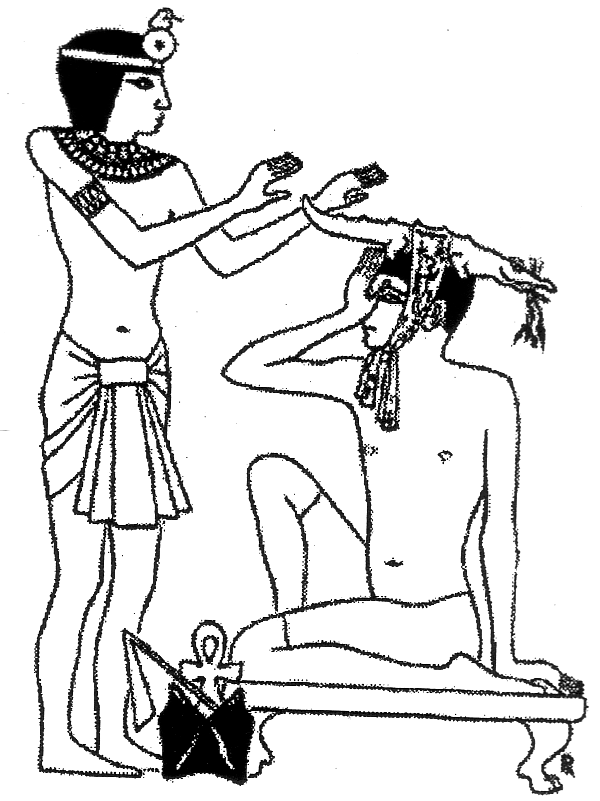
Egyiptomi papirusz, amely leír egy migrén terápiát, ahol egy agyag krokodillal – gyógynövényekkel a szájában – bekötözték a beteg fejét.

Az első tematikusan rendszerezett orvosi vonatkozású szöveggyűjtemények. Korán felismerték az archeológusok, hogy az ókori Egyiptomban a papirusztekercsek szöveges anyagai rendkívül fontosak a betegségek felismerésében és kezelésében azzal kapcsolatban, hogy megértsük a Dinasztiáknak az egészségi állapotról, valamint a betegségek fogalmáról alkotott elképzelését. Az orvosi papiruszok tanulmányozása, a dinasztikus korszak korábbi szöveges anyagai, a betegségek megismerése és az ezekkel való bánásmód, ami rendkívüli hatással volt a birodalom lakosságának egészségére, valamint az ókori Egyiptom fogalmaira.

#### Orvosi papiruszokról általában

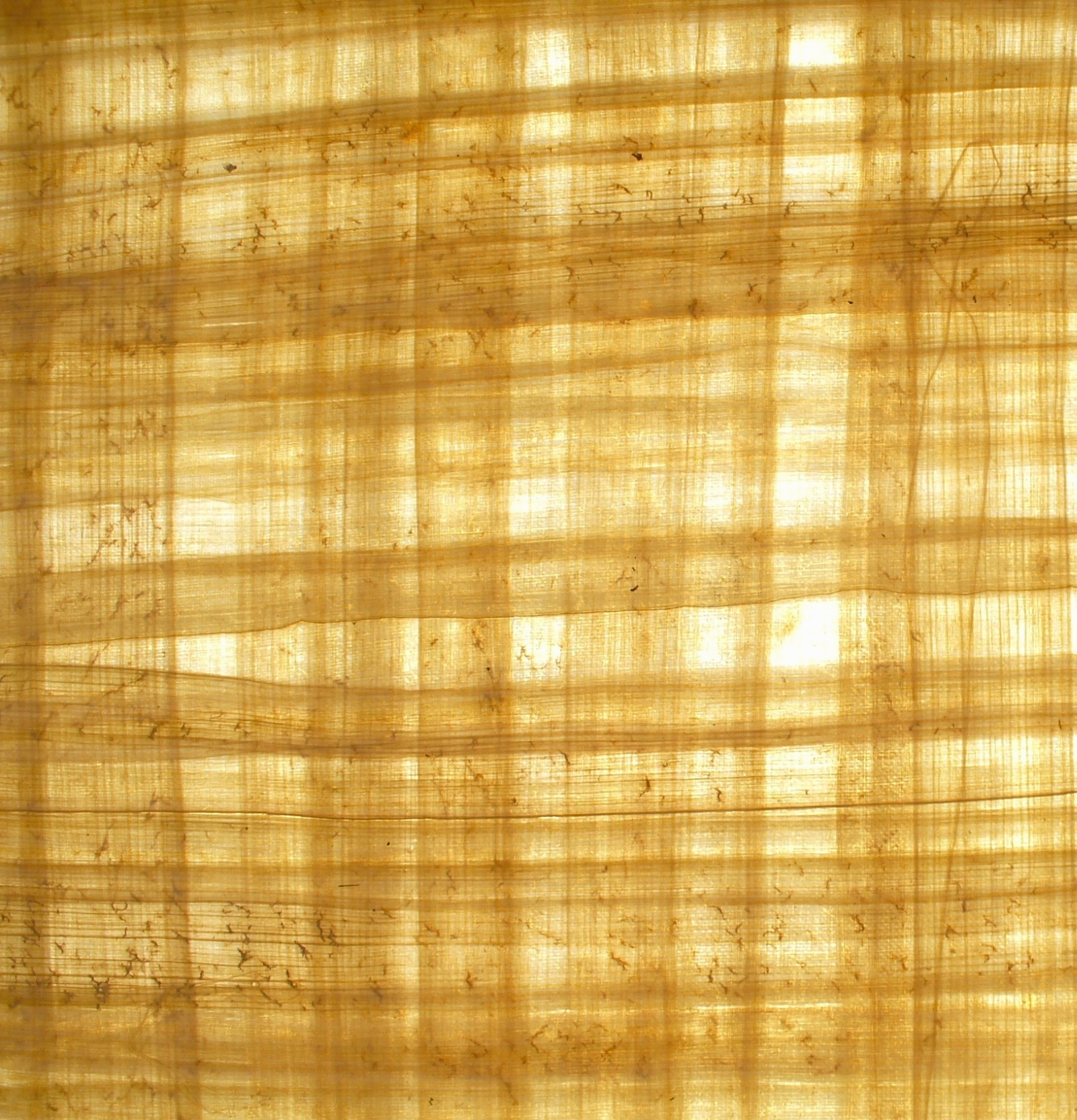
A tekercseket két rétegből készítették, ezeket összeragasztották egymással. A mellső oldalon a ragasztással párhuzamosak, a hátlapon viszont függőlegesek a rostok.

A papirusz elnevezés a pa puro („a fáraóé'") kifejezésből származik. A fáraó (pr.'ɜ) szó jelentése: „nagy ház". Az írásra használt tekercsek a ciprusféleégekhez tartozó Papyrus antiquarian L. rostjaiból készültek. Az írás – a keleti nyelveknél megszokott módon – a papiruszon jobbról balra haladt. A tudományos célból használt hieroglifák azonban nyomdatechnikai okból balról jobbra irányulnak. A hieroglifák eredetileg díszítésre is szolgáltak, ezért a két oldalon levő függőleges oszlopok jelei tükörképszerűek, a figurális elemek egymásra tekintenek. Az orvosi papiruszok hieratikus írással íródtak, amik a hieroglifák leegyszerűsített megjelenített formája. A hieratikus írás rövidítésekre adnak lehetőséget, melyek történelmi korok és egyének szerint változtak, ezért nehezebb az olvasásuk. Erman-sterint a hieroglifák mintegy megfelelnek a mi nyomtatott betűinknek, a hieratikus forma pedig folyóírásunknak.
A papiruszok nagysága igen különböző. Az Ebers papirusz 20 m hosszú, a különben is erősen sérült Kahuni papirusz pedig alig 1 m. A legmagasabb a Kahuni és a Smith papirusz (32 cm), a legalacsonyabb a Carlsberg papirusz (10 cm). A legrégebbi a Kahuni, melyet Dawson-szerint a középbirodalomban írtak le, a legfiatalabb Carlsberg papirusz (Kr. e. 1200 körül). A Smith és az Ebers papiruszok kb. egyidősek, Grapow-szerint Kr. e. 1550-ből valók. A tekercseket két rétegből készítették, ezeket összeragasztották egymással. A mellső oldalon a ragasztással párhuzamosa, a hátlapon viszont függőlegesek a rostok. A mellső oldal felszíne tehát simább, erre szívesebben írtak; ha azonban helyhiány, kiegészítés vagy mások miatt szükségessé vált, akkor a hátlapot is felhasználták. A papiruszokat kákavesszővel írták. A folyószöveg, továbbá az istennevek és az azokkal kapcsolatos megjegyzések mindig fekete színnel rajzoltak. A feliratok – melyeket az egyszerűség kedvéért diagnózinak, ill. utasításnak (ṧṧʒẉ), vagy pedig receptnek nevezünk – valamint a drogok mennyiségi adatai vörös színűek (rubrum).

#### A szövegek tartalma alapján a következő szövegtípusokat különítjük el
1. szakkönyvek: Smith papirusz, Kahun papirusz, Ramessum V papirusz, Beatty VI papirusz, Kígyó- és egyéb harapásokról szóló kézikönyv
2. gyűjteményes kéziratok, tankönyvek, oktatószövegek: Ebers papirusz
3. egyedi receptek
4. traktátusok: anatómiáról és a fiziológiáról szóló két szöveg
5. értekezések: Ricinus orvosi alkalmazhatóságát
6. szülészeti – prognózisok
7. házi praktikák[17]

A papiruszok egy jelentős csoportja gyógyszerek előállításáról szól, vagy tüneteket tárgyal és azok kezeléséről ír. Bár ismerték a ma is használatos gyógynövények egyharmadát, mégis a „hatóanyagok” többsége megdöbbentő alapanyagokból származtak. A fáraókori egyiptomi orvoslással egyesek szerint 13, mások szerint 15 db orvosi jellegű papirusz foglalkozik. A papiruszok jelentős különbséget mutatnak terjedelmük, tartalmuk, koruk és állaguk szerint. Közösek abban, hogy ezekben a papiruszokban csupán csekély mértékű a varázslatra, a mágiára vonatkozó elem. A szövegek a Kr. e. 1900-1100 közötti időszakból származnak. Az egyiptomi orvoslás jeles kutatója, Grapow az orvosi szövegek két csoportját különbözteti meg formájukat tekintve: a gyűjteményes, kódex jellegűek és az egyedi eseteket rögzítő szövegek.
A szövegek tartalmi jellemzők alapján három csoportba sorolja:
az orvosi diagnosztikával foglalkozók
orvosi előíratok
varázsszövegek
Grapow úgy gondolja, hogy a varázsszövegek az orvosi irodalomban csupán mellékszerepet játszottak, ezért szerinte a tulajdonképpeni orvosi szövegek lényeges részei, a kisebb részben az orvosi diagnosztikával foglalkozó tartalmak, nagyobb részt az orvosi előiratok, receptek jelentik. Az egyiptomi orvosi hagyomány az említett két orvosi szövegkörnyezeten felül három, jól megszerkesztett orvosi „szakkönyvet” tartott számon:a szívről és a véredényekről szóló, valamint a ricinus növény alkalmazásáról szóló könyveket és a szülészeti prognózisok gyűjteményét. Ezekhez járultak még bizonyos gyógyhatású készítmények előállításának alkalomszerű leírásai.

#### Fordítási, filológiai problémák
Az ókori egyiptomi orvosok aprólékosak voltak orvosi feljegyzéseikben, de nehézséget okoz továbbra is lefordítani a gyógyszerekkel kapcsolatos forrásokat, amelyekről nem található paralel régészeti bizonyíték máshol. Minden részletre kiterjedő tanulmányok készültek az ókori egyiptomi botanikáról és még sok tanulmány a mezőgazdaságról, az élelmiszer-ellátásról, és az élelmiszer-technológiáról. Ennek következtében, a tudás az egyiptomi növényekről növekedőben van, de azonosításuk az egyiptomi szövegekben továbbra is bizonytalan. Többek között Loret (1892) zellerre fordította a mɜtt szót, Dawson (1933) javasolja a mandragóra és egyes fűszer növények farmakológiai alkalmazását.
Dawson (1926) fordította az snj-tɜ szót görögszénának, de Ebbell (1937: 30) meghatározta, hogy legyen colocynth. Manniche (1999: 122) azt javasolja, hogy a bɜk szó moringer olaj legyen, viszont Ebbell (1937: 33) és Jonckheere (1947: 32) azt gondolják, inkább balanites olaj. Ebbellnek (1937: 32) az s'm jelentése ismeretlen maradt, és Manniche (1999: 80)szerint ez a szó az abszinttal azonos. A Grundriss (1954-1973) és Ghalioungui (1987) különböző fordításokat ajánlanak, mivel Charpentier (1981) számos összefüggésben botanikai bizonyítékkal áll elő. Változatos volt a materia medica az ókori Egyiptomban, amit átfogóan jegyzett le (Estes 1993: 139-157; Ebeid 1999: 249-271; Nunn 2000: 136-162).
A fordító nem csak szó szerint fordít, hanem kijelöl egy eddig ismeretlen nevű növényt, amely illeszkedik mindkét nyelv és gyógyászati alkalmazás kritériumaiba, összhangban az irodalmi és művészeti bizonyítékkal (Dawson 1926), és ezek alapján azonosítja be a vizsgált növényt. A filológia nem valószínű, hogy megoldja a fordítási bizonytalanságokat, bár nagyobb az egyetértés a fák, a gabonafélék és az élelmiszerek vonatkozásában, mert ezeket a szavakat használták naponta a mindennapi életben. Kevésbé jók a lehetőségek a bokrokkal és füvekkel kapcsolatban. Az identitása 55 növényi- és ásványi anyagnak vitatott, és 145 összetevő továbbra is ismeretlen. Törvényszéki gyógyszerészet rendelkezik potenciális érvényesítési lehetőséggel ezeknek az ismeretlen gyógyszerként alkalmazott anyagoknak a beazonosításában.

#### Orvosi varázsszövegek, mágia és ratio a materia medica alkalmazásában
A korabeli orvosi gyakorlatot és az elméleti összefüggéseket az írott szövegek segítik megérteni, amelyek nagy része papiruszokban találhatók. Ezek jelentős része gyógyszerek készítéséről szól, vagy tüneteket tárgyal és azok kezelését írja le. A szunu (orvos-gyógyszerész-pap) gyógyszereket készített. A gyógyszer készítése alatt, előtte és utána is mágikus tevékenységet is végzett. Ritkán nyúlt másfajta eszközhöz.
A betegségek gyógyítása szükségszerűen kétarcú volt. A fizikoterápia mellett tehát a mágia eszközei sem hiányoztak, hiszen a fizikai tüneteket ugyanúgy kezelni kellett, mint ahogyan az azokat előidéző isteni eredetű lényeket el kellett távolítani, vagy ki kellett engesztelni. Ez egyúttal arra is magyarázattal szolgál, hogy miért rendelkezett a swnw orvos, a gyógyító pap és a orvos-varázsló egyaránt racionális és irracionális eszközökkel.
Az irracionális, mágikus eszközök tényleges élettani hatását eddig a modern tudomány alig tanulmányozta. Egyelőre annyit lehet e téren kijelenteni, hogy a beteg az állapotának tényleges javulását gyakran mágikus rítusok, ráolvasások, pszichés hatásának köszönhette. Többször, a mágikus anyagok lehetséges pozitív élettani hatása is kimutatható. Az egyiptomiak azonban nem bontották így szét őket, mindkét módszert egymás kiegészítőjének tekintették, ugyanis számukra egyformán racionálisak és fontosak voltak.
Altenmüller a mágikus szövegek legkiválóbb kutatója szerint, az ellenséges erőkkel, amelyek a betegségeket is okozták a leghatékonyabb fegyver az egyiptomiak szerint a mágia.

##### Ráolvasás, placebo és agytevékenység
A monoton ismétlődő mormogás, az embereket körülölelő hangzás, az intonáció, valamennyi résztvevőnek a tudatállapotát képes megváltoztatni. Az ember normál, béta-állapotból egy álomszerű hipnózisos vagy transz állapotába mehet át, amelyet alfa- vagy théta-állapotként definiálnak. Ebben az állapotban a szervezetben növekszik a vérnyomás, a koleszterin és egyes hormonok szintje, ugyanakkor csökken az energia és endorfin szint. Az emberek érzik, hogy a belső feszültség oldódik, és mintegy kilépne önmagából és az istenek közé emelkedik. A gyógyhatás az immunrendszer zavartalanabb működésének is köszönhető.
Ebben a tudatállapotban igen élénk az ember kreatív fantáziája, egybeötvözi a valóságot a képzelttel. Amint a beteg látja, hogyan gyógyul meg (agykontroll), például, mint folyik ki a kígyóméreg, vagy azonosul egy valódi vagy a ráolvasó tudatában létező mítosz hősével, aki hozzá hasonló bajából épül fel, az önszuggeszció segítségével eredményesebben tud fellépni a kór okozókkal szemben. Ez is egyfajta placebo hatás. Egy másik hatás lehet az izgalom fokozódásával a stressz létrejötte, amely az adrenalin és szteroid hormontermelés növekedésével a sejtek fokozott működését képes előidézni. Ez pedig a holtponton történő átlendítéssel az egész szervezetre is hatást gyakorolhat, pl. az immunrendszert befolyásolhatja.

### Irodalmi szövegek

#### Ó-egyiptomi gyógyászati glosszárium
A szavak kiejtésekor nehézséget jelent, hogy az óegyiptomi írásból hiányzanak a magánhangzók. A szavak átírása és kiejtése az alábbi módon is történhet. Nem-vokalizált írás. Az analógia okozta hibák elkerülésére Erman azt javasolta, hogy mellőzzük az önkényes betűpótlást és csak a valóban megadottakat használjuk, a hiányzó magánhangzókat pedig a kiejtéskor helyettesítsük "e" hanggal. Pl.: mt – met. Az egyiptológiában – a nevek kivételével – mint tudományos átírás, Erman módszere terjedt el.

#### A bibliai Mózes tanításai és preventív medicina
Hozzávetőlegesen Mózes az Ebers Papyrus összeállításának időpontjában született Kr. e. 1600 körül. Egyiptomban, rabszolgasorban élő zsidó szülők gyermeke volt. A fáraó rendeletét megtagadva elrejtették a csecsemőt a királyi udvar elől, akik minden héber fiúgyermeket kivégeztek. Később a szülők egy kosárban vízre tették, amit a fáraó lánya megtalált. Mózest örökbe fogadta, és a királyi udvarban trónörököshöz méltó neveltetést, képzést kapott. Nem fáraó lett, hanem 40 évnyi tanulás után a kivonuló héberek vezetője lett, akiket 40 éven át irányított a pusztában. Ha nem ismernénk Mózes "egészségügyi könyveit", nehezen tudnánk megmagyarázni, hogy a mostoha sivatagi körülmények között, hogyan voltak képesek elkerülni a járványokat. Az ókorban többen haltak meg járványokban, mint háborúkban.
A preventív medicina tételei háromezer évesek. Bár a világ elfelejtette, sokáig figyelmen kívül hagyta, azonban a Biblia első négy könyvében megtalálhatjuk őket. Mózes nem másolhatta írásait, azt várnánk, hogy Egyiptom orvosi ismereteit visszhangozza, ezzel szemben gyökeresen más szemlélet jelenik meg könyveiben. Míg az egyiptomi iratok a betegségek gyógyításával foglalkoznak, addig Mózes a betegségek megelőzését hangsúlyozza. Egyiptom orvoslása kezdetben racionális alapokon indult, de később új irányt vett. A Biblia egészségügyi elvei azonban máig megtartották időszerűségüket. Mózes akkor írta egészségügyi kódexét, amikor az egyiptomi orvoslás hanyatlásnak indult. Bár Mózes valószínűleg ismerte Egyiptom orvosainak eszköztárát, mégsem találunk egyetlen egyiptomi gyógymódot sem írásaiban. Mózes harmadik könyve a világ első higiéniai könyve.

### Ókori szerzők

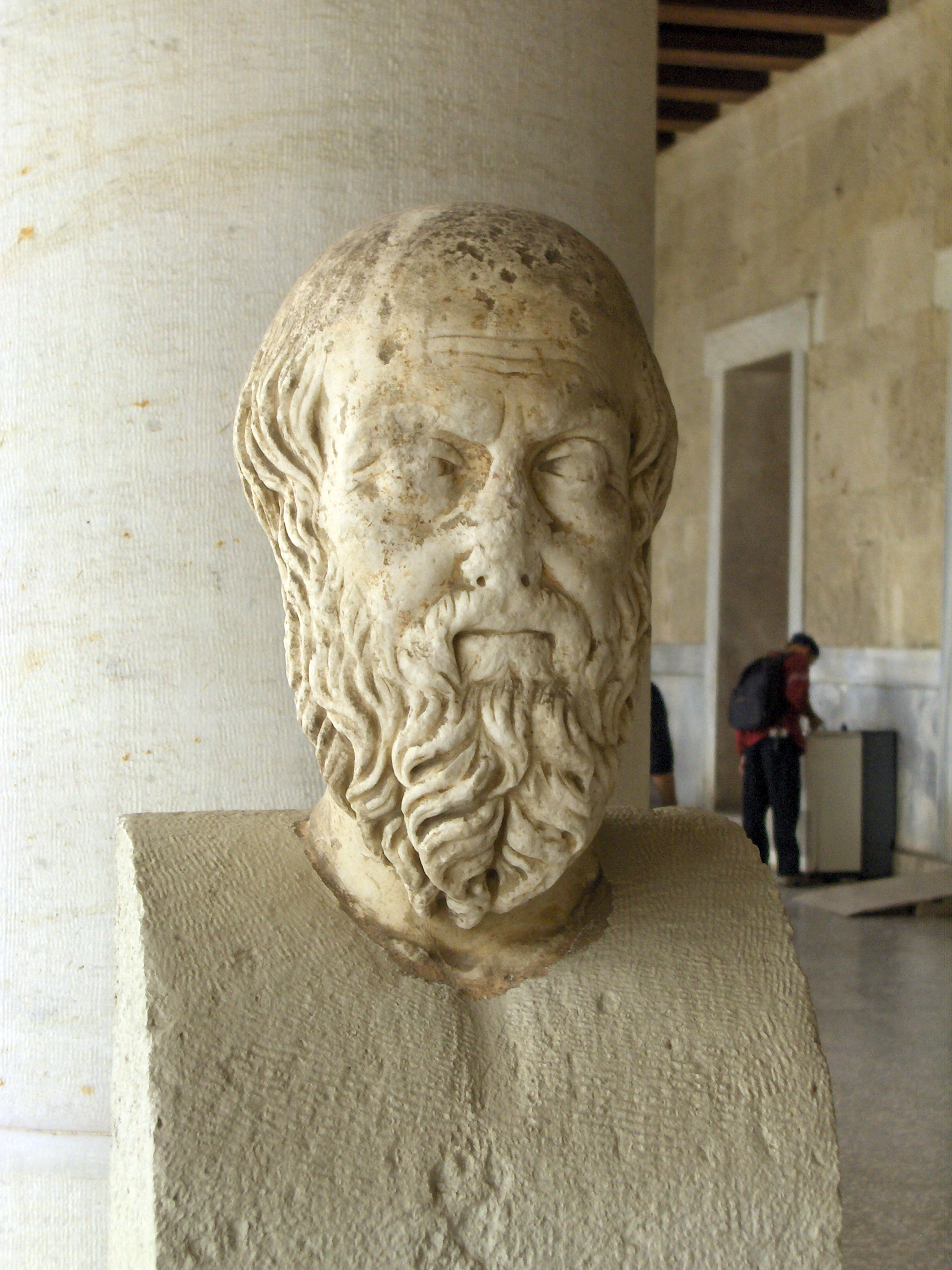
Hérodotosz mellszobra a 2. században. Római kori másolat, görög eredeti. A kiállításnak az Attalosz Stoa oszlopcsarnok ad otthont (Agora Múzeum, Athén.

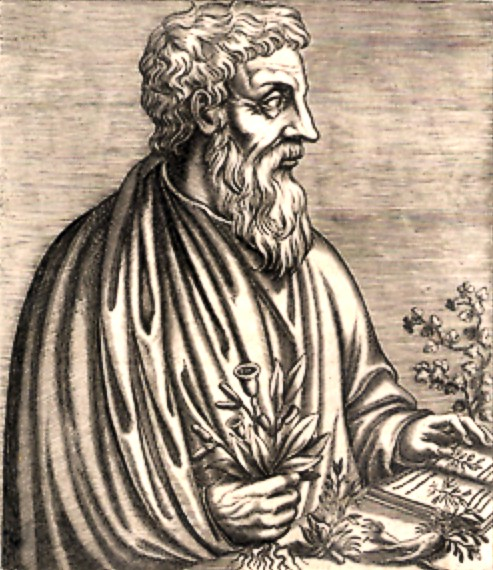
Pedanius Dioscorides (Kr. u. 40-90 kb.) Fő műve a Perihülész iatrikész (’A gyógyító anyagról’) c. lexikon (Kr. u. 60–64). Gyógynövények neveit, hatásait, azok alkalmazását tartalmazza.

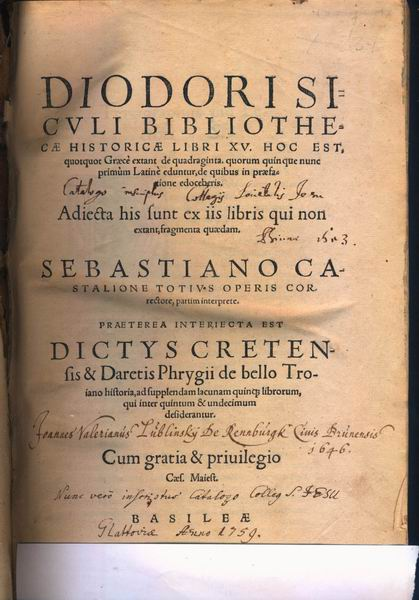
Siculus Bibliotheca historica 1559. Basel

Az egyiptomi orvostudomány legkorábbi áttekintése Hérodotosznak köszönhető. Kr. e. 450 körül, a XXVII. dinasztiabeli Egyiptomban tett utazásának tapasztalatait történeti műve 2. könyvében tette közzé. Itt a 84. fejezetben számolt be a kor orvostudományáról, és az orvosok akkori specializálódásáról.

Évszázadokkal később Diodórosz Szikulosz (kb. Kr. e. 90-20) az orvosok hagyományos gyógyítási módjait emelte ki, és az orvosi gyakorlatban alkalmazott újításoktól való félelmükről írt.
Galénosz (I. sz. második fele) említi, hogy görög orvosok Egyiptomban tanultak, Alexandriában, az Asklepionban
Alexandriai Kelemen-szerint (Kr. u. 200 k.) hat orvosi könyvük volt az egyiptomiaknak:

1. az emberi test felépítéséről

2. a betegségekről

3. az orvosi eszközökről

4. a gyógyszerekről

5. a szembetegségekről

6. az asszonyok állapotáról

## Betegségek rendszere
A betegségek gyakran jártak bűzzel, kifakadó sebekkel. Voltak olyan betegségek, amelyeknél fizikai létrejöttük módja nyilvánvaló volt a korabeli orvosok számára, akár mert szemmel láthatták, mint például a vadállat harapását, vagy az égési sebeket, akár mert az általuk alkalmazott anatómiai élettani összefüggésekből kikövetkeztették azokat, mint pl. a szív szúrását, vagy a végbél tɜw lázát, stb.

### Egyiptomi orvoslás elmélete
Jelenlegi ismereteink alapján a keringési-rendszert tételeztek fel az emberi szervezet központjaként, amelynek középpontjában a ḥɜtj-szív állt.
Az orvosi vizsgálat ennek megfelelően a „mérést" jelentette. Módjáról, milyenségéról keveset tudunk. Az sem teljesen világos, hogy észleléseiket hogyan értékelték az egyiptomiak. Az azonban bizonyos, hogy elképzelésük szerint a szervezetet behálózó csatornák, a mtw helyes működése esetén egészséges volt az ember, ha azonban itt bármilyen zavar bekövetkezett, annak betegség volt a következménye. A betegségek kialakulásának másik módját egy számukra szintén fizikailag létező, ám rendszerint láthatatlan valósággal magyarázták, a természetfeletti erők beavatkozásával.
Ezekről sokszor feljegyezték, hogy az általuk elképzelt mtw csatornákat vették igénybe tevékenységükhöz, máskor nem jelzik a káros beavatkozás módját, csak az eredményét. Ezeknek a túlvilági lényeknek a közbelépését sok minden előidézhette. Az ok az esetek egy részében homályos marad, sokszor azonban kiderül, hogy az valamely istenség haragjának a következménye, vagy az eleve gonosz lények, betegség-démonok játékszerévé vált a beteg. Gyakran a természete s okok, mint pl. a kígyómarás, is valamely isteni lény parancsára történt. Mindezek alapján úgy tűnik, hogy a betegségek létrejöttét gyakran két, egymással párhuzamos síkon magyarázták: az isteni szféra beavatkozásaként, amely fizikai jelenségekben, elváltozásokban mutatkozott meg.

### A betegségek alapvető három oka
1. a rossz istenségek (gonosz szellemek)
2. a szennyeződések (felismerték a levegő betegségeket terjesztő közeg)
3. a mértéktelen táplálkozás

### Esettanulmányok, betegségek leírása
- Szerkezeti elemei

1. Cím, a diagnózis rövid változata
2. Tünetek, benyomások a megtekintés után, vagy a manuális vizsgálat után
3. Orvosi vizsgálat
4. Diagnózis
5. Terápia

- Kóroktani magyarázatok
- Prognózisok

A nőgyógyászati és szülészeti jellegű papiruszokban fordulnak elő.

## Mérés, metrológia az ó-egyiptomi gyógyszerészetben

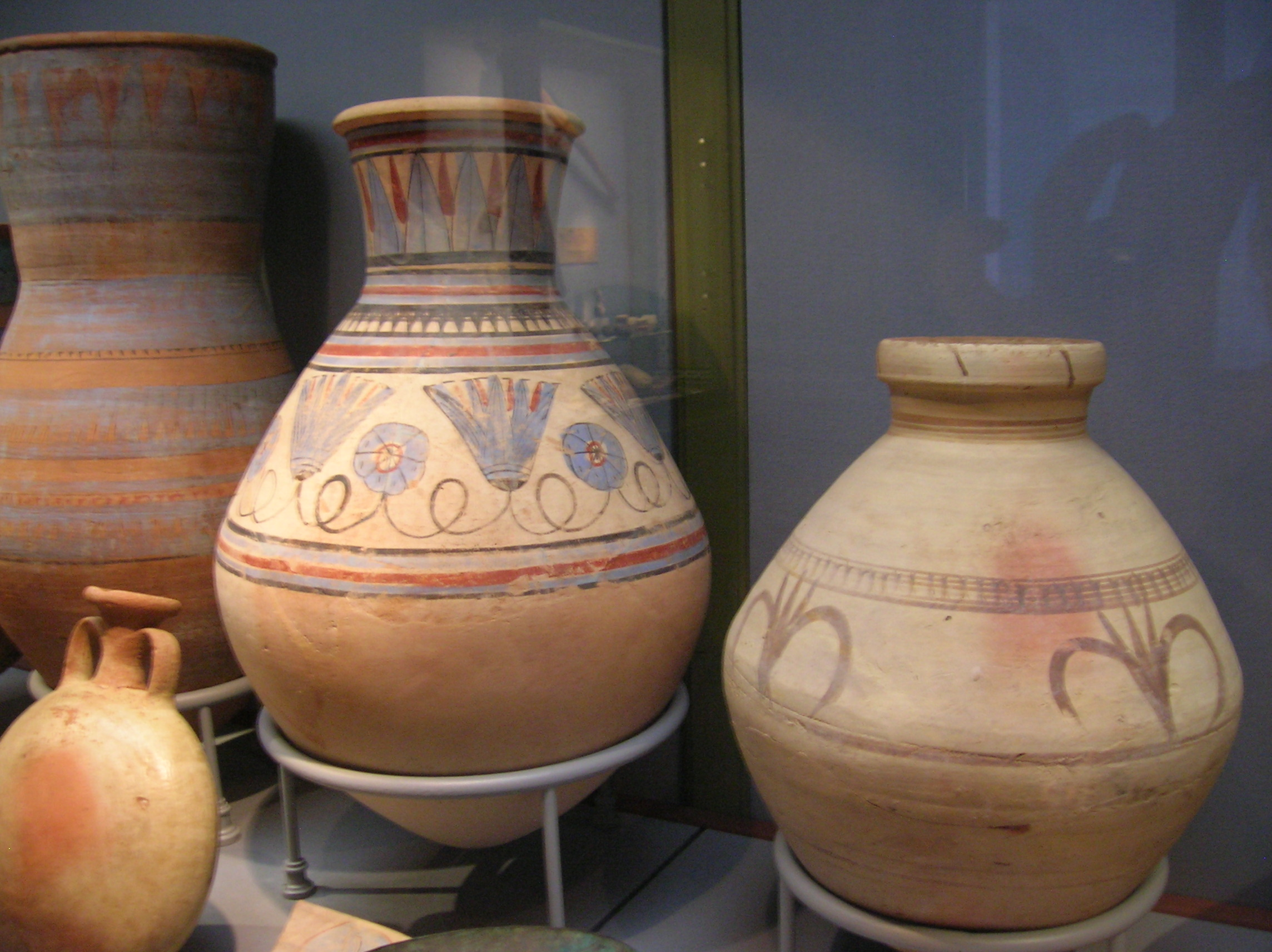
Egyiptomi, ókori folyadékokat tároló edények lótusz motívumokkal.

A metrológia a mérések tudománya, a mérésekkel kapcsolatos ismereteket fogja össze. A mérési eredményt egy számmal, a mértékszámmal és a mértékegységgel adjuk meg. A mérés történhet mérőeszközzel. A mérőeszközzel való mérésnél az objektum valamilyen tulajdonságát közvetlen összehasonlítással kapjuk meg (pl. ha hosszúságot méterrúddal vagy tömeget mérleggel mérünk).

### Adagolás, dózisok

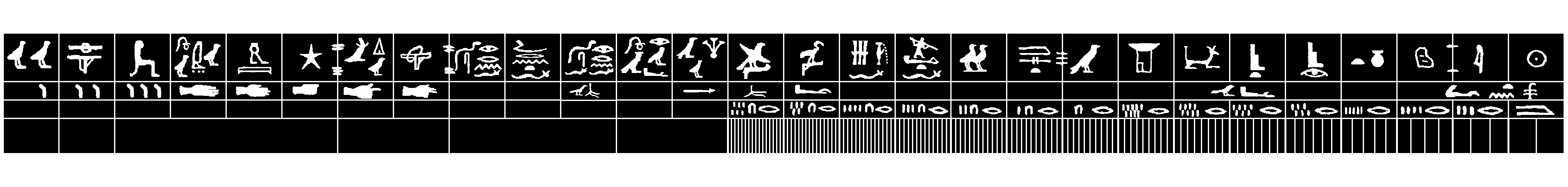
Könyökrúd. Louvre Museum

A compendiumok olyan részletességgel íródtak, melyek azt feltételezik, hogy olvasója nem rendelkezik alapos gyógyszerészi ismeretekkel, ám gyakran hiányoznak a mértékegységek. Sokszor gondot jelent a kutatóknak az előiratokban felhasználandó alapanyagok mennyiségének és mértékegységének a meghatározása. Gyakran ezek mértékét és minőségét teljes egészében kihagyták az előiratokból. A megfelelő dózisok alkalmazása mindezek alapján fontos részét alkotta az orvostudománynak, melyet az orvos korábbi tanulmányai során sajátított el és az istenektől érkezett akarat, sugallat alapján állapított meg a listajellegű recepteknél.

### A felhasznált mennyiségek szempontjából a receptek három csoportba sorolhatók
1. Önmagában felsorolja az alkotó részeket mennyiség és mértékegység nélkül
2. A felsorolt alapanyagok mindegyike mellé 1 számot ír
3. A felsorolt alapanyagok mellé többnyire törtszámokat (1/8; 1/16; 1/32) írtak

A legegyszerűbb fajta önmagában felsorolja a materia medicát.
Felmerül a kérdés, hogy ahol önmagában adták meg az „1” számot, ott más mértékegység is elképzelhető ez az egység az 5 rɜ-val lenne egyenértékű, vagyis az udzsat szem függőleges vonalának egyszerűsített írásmódja volna, és akkor a korabeli technikákkal is mérhető mennyiség szerepelne a receptekben. Az 1 jelzőszámú receptekben azonban olyan anyagok is szükségesek azonos mennyiségben, amelyek a törtekkel jelölt mennyiségeknél jellemzően különböző nagyságrendekkel találhatók meg. Óvatosságra int továbbá, hogy ugyanazon receptnek lehet olyan változata, amelyben éppen a mennyiségekben van eltérés.

### Évszakonként szedett gyógyszerek
Bizonyos különleges gyógyszereket kizárólag évszakonként alkalmazták. Például volt egy szemészeti gyógyszer, amelyet kizárólag a tél első két hónapjában, egy másik részét a harmadik és negyedik hónapjában, míg 1/3 volt alkalmazandó, egész évben.

### Életkor szerinti gyógyszerelés
Gyógyszeres kezelésben minden korosztály részesült. Az orvosnak általában figyelembe kellett venni a beteg életkorát annak eldöntésében, hogy egy adott gyógyszert a beteg megkaphatja vagy nem. Vizelet visszatartási betegségben szenvedő beteg kezelésére egy óegyiptomi felnőtt zöld datolyapálma (Phoenix dactylifera) termését, sörüledéket és néhány más zöldséget kapott víz keverékében, míg egy kisgyermek ugyanerre a betegségre olajjal átitatott szárított papirusz darab kapott a hasára meleg borogatás formájában. A gyógyszerek elkészítése során a gyógyszerésznek figyelembe kell venni a beteg életkora. Egy ókori egyiptomi orvos megjegyezte, hogy ha a fiatal beteg elég érett, akkor le tudja nyelni a tablettát, de a ha még pelenkás (csecsemő), a tablettát oldjuk anyatejben.

## Compendiumok, receptgyűjtemények
A gyógyszerészet, egyike annak a néhány ókori egyiptomi technológiáknak, amelyek biztosították a recept szerinti gyógyszer-formulálását, nem volt lehetőség más korok gyógyszerészetével összehasonlítani, ezért az ó-egyiptomi gyógyszerkészítmények prioritást élveztek minden más gyógymóddal szemben. Az alapanyagok a receptgyűjteményekben adottak voltak és több mint 700-at azonosítottak ezekből. Továbbá a compendiumok receptjei alapján elkészíthetők, értékelhetők gyógyászati hatékonyságuk a modern protokollokkal összehasonlítva. Ezek a compendiumok tartalmazzák az alapanyagok forrásait (élőhely, eredet, a betakarítás és tárolás), gyógynövényismeretet (hatóanyagok, extrakció és növénykémia) formulálást, az elkészítést, az alkalmazást, az adagolást, a klinikai tulajdonságait és terápiás értékeit. Alkalmazva az archeobotanika tudományának eszközeit, fel lehet használni ősi egyiptomi gyógynövényfajok hitelesítésére. Javasolni lehet korábban fordítatlan növény-jelölt szavak alkalmazását az ókori egyiptomi szövegekben (Campbell 2007).

### Receptek jellegzetességei

#### Testtájak szerinti receptek
Az egyiptomi orvosi szakkönyvek jelentős része testtájak szerint, topografikus rendben válogatták össze a recepteket. A szakosodás alapját képező testrészek fogalmilag azonban nem egyeznek a mai orvosi gyakorlatban alkalmazott meghatározásokkal. Például a haj kóros elváltozásaira alkalmazott receptek:

„másik” 

„Ha el akarod kerülni, hogy hajad megőszüljön, hintsd meg a fejedet:
egy fekete borjú olajban főtt vérével vagy
csörgőkígyó kövérjével.”
„másik” 

„Ha kihullik (a haj), alkalmazzunk egy olyan ellenszert, amit hat különböző állat:
a ló,
a nílusi víziló,
a krokodil,
a macska,
a kígyó és
a kőszáli kecske kövérjéből állítottak össze.

Hogy hatásosabb legyen, keverjük össze a masszát egy

szamár fogával, és azután forraljuk fel
mézben.”

#### Tömör, szűkszavú leírások
A receptgyűjtemények rendkívül szűkszavúak, vázlatosak voltak. A „másik” szóval tagolták el az egymás után következő, azonos esetekre ajánlott előíratokat. Valószínű valamennyi előzőleg említett tünet együttesét kezelte a gyógyszer. Az előállítás módját és az alkalmazásii útmutatót is csak tömören említik. Például:

"Másik"

méz 2

szorgum(mjmj) lisztje 2

papirusz-termés(Snj-tA) 1

4 feqa (fqA) süteményt készíteni 4 napra, Miután megfőtt a méz, hozzá kell tenni a szorgum(?) és a papirusz-termés(?) lisztjét és 4 napig enni.

#### A compendiumok 3 fajta recept-előírata ismert
A compendiumok receptjeinek alkotóelemeinek mennyiségi leírásai szempontjából 3 fajta előírat ismert
1. Összetevők tört részei vagy egységnyi részei adottak
2. Összetevők egységnyi részei adottak
3. Összetevők nevei adottak, mennyiségei nem

##### Összetevők tört részei vagy egységnyi részei adottak
A szokásos mai forma, de az összetevők tört részei vagy 1 egységnyi részei vannak felsorolva:
bogáncs (bgsw) 1/8 ro
bor 5 ro
amAmw termése 5 ro
felmelegíteni
4 napig inni.”

##### Összetevők nevei adottak, mennyiségei nem
„Schesch egyiptomi királynő hatásos hajápolószerei közé tartozott az is, amit az egyiptomi vadkutya lábsarkából, olajban főtt datolyavirágból és egy szamár patájából állítottak össze. Ez a különleges keverék állítólag jótékony hatással volt a királyi hajak növesztésére. Ha mérges kígyó harapott meg valakit, az orvosok mágikus vizet adtak inni az áldozatnak, ha szálka ment valakinek a bőre alá, azt gilisztavérrel és szamártrágyával kezelték.”

## Alapanyagok, materia medica

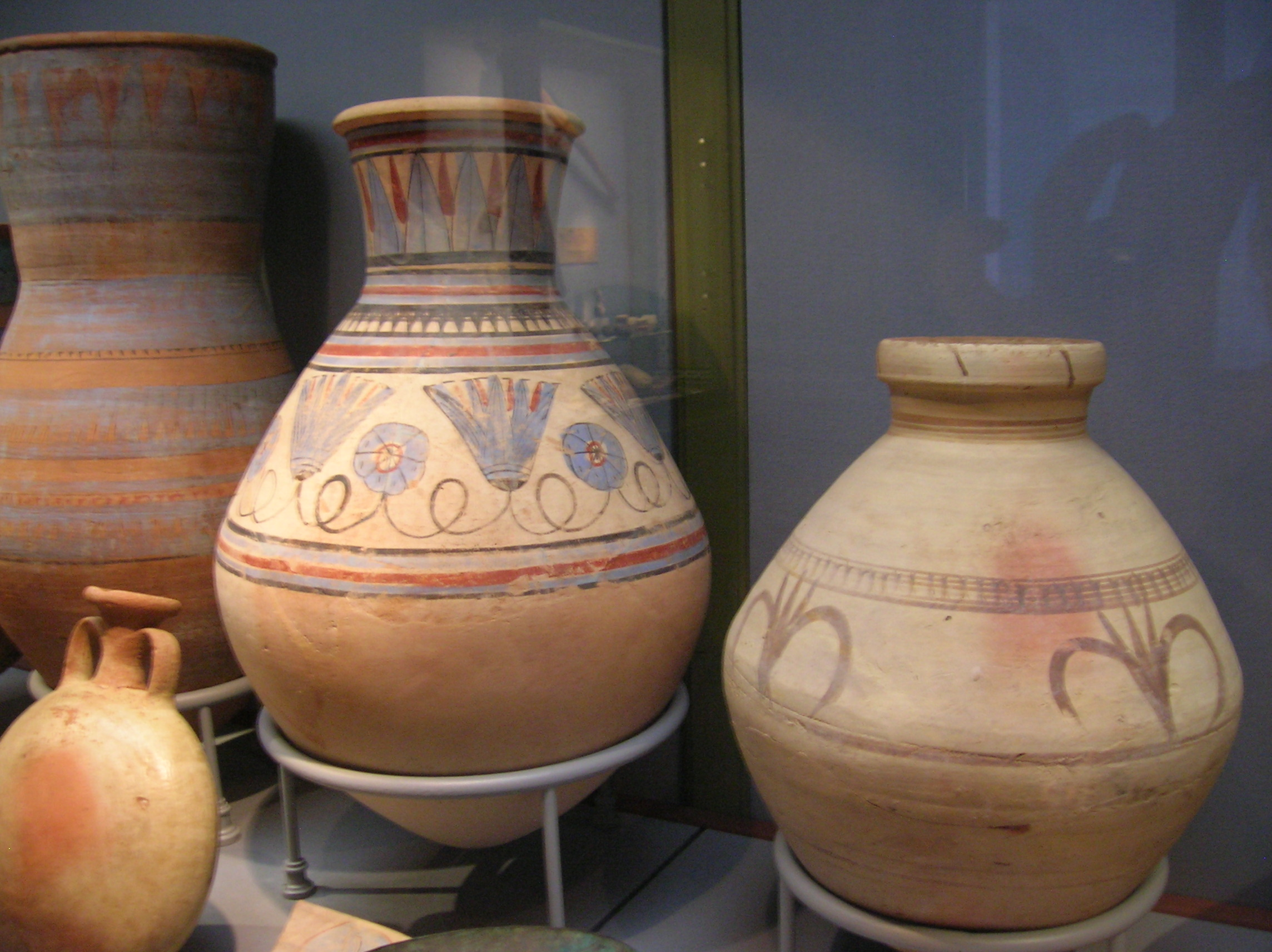
Ókori egyiptomi vázák alapanyagok tárolására

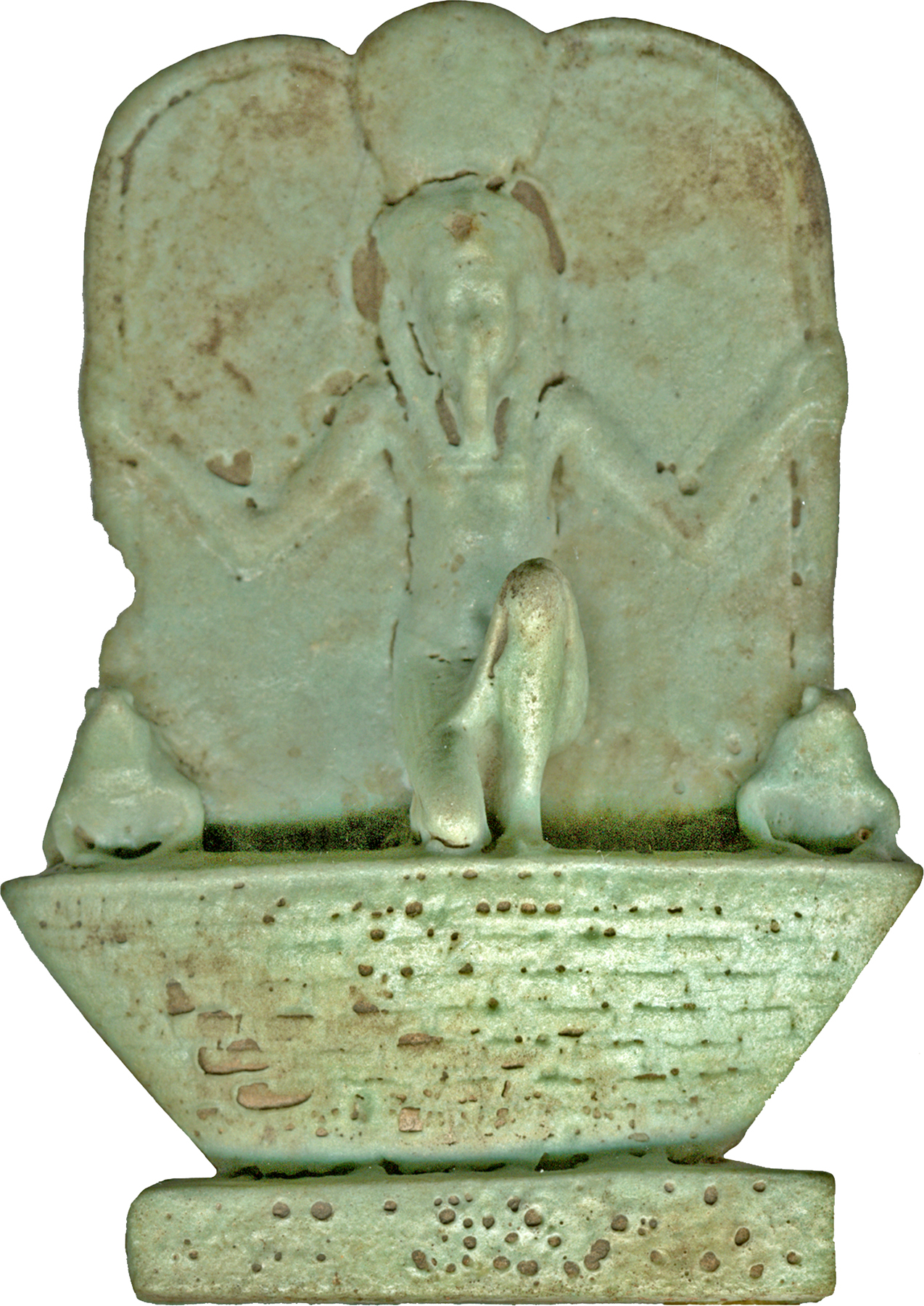
Egyiptomi, térdelő Heh a kosáron

Gyógyszerek alapanyagai növényi forrásokból gyűjtötték be a mezőgazdaságon keresztül. Gabonafélék, árpa, tönkebúza és a len, amely uralta az antikvitást. Vetettek novemberben, amikor a Nílus vize visszahúzódott (Murray 2003: 506-536), ezek terméséből, alkoholt-, rostot-, olajat-és bevonókat, lágyítókat állítottak elő. Datolya, szentjánoskenyér-hüvely, füge és gránátalma, ezekből stabilizátorok, hashajtók, antiszeptikumok, adsztringensek és féregűzők készültek. Többek között: bnr/datolya, nbs/krisztustövis, jnhmn/gránátalmafa, jṧd/az egyiptomi Balanites, wan/boróka, waḥ/tigrismogyoró, nht/szikomorfa, ḥmɜjt/lepkeszeg, ṧnḏt/nílusi akácia, tpnn/kömény, dgm és kɜkɜ/ricinus, és a *ḏɜrt/szentjánoskenyérfa óegyiptomi felhasználása bizonyított.

### Materia medica a titoktartás istene, Moth védelmező akarata alatt
Az egyiptomi orvosok kiváló gyógyszerismerettel rendelkeztek, de titkaikat féltve őrizték thébai, memphiszi és héliopoliszi szentélyeikben, ezért keveset tudunk a korabeli medicinákról. Mivel titkaikat szigorú szabályok kötötték, ezért csak rébuszokban fejthették ki ismereteiket a nyilvánosság előtt, aki elárulta a titkot, azt megmérgezték.

### Alapanyagok rendszerezése
Rendszerezésüket többféle szempont szerint történt. A legjellemzőbb a növényi vagy állati alkotó rész szerint.
1. Növényi alkotó rész szerint: virág, termés, levél, ág, gyökér
2. Állati testrész: zsiradék
3. Emberi
4. Anyagcsere-termékek
5. Ásványi anyagok
6. Félkész/kész termék
7. Nedvességtartalom: friss, szárított
8. Halmazállapot megnevezése: liszt/fűrészpor, dara, folyadék, füst

### Alapanyagok eredetük szerint
Az egyiptomiak nem különítettek el a recepteket a gyógyszerhez felhasznált anyagcsoportok szerint. A gyógyhatású anyagok között növényeket, ásványi anyagokat, állati, sőt emberi termékeket is alkalmaztak. Sok alapanyagot maguk gyűjtöttek össze az ó-egyiptomi orvosok, másokat idegen országokból szereztek be, amelyek akár pótolhatatlan elemmé is válhattak Egyiptom orvoslásában. Ilyen például a mirha (antjw) és a tömjén (snțr). A felhasznált anyagok mindegyikét gyógyszernek tekintették. A felhasznált anyagok begyűjtéséről, feldolgozásáról és állapotáról nem írnak, erre szerencsés esetben a receptekben alkalmazott felhasználási mód alapján lehet visszakövetkeztetni. A szilárd növényi és állati termékeket bomlásnak jobban ellenálló szárazanyagként raktározták.

#### Gyógyító növények

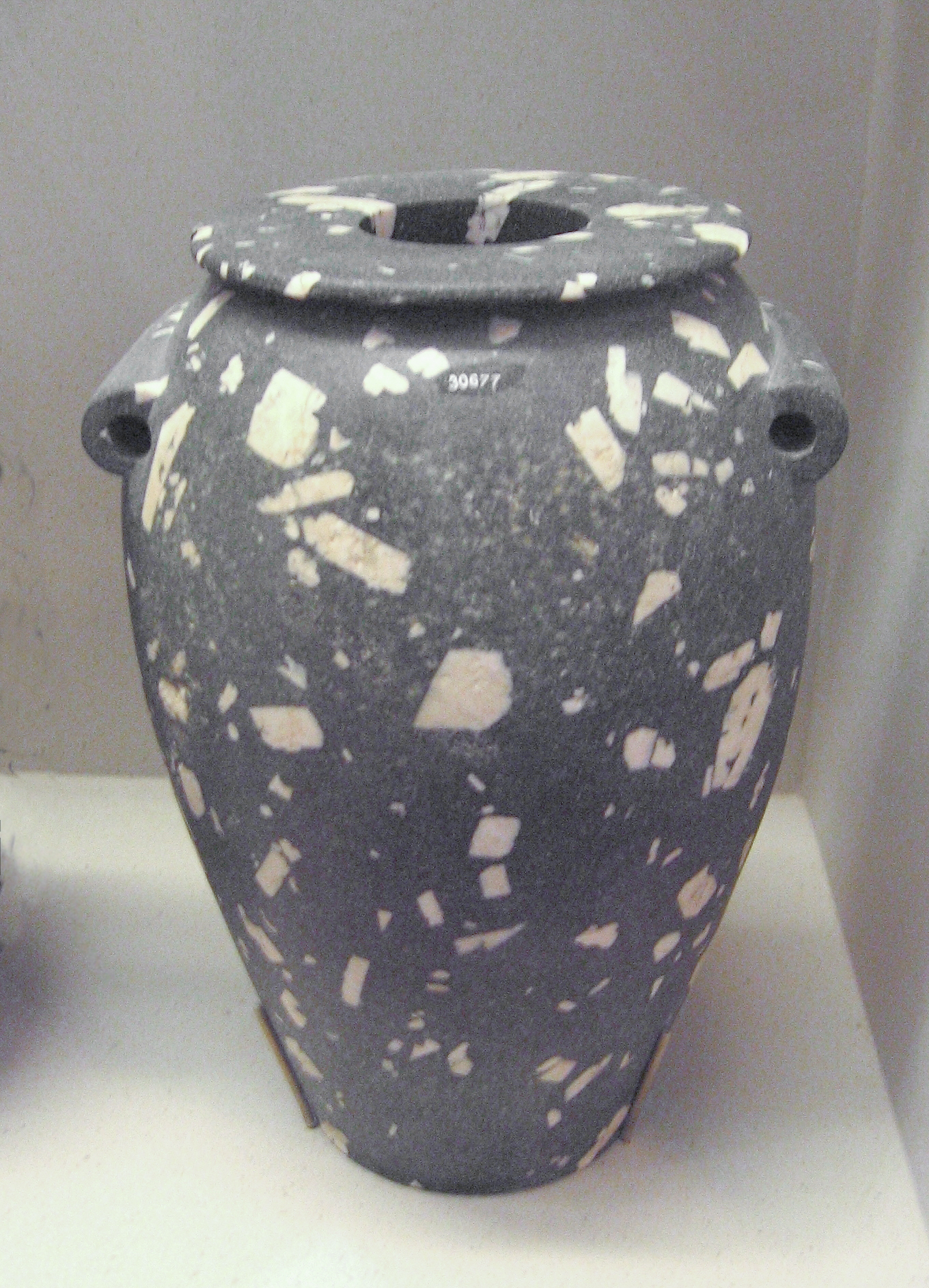
Diorit Váza Neqada II. Predinasztia. Ókori Egyiptomi Területi Múzeum

A gyógynövények fontos szerepet játszottak az ókori egyiptomi medicinában. A régészek az ősi sírokban, földalatti templomokban olyan feljegyzéseket találtak, amik részletesen írnak a gyógyításról és a különböző gyógynövények jótékony hatásairól. A 20 méter hosszú, 110 oldalas Ebers-papirusz valóságos orvosi enciklopédia. Az egyiptomiak nyers fokhagymát és vöröshagymát fogyasztottak asztma és bronchitis megelőzése és gyógyítása céljából. Az ó-egyiptomi orvoslás forrásai nagyrészt recepteket tartalmaznak, amelyekben a gyógyszerek jelentős részét a gyógynövények alkotják. A felhasznált növények begyűjtéséről, az alapanyagok állapotáról viszont nem írnak.
A különböző évszakokban begyűjthető növények egyidejű felhasználása arra utal, hogy a gyógyító növényeket raktározták. Ennek módjáról, időtartamáról és formájáról szintén nem szólnak a források, de praktikus okok alapján feltételezhető, hogy a szilárd növényi anyagokat a bomlás megelőzésének céljából szárazon (a mai drogoknak megfelelően) őrizték. Feltehetőleg akkora mennyiséget tároltak, amekkora a következő begyűjtési időszakig elegendő volt, mert a hosszú tárolási idő a hatóanyag-tartalom csökkenésével járt. A fennmaradt tároló, kőedénykék arról is tanúskodnak, hogy bizonyos esetekben a levegő kizárására is szükség volt. Bizonyos esetekben elégséges volt cserépedényben, kosárban vagy vászonzsákban tárolni azokat. Voltak olyan gyógynövények, amelyeket csak friss áruból lehetett előállítani.

##### Henna (Lawsonia inermis)

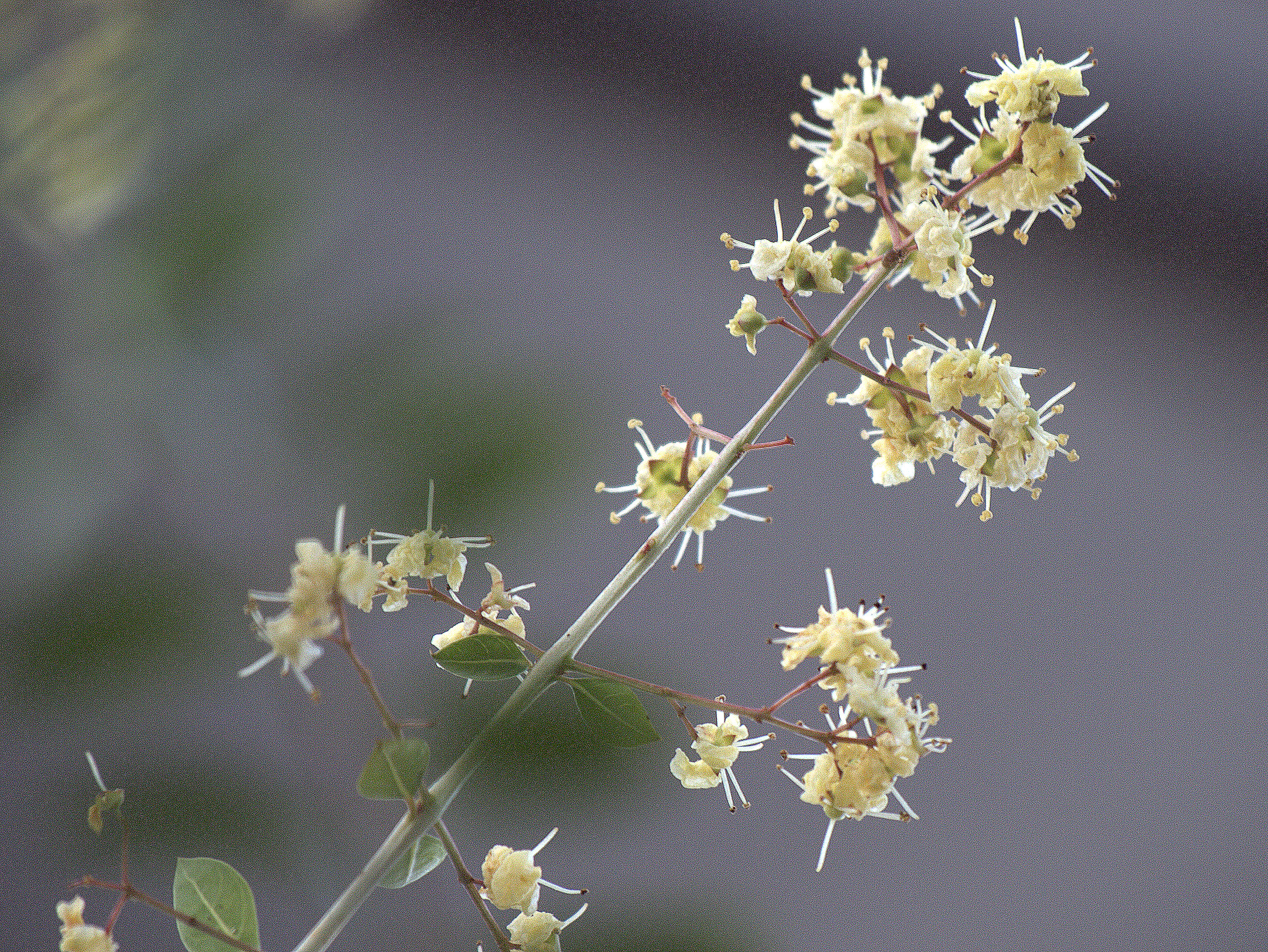
Henna virágzása

A henna a mirtuszvirágúak (Myrtales) rendjébe és a füzényfélék (Lythraceae) családjába tartozó faj, nemzetségének egyetlen elismert faja. A sok gyógyszer közül az egyik gyakran emlegetett szer az Ebers-papiruszban a henna. A henna, mint kifejezés 7 különböző alakban fordul elő a szövegben, attól függően, hogy a növény mely részéről tesz említést, az milyen korú volt a betakarításakor, és hol termesztették. A tekercsben használt kifejezések tehát utaltak a henna minőségére is, melyekből pedig következtetni lehetett a hennában levő ható- és festékanyag mennyiségére. Az egyiptomi tekercsekben leírt gyógyászatban alkalmazott tulajdonságok ugyanazok, melyeket ma is a hennának tulajdonítunk.
A henna a sérült bőrt begyógyítja és fungicid hatású. Az összezúzott hennalevelet az ókori Egyiptomban zúzott henna magokkal, libazsírral és ondóval gyúrták össze. Ennek a hennapasztának minimális lehetett a festőképessége. Datolyával és vöröshagymával elkeverve a hennapép szintén hatásos antibakteriális keverék volt. Ha viszketett a bőr, de seb nem volt rajta, ezt a jó minőségű hennapépet ajánlották a tekercsekben gyógyírként valószínű, ekcéma ellen. Az Ebers papirusz írója a következő megjegyzést írta: “Vigyázz, mert ez tényleg valóságos gyógyszer! Ozirisz templomában leltek rá az orvosságok közt. Ez a szer elűzi a korpát, és a bőr hámlását minden végtagról. Igen, azonnal gyógyít!” Ozirisz ajánlása kiváló garanciát jelent a minőségre és megbízhatóságra. Hajhullás esetén is használták.
A lábujjak betegsége gyakori panasz lehetett az ókori Egyiptomban. Ide tartoztak: a bőrkeményedés, körömgomba, bakteriális fertőzés. Ezekre a betegségekre gyógyhatású borogatást készítettek: édeskömény, henna, tömjén, zsír, mirha, mák, bodza, friss olívaolaj, esővíz felhasználásával. A hozzávalók baktérium és gombaölő hatásúak, a mák fájdalomcsillapító hatású, az olaj pedig táplálta a száraz bőrt. Nem minden hennával kapcsolatos recept tűnik igazán elfogadhatónak. A csipás szemre javasolt keverék mirhát, vöröshagymát, kukoricaüszögöt, olajat hennát tartalmaz. A következő hozzávalók igencsak „szokatlanok”: antilop trágyája és állati zsigerek. Az említett összetevőket alaposan elkeverve, keselyű tollával kell a szemre kenni. A tekercsek érdekessége, hogy írója a henna növényeket termesztésük helye és az ezen alapuló hatóanyag-mennyiségük szerint is megkülönbözteti. Felismerték és használták a henna gyógyító, gyulladáscsökkentő és gombaölő hatását, nem alkalmazták a henna testfestő tulajdonságát.

##### Lepkeszeg (Trigonella Phoenum graecum L.;ḥmɜjt)

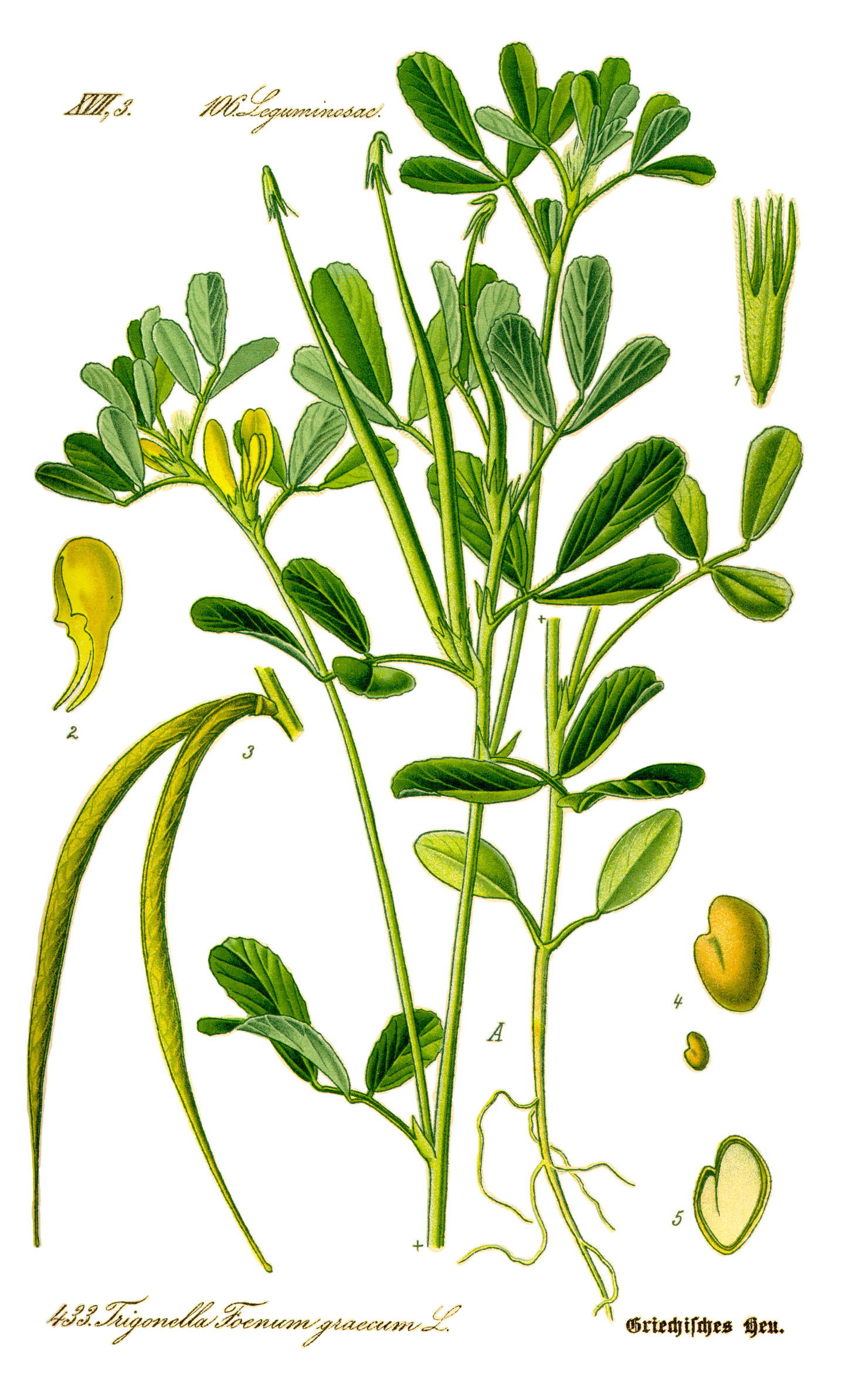
Görögszéna mag. Trigonella foenum-graecum. Szaponinok (dioszgenin, yamogenin, tigogenin, neotigogenin)

A jobb oldali csomójában rA-jb szenvedőnek adták a lepkeszeget, más néven görögszénát, görögbúzát, sörben összetörve erős hatású szerként, mindössze egyetlen másik növénnyel (tHwj termése) elegyítve, miután egy kevésbé drasztikusnak ítélt gyógyital a páciens xAjt-betegségét nem tudta megszüntetni. A ht kiürítését is szolgálta, mézbe mártott fqAt süteménybe keverve kellett elfogyasztani, és az wĥdw fájdalom megszűnését várták.

##### Krisztustövis (Zizyphus spina Christi L.; nbs)

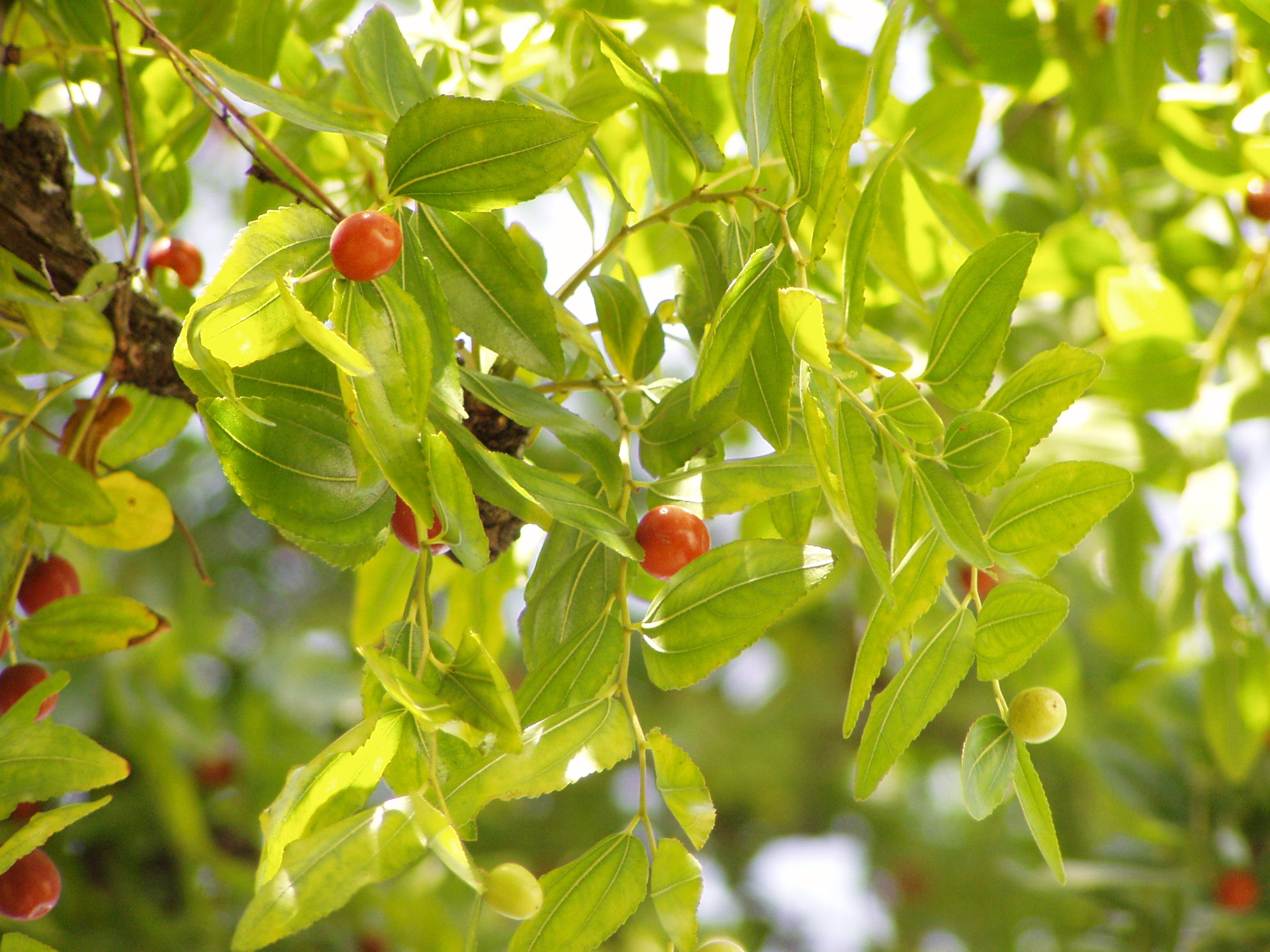
Krisztustövis. Ziziphus zizyphus foliage. Az óegyiptomiak lisztet belőle, és ebből kenyeret sütöttek. A hagyomány szerint Krisztus fejére ágaiból készítették a töviskoronát. Egyiptomi arab neve nabk

Őshonos krisztustövis termését és a fát használták sokféle célra: hűtésre a végbélnél rA-jb elzáródására, aAa betegségre (Eb226), jb szívre, vizelet szabályozására.
Szikomorfa (Ficus sycomorus L.; nht)
Őshonos növény a szikomorfa, amelynek bevágott termését igen nagyra értékelték. Alkalmazták a szalagféreg és wHAw-kiütés ellen, végbél gyulladására, mellkas kezelésére, jobb oldal elzáródására, rA-jb-re, aAa megszüntetésére, és vizeletszabályozására a mentsruáció kezdetén.

##### Szikomor (Ficus sycomorus L.; nht)

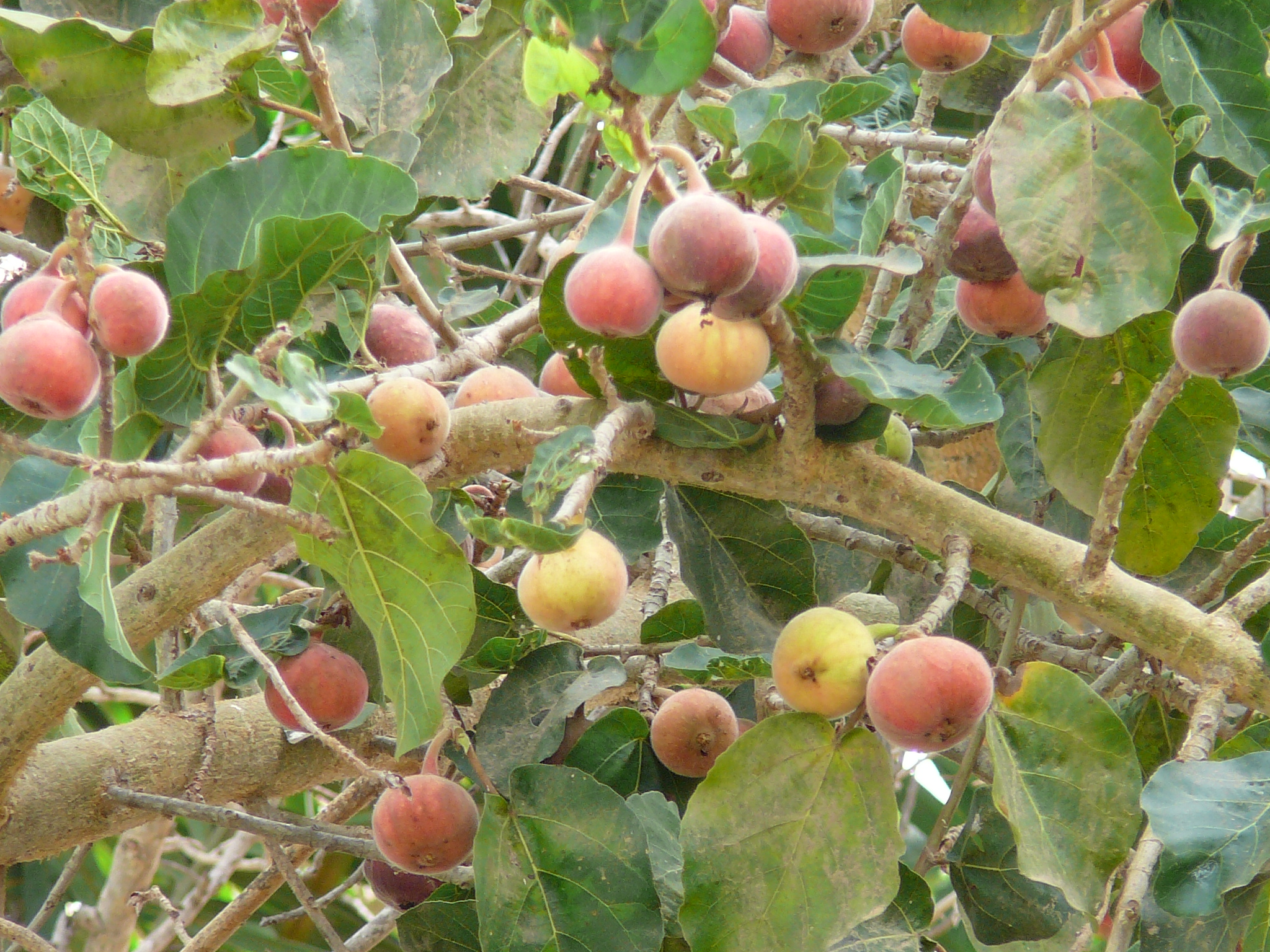
Ficus sycomorus. Igen hosszú életkora és az olajfáéhoz hasonló rendkívüli sarjadóképessége miatt a túlélés, a halhatatlanság jelképe

Őshonos növény a szikomorfa, amelynek bevágott termését igen nagyra értékelték. Alkalmazták a szalagféreg és wḥɜw-kiütés ellen, végbél gyulladására, mellkas kezelésére, jobb oldal elzáródására és vizeletszabályozására a mentsruáció kezdetén. Megtalálható mennyiség nélkül megnevezett összetevőjű receptekben, és dozírozták valamennyi alkotóelemnél azonos mennyiségben és eltérőben.

##### Balanites (Balanites aegyptiaca; jṧd)

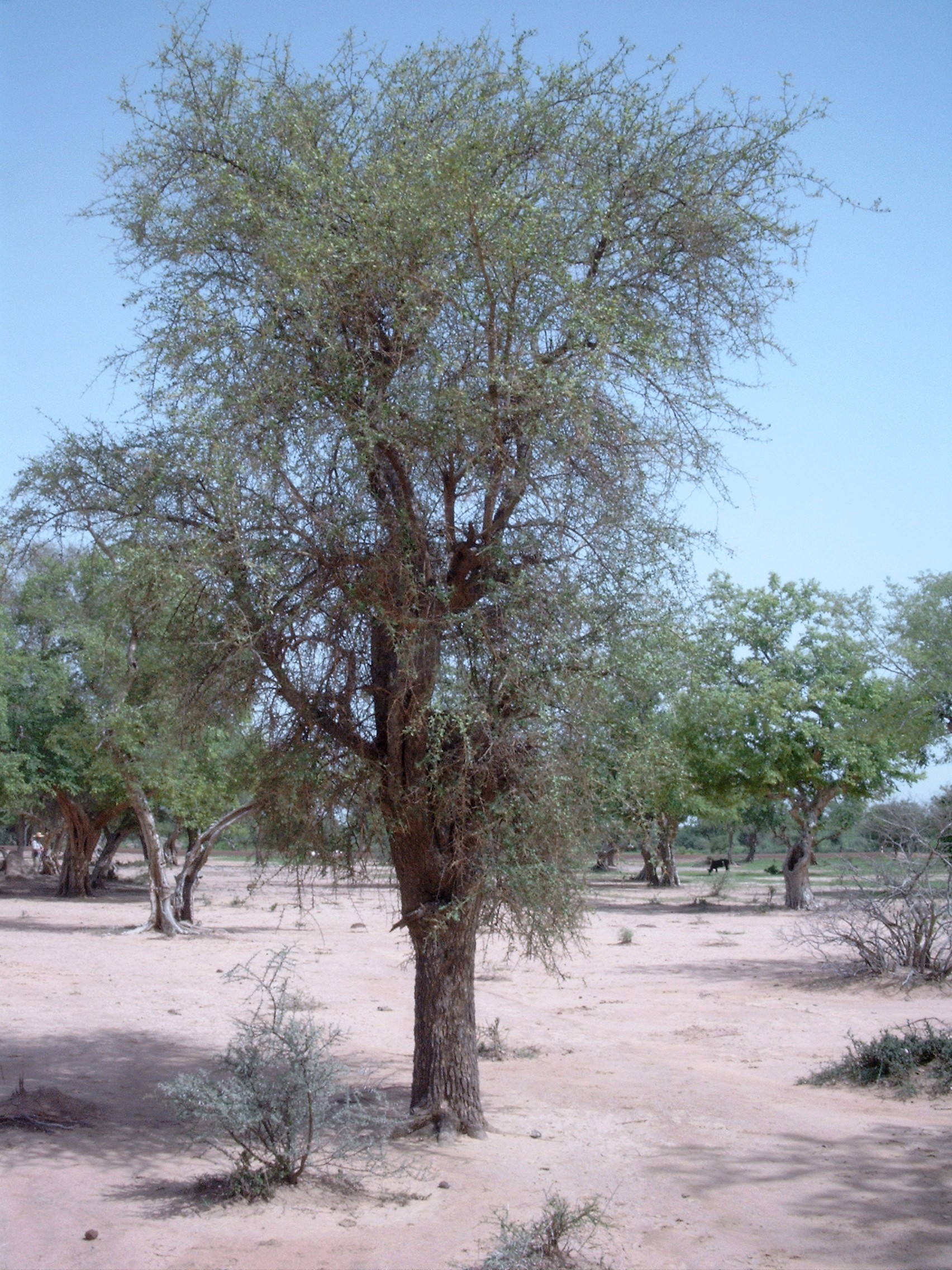
Balanites aegyptiaca

Egészen széles körben volt használatban az *jṧd, amelyet nagy valószínűséggel a Balanites aegyptiaca (L.) Delile termésével azonosít a szakirodalom. A termését használták.

##### lya szerepel, ilyenkor az általánosan fogyasztottTigrismogyoró (Cyperus esculentus L.; w‘H)

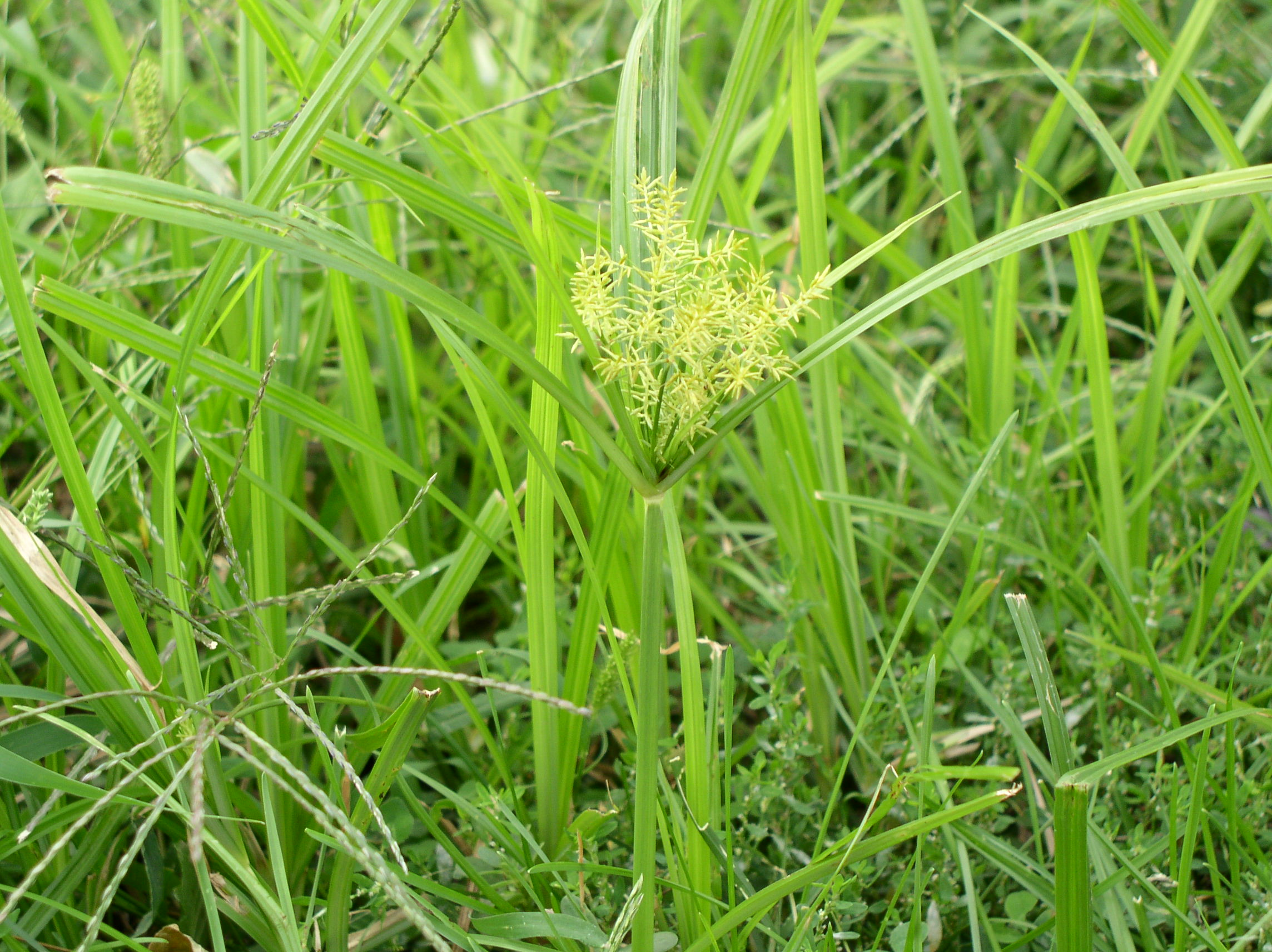
Magas a zsír- és keményítőtartalma. A tigrismogyorót a magas cukortartalma ellenállhatatlanná teszi. Cyperus esculentus

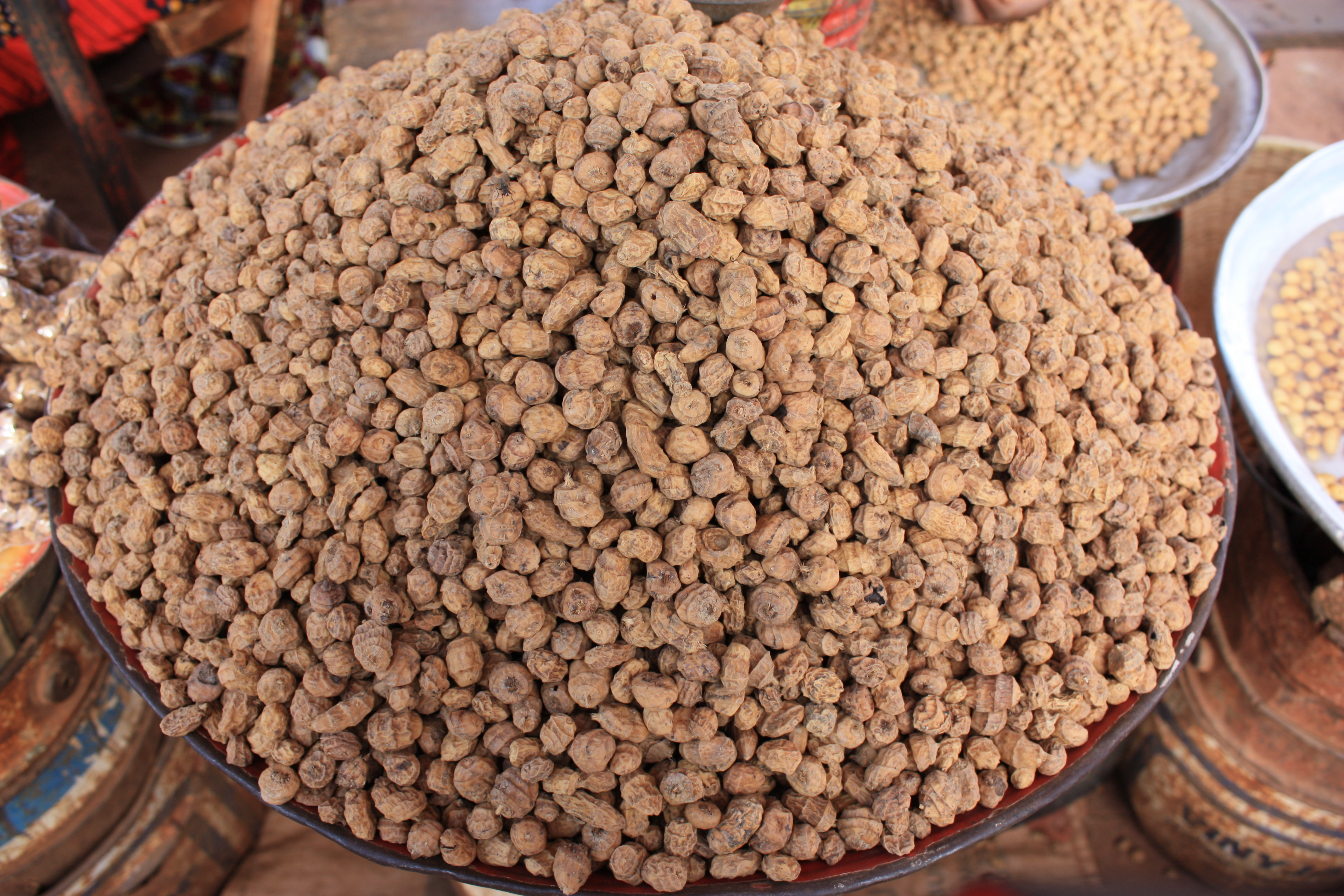
Banfora piac, Burkina Faso. Cyperus esculentus

Magyarul földi mandulának, mandulafűnek, mandulapalkának mondanak.
Gyakran alkalmazott alapanyag a “tigrismogyoró”. többször szólnak a receptek: aprított, tört, vízben áztatott, főzött liszt alakban. Általában több más gyógyszeralapanyaggal együtt használták, de rágcsálnivaló orvosságként is használták. Javallat: hashajtónak, végbélpanaszokra, bőrkiütés, fájdalomcsillapítás, láz, szívpanaszok, vizelet szabályozása, köhögés, „kenyér” befogadójává teszi.

##### Datolya (Phoenix dactylifera L.; bnr)
Ősi, alapvető élelmiszerforrás. Rájöttek azonban gyógyhatására is. Előfordult vagdalva, pépesítve, szirupként és bora is. Szerepel a receptekben továbbá a magja. hashajtó orsóféregűző vizeletszabályozó „féloldal” fájdalom végbél-betegség láz köhögés szív szalagféregűző asztma gyulladás kiütés.

##### Nílusi akácia (Acacia nilotica Desf.; ṧnḏt)

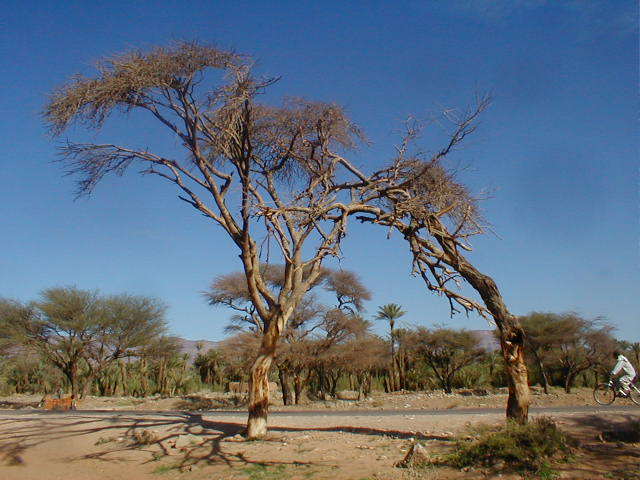
Acia nilotica, 9 évi szárazság után. Ouarzazate (Marokkó) acacia

Gyógyászati alkalmazása széles körű. Olyan orvosságokba kerül, amelyeket szalagféreg, orsóféregölésre, fájdalom megszüntetésére, bőrbetegség, végbél gyulladás, köhögésre a levelét, és / vagy mézgás nedvét, a gummi arabicumot használják. A termés és kéreg csersavtartalmú.

##### Kömény (Carum carvi L.; tpnn)
Orsóféregűző vizeletszabályozó „féloldal” fájdalom végbél-betegség láz köhögés asztma kiütés ágyékra.

##### Füge (Ficus carica L.; dɜb)
hashajtó fájdalom végbél váladék szívet asztma

##### Ricinus (Ricinus communis L.; dgm)
A “ricinusbab” formájában fordul elő. Olaját bedörzsölve a kiütések gyógyítására ajánlották, de egyúttal gennyesedésre és gyengeség kezelésére szolgált.

##### Szentjánoskenyérfa (Ceratonia siliqua L.; ḏɜrt)

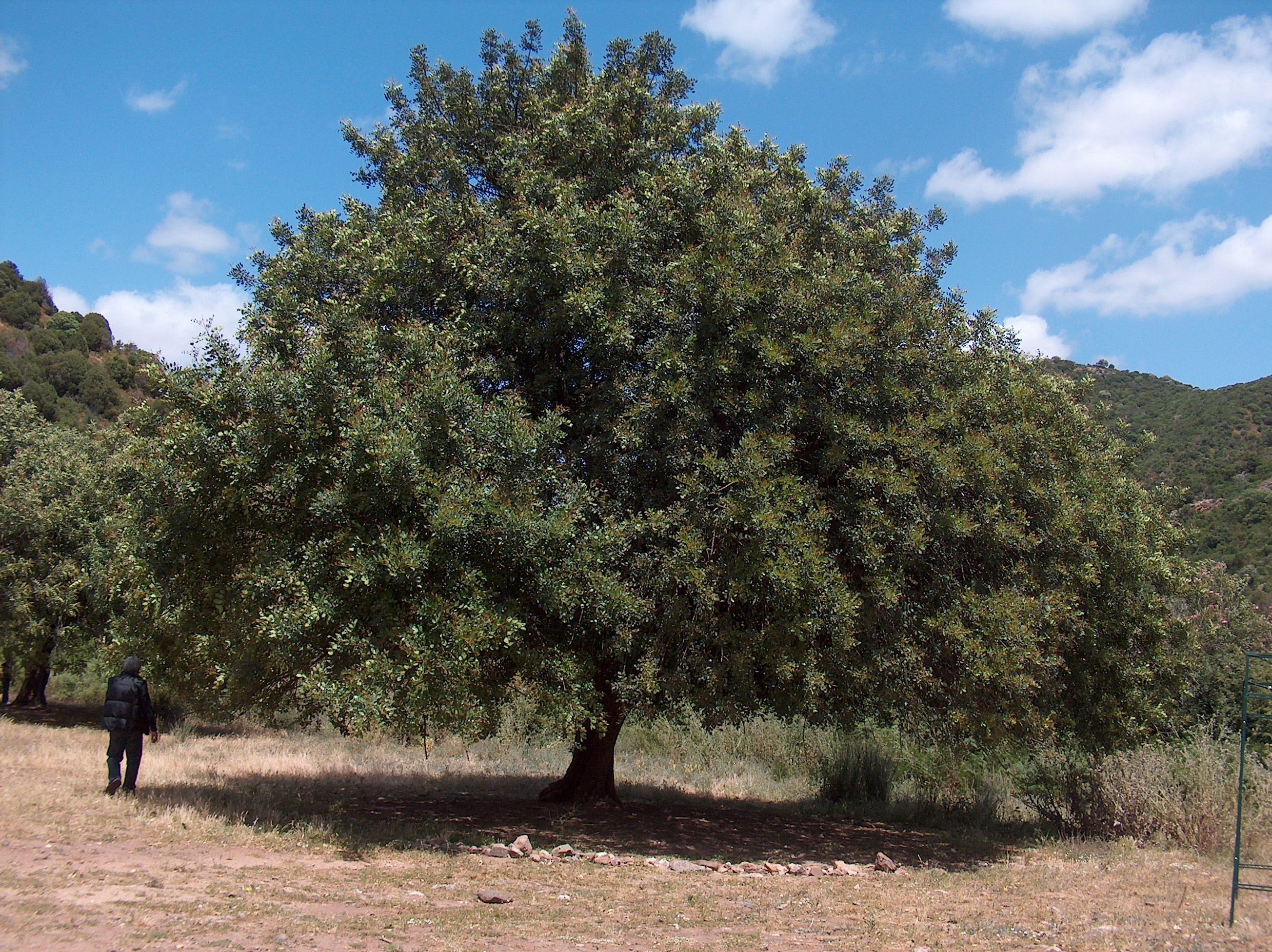
Ceratonia siliqua

Állandóan feltűnik, belső és külső kezelések között egyaránt. Legsűrűbben a lisztjét említik, míg fájdalomra „gyökerének” megszüntetéséhez, a végbél lázának a csillapításához és a mellkas kezeléséhez a termés belső részére, vagyis a magjára volt szükségük. A végbél kezeléséhez, a végbél hűtéséhez, hűsítőként, a rontás megszüntetéséhez a fejben, és vizelet „összehúzódása” ellen a „leve” volt használatos.

##### Aloe
égésre, allergiára, bőrbetegségekre, fekélyre

##### Bazsalikom
szívgyógyszer

##### Jeruzsálemi alma
hashajtó, májerősítő

##### Kömény
emésztést segí tő, friss leheletet biztosít

##### Sáfrány
reuma ellen, duzzanat apasztó

##### Kapor
laxatív, vízhajtó

##### Tömjén
torokgyulladásra, vérzéscsillapító, hányáscsillapító

##### Fokhagyma
általános immunrendszer erősítő

##### Édesgyökér
enyhe hashajtó, a légzést segítő

##### Hagyma
megfázás megelőzése, szívbetegségek megelőzése

##### Petrezselyem
vízhajtó

##### Kakukkfű
fájdalomcsillapító

##### Kurkuma
nyílt sebekre

##### Koriander
húgyutak kezelésére

#### Állati
1. emlősök: szarvasmarhafélék (bika friss, büdös, zsír, máj, vér), szamár (váladék), disznó (agyar, vér), kandúr (kandúr genny, ürülék).
2. madarak: sólyom (ürülék), vándormadár
3. kétéltűek: teknős (páncél), harcsa, tarkasügér
4. rovarok: méz
5. édesvízi kagyló

##### Szarvasmarhafélék
Bika bekerült az orvosságba a fájdalom megszüntetésekor epe, a kiütés kezelésére epe, a végbél kezelésére gerincvelő, faggyú, a „vizeletben összehúzódásra” máj, köhögésre faggyú. Megkülönböztették a „gerincvelőt” és a „csontvelőt”. Az előbbit fájdalom kezelésére használták.

##### Anyagcseretermékek
A széklet és a vizelet szintén olyan anyagokat tartalmaz, amely tisztított állapotban "komoly" gyógyhatást képes kiváltani egyesek szerint. Nem véletlen, hogy a koproterápia még 200 évvel ezelőtt is komoly tudományként volt nyilvántartva. Ezeknek az anyagoknak ugyanakkor a másvilági lények számára is undorító jellege a betegség démonok elűzését, tehát gyógyító hatást idézte elő a korabeli emberek szemében.

##### Állati vér
Az egyiptomi receptekből sem hiányzik a különböző állati vér. A vastartalmon biztosan hatott az emberi szervezetre. A modern endokrinológia előfutárának a vérkészítmények alkalmazásának középkori elméletét tartják: az elfogyasztott lény vére annak fizikai tulajdonságait átviszi az új szervezetbe. Ugyanakkor a vért mitológiai szerepe, és vallási szimbolikája rendkívül hatékony varázsszerré is tette.

##### Méz (Mel; bjt)
Felhasználása rendkívül széles körű, szinte mindenféle kezelésben szerepet játszott. Has, vizelés, összehúzódás a vizeletben, sok vizelet, hashajtó, has „megnyitására, has kiürítése, has kiürítése, minden rossz dolog kihajtása, székelés, fájdalom, szabályozása, orsóféreg, szalagféreg, kiütés, végbél, láz, szelelés.

#### Ásványi anyagok
A porrá őrölt ásványi sók egy része szintén felszívódott, és egyértelműen igazolható közvetlen vagy közvetett, hiánypótló, fertőtlenítő vagy gyógyhatásuk. Máskor apró kristályok formájában haladtak végig a tápcsatornán, annak falait mintegy súrolták és tisztították. De ezek is istenekhez voltak rendelve, tehát rajtuk keresztül is az isten hatott. Igen furcsa anyagokat is alkalmaztak a gyógyításban, ilyen volt a téglapor, a kemence mesze, a falról lekapart légypiszok, a harmat, timsó, hematit, realgár, agyag, tó agyagja, iszap, gipsz, kő, kőhamu vagy a vízparti kő. malachit, homokos kvarcszemcse, kvarckövek. 

##### Konyhasó (nátrium-klorid; alsó-egyiptomi só; mẖtt)
Kúpot készítettek, amelyet a végbélen és a hólyagon érezhető égő érzésre javasoltak. Szájon át hashajtásra adták. Szalagférgességre. Az „alsó-egyiptomi só” volt hashajtó, mint szájon keresztül alkalmazott orvosság, vizelethajtó kúp, széklethajtó ital, szalagféregölő, amelynél csak a belső használatra, valamint szalagférget hajtó ital és orsóféregölő-étel alkotó eleme. A két utóbbit sörrel kellett a szervezetbe bevinni. Sörrel együtt még a duzzanatra itták. Kenőcsbe kiütés kezelésekor került. A segítségével készült kenőcs még a fájdalom ellen is hasznos volt. Su isten és Nut istennő a fájdalom kezelésére használta. A duzzanatok kezelésénél is megtalálható a sós-kenőcsök használata, sőt ez esetben még nátront is kevertek a hozzá. Kúpban a végbél fájdalmára, vagy a hőség felhalmozódására, vagy a végbél „enyhítője”, de hűthette is azt.

##### Nátron (nátrium-karbonát és nátrium-hidrogén-karbonát keveréke)
Nátront is tartalmazó orvosságot szájon át alkalmazták. Rosszindulatú duzzanatokra, kiütésre, ill. azok megelőzésére és helyi fájdalomcsillapításra használták. Gonoszt elűzni, orsóféreg, fájdalomcsillapítás.

##### Kristályterápia, amulettek, ékszerek
Sokan bíznak a kristályterápiában, azt gondolják, hogy a meghatározott helyen, adott ideig tárolt kristályok a megfelelő liturgia elvégzése után gyógyító erővel rendelkeznek. Modern magyarázatok szerint a kőből kisugárzó biológiai rezgések következménye, amelynek eredményeként a beteg hely normálistól eltérő – vagyis beteg – rezgés száma a kristály egészséges rezgésszámára hangolódik. Ez a szinkronizációnak nevezett jelenség molekuláris szinten történik. Az egyiptomiak nyilvánvalóan nem rendelkeztek ilyen tudományos magyarázattal. Ők azt érezhették, hogy bizonyos tárgyak viselése jóleső érzéssel töltötte el őket, másoké zavaró volt, bizonyos állapotban viszont a legmegszokottabb anyagok is elviselhetetlennek tűntek.
- alacsony frekvenciájú rezgések

A komfort érzését természetesen erősen befolyásolják a beidegződések, amelyek az életmód, társadalmi, gazdasági, családi- és néphagyományok, hangulat, alkalom stb. összegződéseként keletkeznek, élnek meg. Tény, hogy az emberek egy része allergiás egyik vagy másik testidegen anyagra, és szintén bizonyított, hogy a kristályok rendkívül alacsony frekvenciájú rezgéseket bocsátanak ki magukból, amelyek csak speciális műszerekkel mérhetők. A kérdés csak az, hogy ez valóban alkalmas fizikai értelemben módosító hatást kifejteni az emberi sejtek atomjaira.
- kvantumfizika

A magyarázatnak másik elméleti lehetősége a kvantumfizikából ered, amennyiben az ember a magán viselt tárgyakból távozó hullámokat saját testének hullámai közé engedi, majd azok módosítják a sejtek hullámkibocsátását. Eszerint különösen az egyiptomi lakosság által kedvelt fajanszban található sok kvarc kristály nagy aktivitása okozhatna intenzív sejtsugárzást. Mivel pedig leginkább ezt a hatást érezhették, gyógyítás céljára is ezzel szerezhettek leginkább tapasztalatokat.
- hegyikristály

Hegyikristály esetében megfigyelhették annak fénytörő és fénysugárt egy pontba összegyűjtő hatását. A gyújtópontban összegyűjtött sugaraktól akár égési sebek is keletkezhettek. A fényenergia elnyelődése, megtörése, átalakulása egyértelműen hat a szervezet felszínén keresztül, tehát a fény hatását ezen a téren is érzékelhették például úgy, hogy bizonyos betegség miatt a betegek a sötétet keresik, mivel a fény kifejezetten zavarja őket. Megfigyelhették azt is, hogy fény hatására egyes ásványok színe vagy mérete is megváltozik. Mivel a fizikai és kémiai változások energiaátalakulással járnak, ha ez az emberi test felszínén történt, a folyamat akkor onnan vont el, vagy oda továbbított energiát.
- amulett

Az „egészség amulett" néven ismertek az amulettek, ezek közé tartoztak pl.: az udzsat szem, krokodil, oroszlán, kéz, törpe, Ptah, Izisz szobrocskák vagy a kis Hórusz tábla. Az isteni segítséggel való gyógyulás tudata olyannyira mozgósítják a szervezet belső energiáit, hogy jelentős belső változásokat eredményezhetnek, különösen, ha a beteget az életösztön is hajtja, amit a szeretetteljes gondoskodás – például az amulett ajándékozása révén még tovább is fokozhat. Mai kor nyelvére lefordítva, az orvosság és a gyógyítók által előírt, kötelezően viselendő amulettek a klinikai pszichológia eszközei közé is tartoztak.

#### Feldolgozás után használt termékek
Azokat az alapanyagok, amelyek valamilyen házi- vagy kézműves technológiával előállított formájukban szerepelnek a receptekben megadott alapanyagok között. Ilyenek a különböző tészták, a kásák és a pépek, továbbá italok, közöttük a növényből sajtolt, sűrített, főzött levek és erjesztett italok, de a manufaktúrákban előállított termékek is, mint az olajok, vagy a papirusztekercs és a fajansz.

##### Tésztafélék
- kenyerek
- sütemények
- pépek

##### Italok
- sör
- mézbor
- datolyaital

##### Zsírok
- ricinusolaj
- libazsír
- vízilózsír
- halolaj
- békaolaj

### Alapanyagok előállítása, gyógyszerkészítésre alkalmas konzisztencia

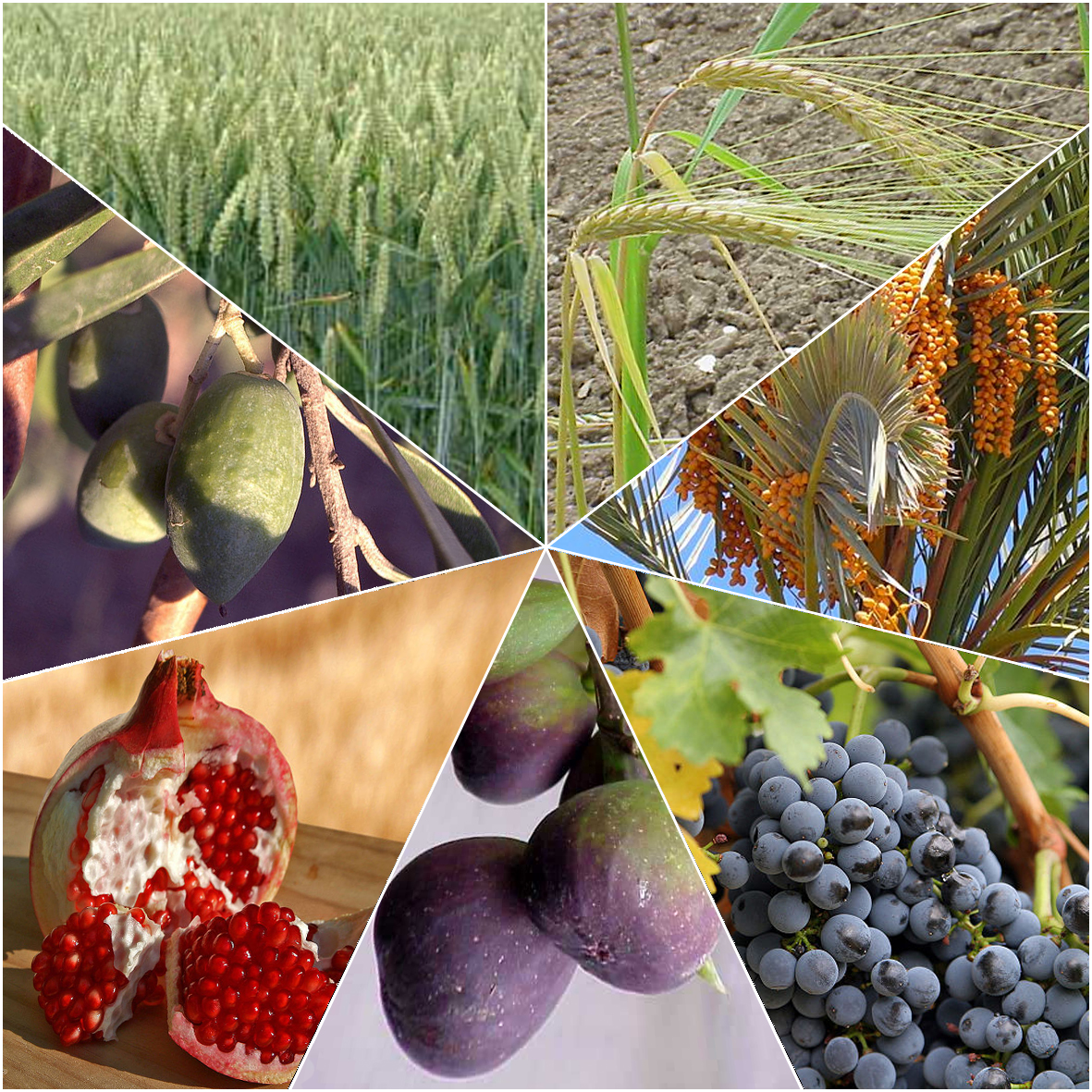
A hét növényi faj – a bibliai vers Mózes 08:08: – Egyiptom, Izrael földjén. A búza és az árpa, a szőlő és a fügefa, a gránátalma, az olívaolaj és datolyaméz alkotja

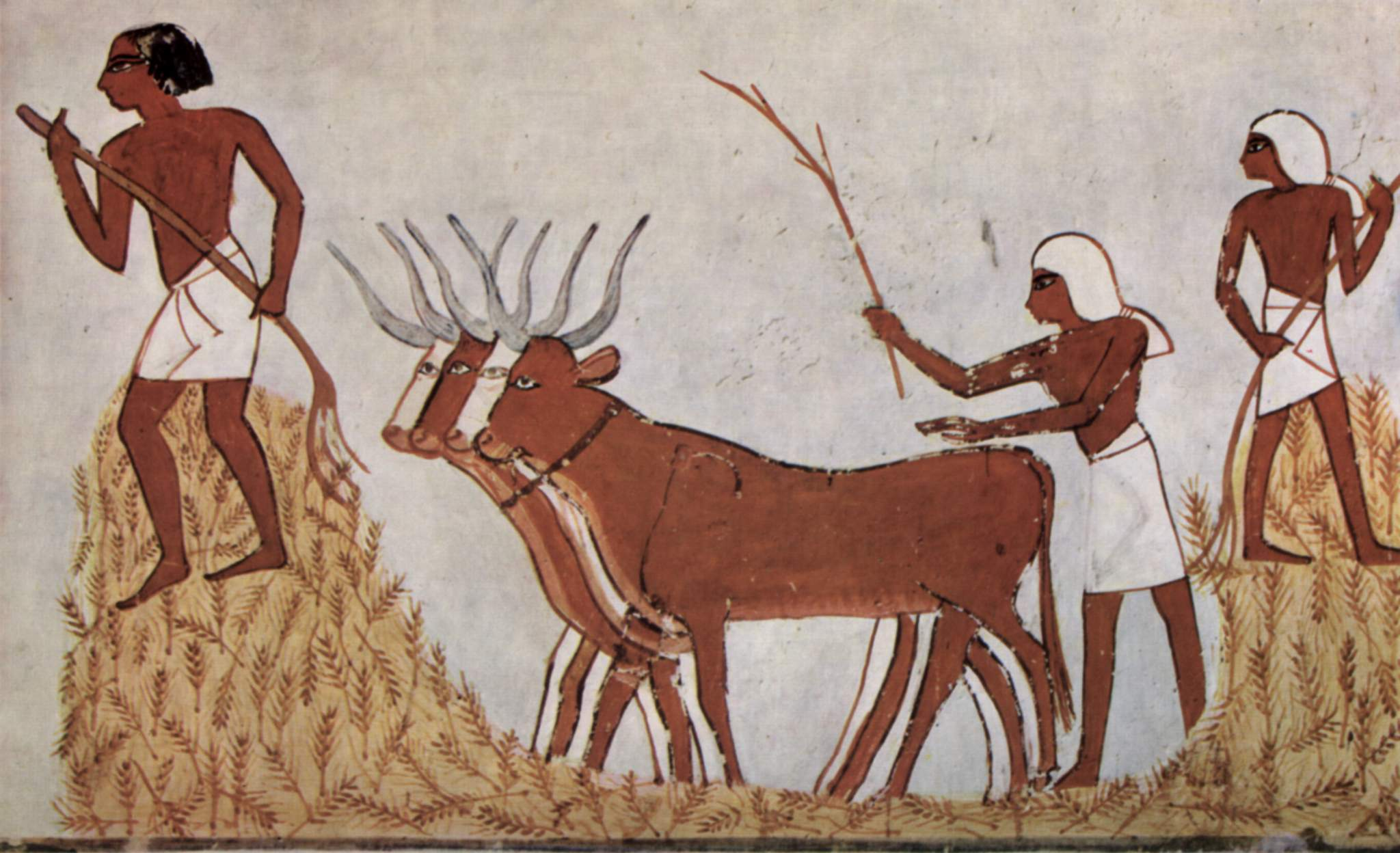
Sírkamara Menna-ban. A helyszínen a király jegyzője menna-i gabonabetakarítás közben. Kr. e. 1422-1411.

A legtöbb gyógyszerkészítéshez használt alapanyag minőséget meghatározó jelző nélkül volt használatos, minden valószínűség szerint nyers volt, és feltehetően a tárolt formát jelezheti, hiszen így állhatott bármikor az orvos-pap-gyógyszerész rendelkezésére. Utalásokból lehet az alapanyagok eredetére és állagára következtetni néha.

#### Friss materia medica
(Friss alapanyagok: ¢ńẖ / élő, friss és wʒḏ / zöld, friss)

##### Húsok

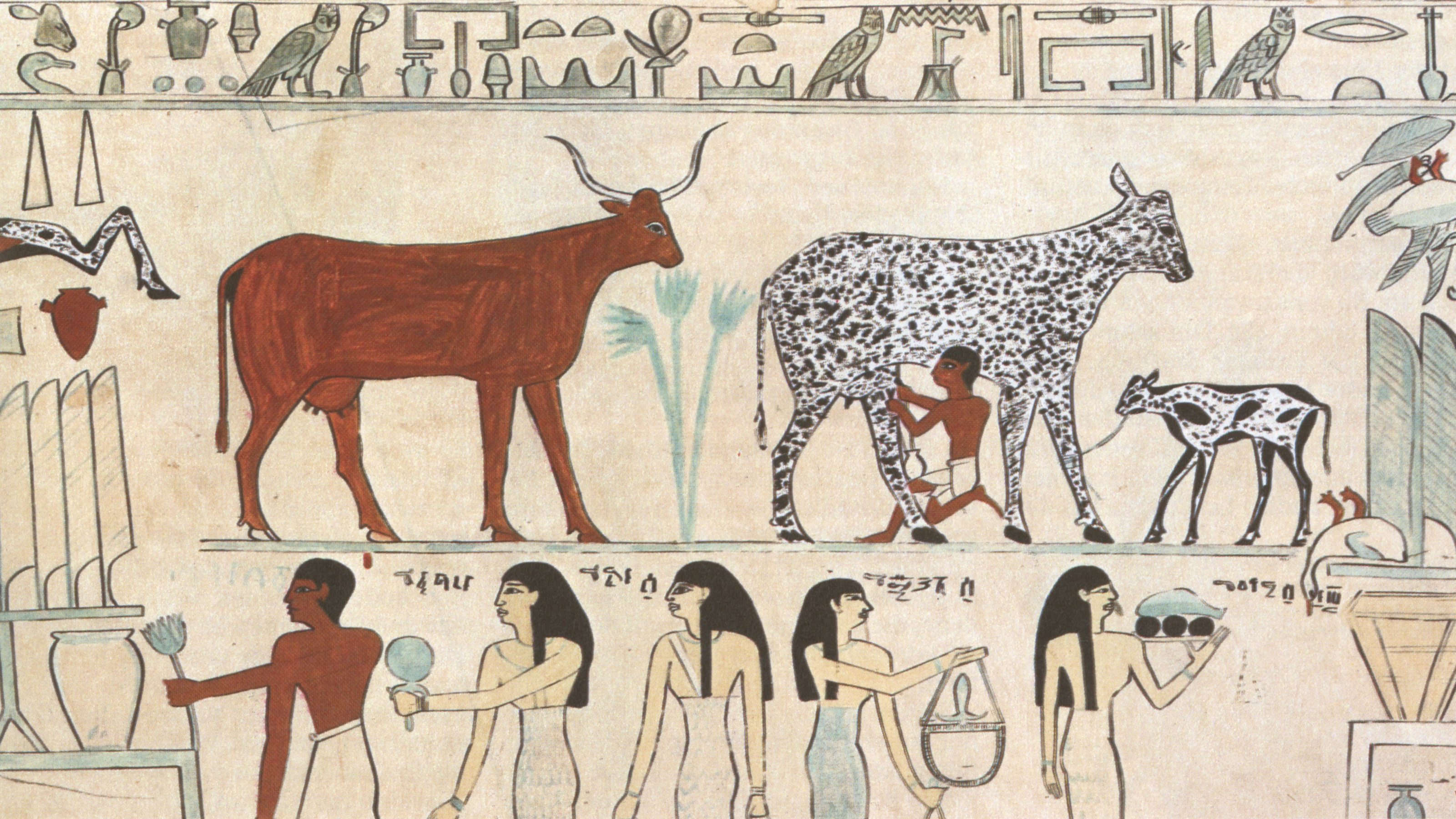
Régi egyiptomi hieroglifikus festmény látható korai példája egy háziasított tehénnek, amit fejnek. The Metropolitan Museum of Art, Rogers Fund, 1948.

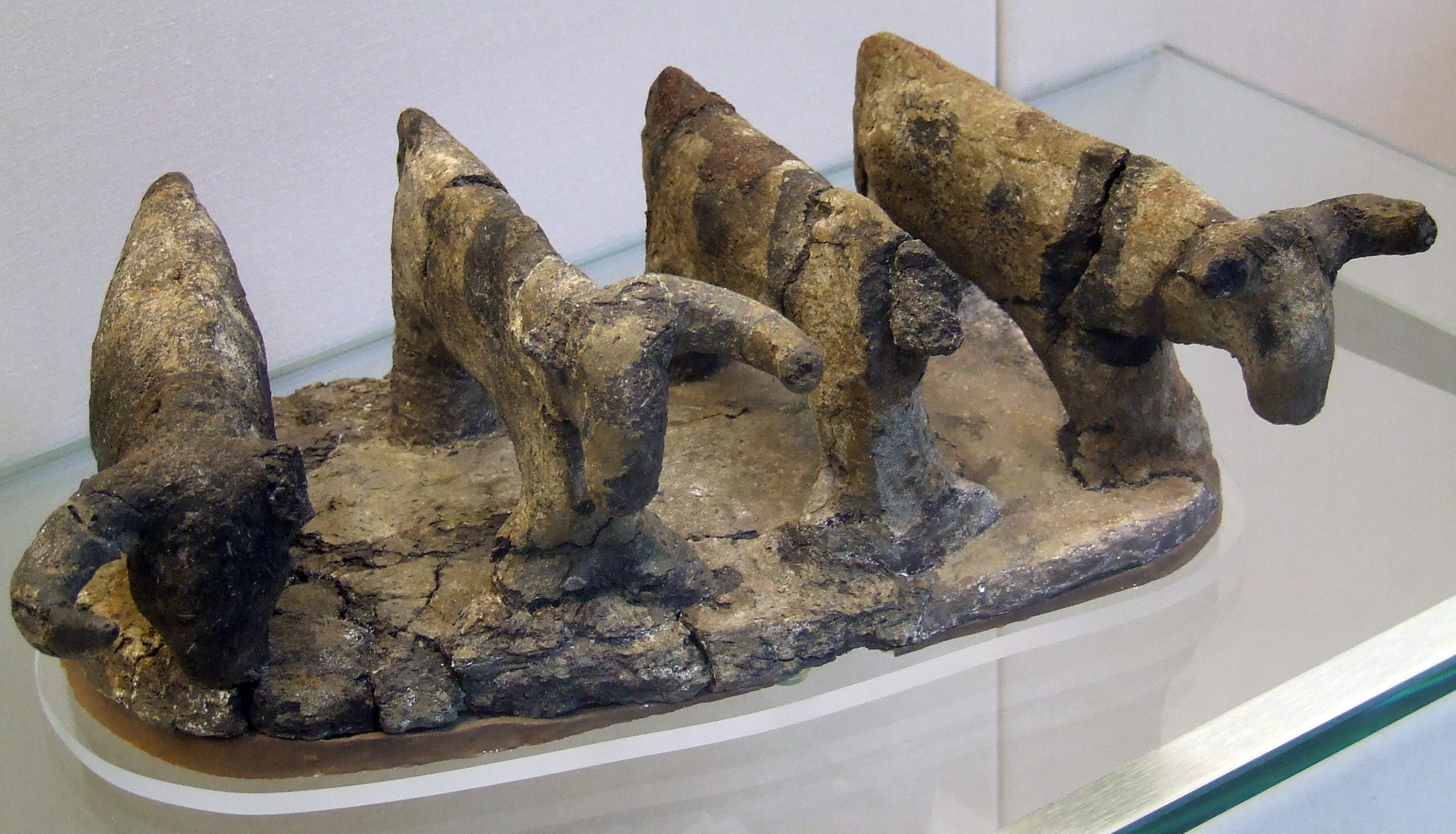
Agyag modell négy szarvasmarha Kr. e. 3500. El-Amra-ban, Egyiptomban találták. British Museum.

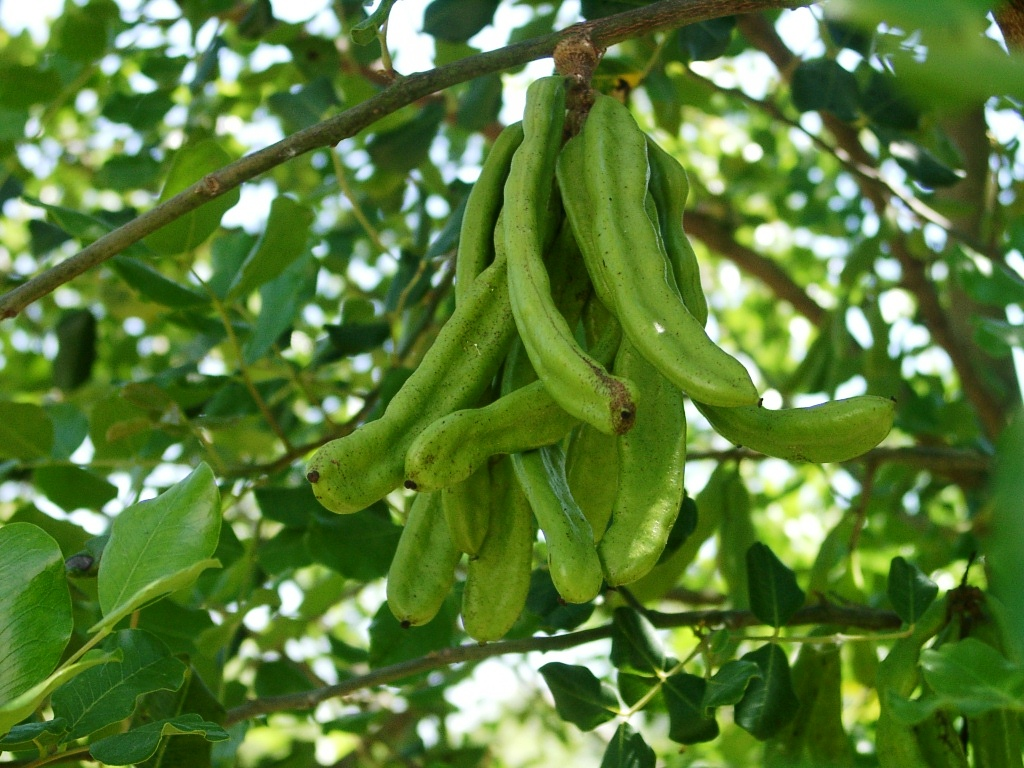
A szentjánoskenyérmagból készült liszt hasmenésgátló és védi a beleket az izgató anyagoktól. Nyálkaanyaga, a magbelső kipréselt leve sűrítő tulajdonságú és hányás ellen hatásos, nem emészthető, ugyanakkor csökkenti az éhségérzetet

Az első napon friss húsra (jwf ¢ńẖ), élő húsra volt általában szükség a nyitott sebek ellátásánál, pakolás céljából. Fájdalomcsillapításra is alkalmazták, további gyógyszerekkel együtt az élőállat húsát. Az élőállatot röviddel a hús felhasználása előtt vágták le. Egy másik megoldási lehetőséget is felvet, hogy valóban az élő állatból vágták ki húsdarabot. A szájmegnyitás szertartásánál az egyik reprodukált festményen ábrázoltak ilyen szertartást. Azonban ez valószínűtlen, mivel a szarvasmarha értékes állat volt. A templomi és a halotti áldozatok között rendszeresen megtalálhatók voltak a szarvasmarhák.

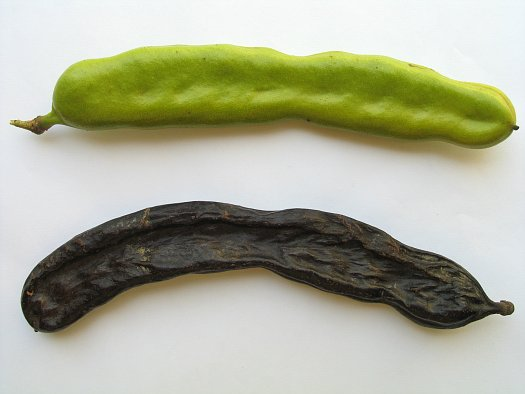
Szentjánoskenyérfa gyümölcse. Ceratonia siliqua. Szacharóz, pektin, cseranyagok, és a sajátos ízt adó izovajsav, a magvak galaktomannán nyálkaanyagokat, (karubint) tartalmaznak

### Napjainkban is alkalmazott alapanyagok
Az egyiptomiak választott alapanyag összetevői közül sok még manapság is használatos. Amikor prof. Campbell konzultált a Martindale's Extra Pharmacopoeia 1977-es kiadásának szerkesztőivel azt állapították meg, hogy 62 százaléka az összetevőknek a kutatott papiruszban még mindig használatban van az 1970-es években. Sok még mindig – vagy legalábbis szintetikus változata. Az ó-egyiptomi orvos-papok a sebeket mézzel, gyantával és fémekkel kezelték. Ma már mindegyikről tudjuk, hogy a kórokozókat elpusztító hatású. A kutatások olyan recepteket tártak fel, amelyekből kiderült, hogy a ricinusolajat, a sártököt (Colocynthis), a fügét és a korpát hashajtóként adták a betegnek Ó-Egyiptomban.

## Gyógyszertechnológiai műveletek és ráolvasás, iatromágia

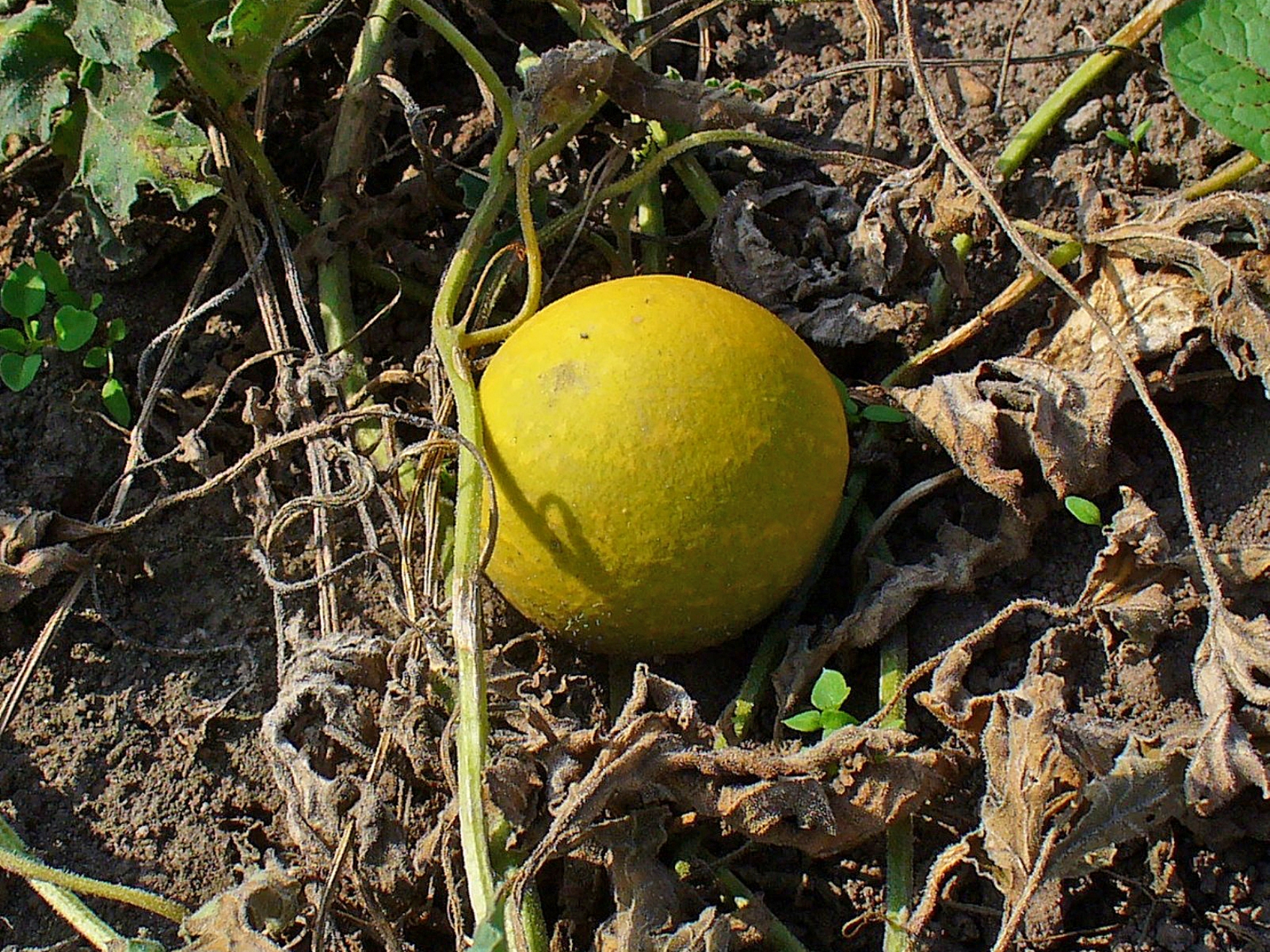
Circulus colocynthis

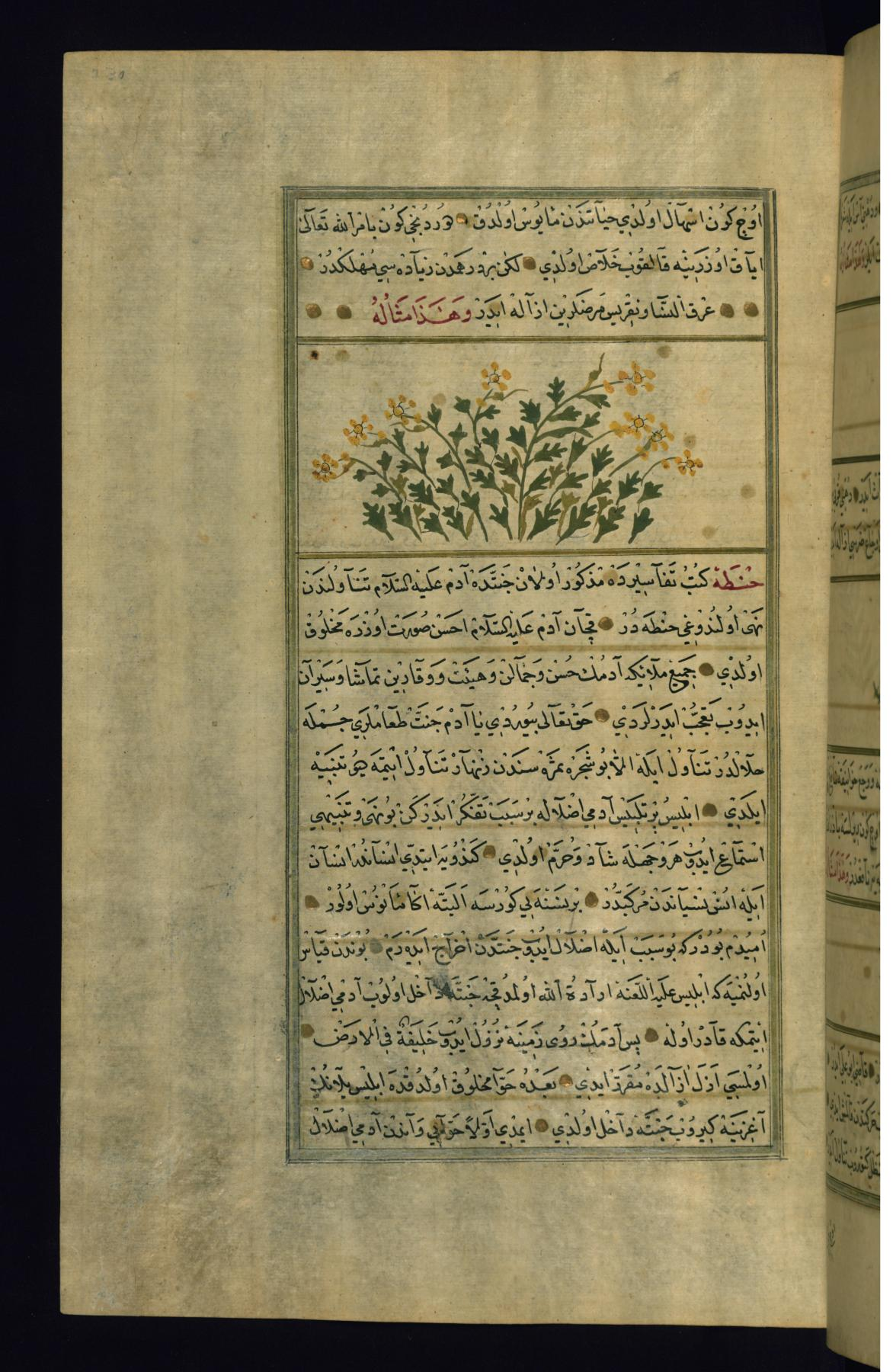
Muhammad ibn Muhammad Shakir Ruzmah-'i Nathani – A Colocynth Plante

A gyógyszer-technológiai eljárások befolyásolják a gyógyszerek hatását és ennek következtében annak végső hatékonyságát. Az ókori egyiptomiak által elkészített gyógyszerek figyelemreméltó következetességet mutatnak, átfogó gyártástechnológiai ismereteket napjaink gyógyszerkészítéséhez hasonlóan: forralás, melegítés, szárítás hőközléssel, párologtatás, szűrés, forrázatok, extrakció vízzel, alkohollal vagy zsírral, préselés, porítás, porok, szitálás és formába-öntés.
Az egyiptomiak által használt eljárások ismertek a modern gyógyszerészetben is. Ismerték az oldatok forralással történő töményítését és az oldatok hígítását, vagy amikor őrléssel több hatóanyagot keverünk össze. Voltak szakértői a hatóanyag kinyerésére. Az aktív vegyületet a növényekből vizes vagy alkoholos áztatással vonták ki, oldékonyságától függően. Colocynth (keserű alma) például csak extrahálják hígított alkohollal, ami sör vagy bor volt. Bizonyos készítményeket kétlépcsős extrakcióval vontak ki. Először vízben vagy alkoholban, majd a savas áztatással (ecetes bor vagy savanyított tej, amely vajsavat termel) extrahált az orvos-gyógyszerész-pap. Cukorral vagy alkohollal tartósították a készítményeket.
Nincs bizonyíték arra, hogy tisztában lettek volna a kémiai reakciókkal, de a elfogadták a megfelelő technikákat.
Az alapanyagok gondos előkészítése után, az ókori gyógyszerek előállítása is sokszínű, változatos képet fest. A fennmaradt papiruszokon olvasható receptek alapján a feldolgozás több fázisban történt, különböző technológiákkal, amelyeket kombinálva is alkalmaztak. A gyógyszerkészítés eredményeként az elkészült medicinák is eltérő csoportokba sorolhatók. Az Ebers-papirusz belső betegségek kezelésére írt első gyűjteményes könyvének receptjei segítségével az egyes ó-egyiptomi szakkifejezések minél pontosabb meghatározásán keresztül ismerhető meg a gyógyszerkészítésben alkalmazott technológiák az ókorban.

### Ókori gyógyszerkészítő laboratórium és a templomok szentélyei

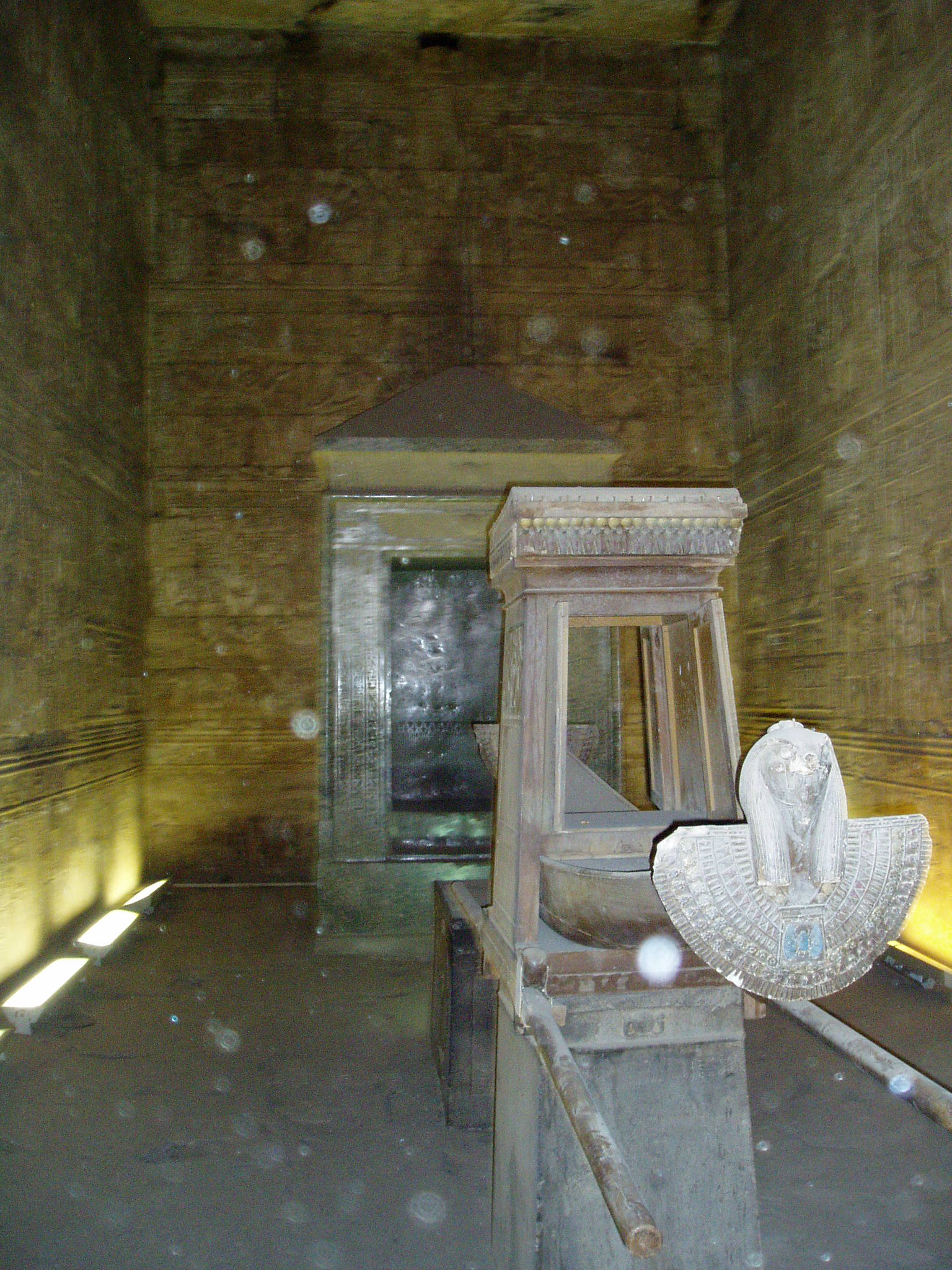
center room in Edfu, Egypt

A gyógyszerkészítés helye az ókori templomokban, titkos, varázslatos szentélyekben volt. Rendszerint különálló vagy elkülönített rész, csak a papok léphettek be. A szentély a szertartás színtere is, amelyet a laikusoktól a szentélyrekesztő választ el. A szentélyek létesítése a legtöbb vallás templomaira jellemző már a ókortól kezdve. A szunu elsősorban gyógyszereket készített. Előfordult a gyakorlatában „késes kezelés” (*ḏw-‘) és szükség esetén a *ḥmm -eszközzel kiégetést is végzett.

### Gyógyszerkészítés eszközei
Az orvosi mesterség szakrális titkaként (ṧtʒw n swnw) el kívánták rejteni az avatatlan kontárok elől a gyógyszerkészítés eszközeit. Ezért írásban történő rögzítésüket feleslegesnek tartották. Ismeretek ennek következtében szegényesek, csak vázlatos jellegűek.
- edények: hnw kimérésre, nw, njw, ds, mḥt
- felesedény: rmnt, bʒw
- tálak: pʒ
- korsó: ṭʒb
- üst: rhdt
- sütőforma: ‘prt, bḍʒ
- kőmozsár: ṧd n jnr
- vásznak
- szalagok
- szűrőkendő ḥsw
- vászonzsák ḳrft
- vászonkötszer: kʒpw nw pʒḳt
- füstölőkő: jnr; füstöt ḥtj-nek neveztek
- szalmaszál: ṧbt, ṧbb; :szalmaszállal nyelték le az am füstöt
- sebészi kés: dmt; kiélez (dm) inkább szúrószerszám lehetett
- kautérium: ḥmm

### Hideg technológiák
A hideg technológiák számos fogalmat használt, amelyek jelentését nehéz vagy lehetetlen megérteni és elkülöníteni. Különösen áll ez az apró darabokká alakító eljárásokra, ahol a technikát a nḍ, ḳnḳn, h(ʒ)bḳ, s(w)gm, ḥʒ szavakkal fejezték ki.

#### Aprítás

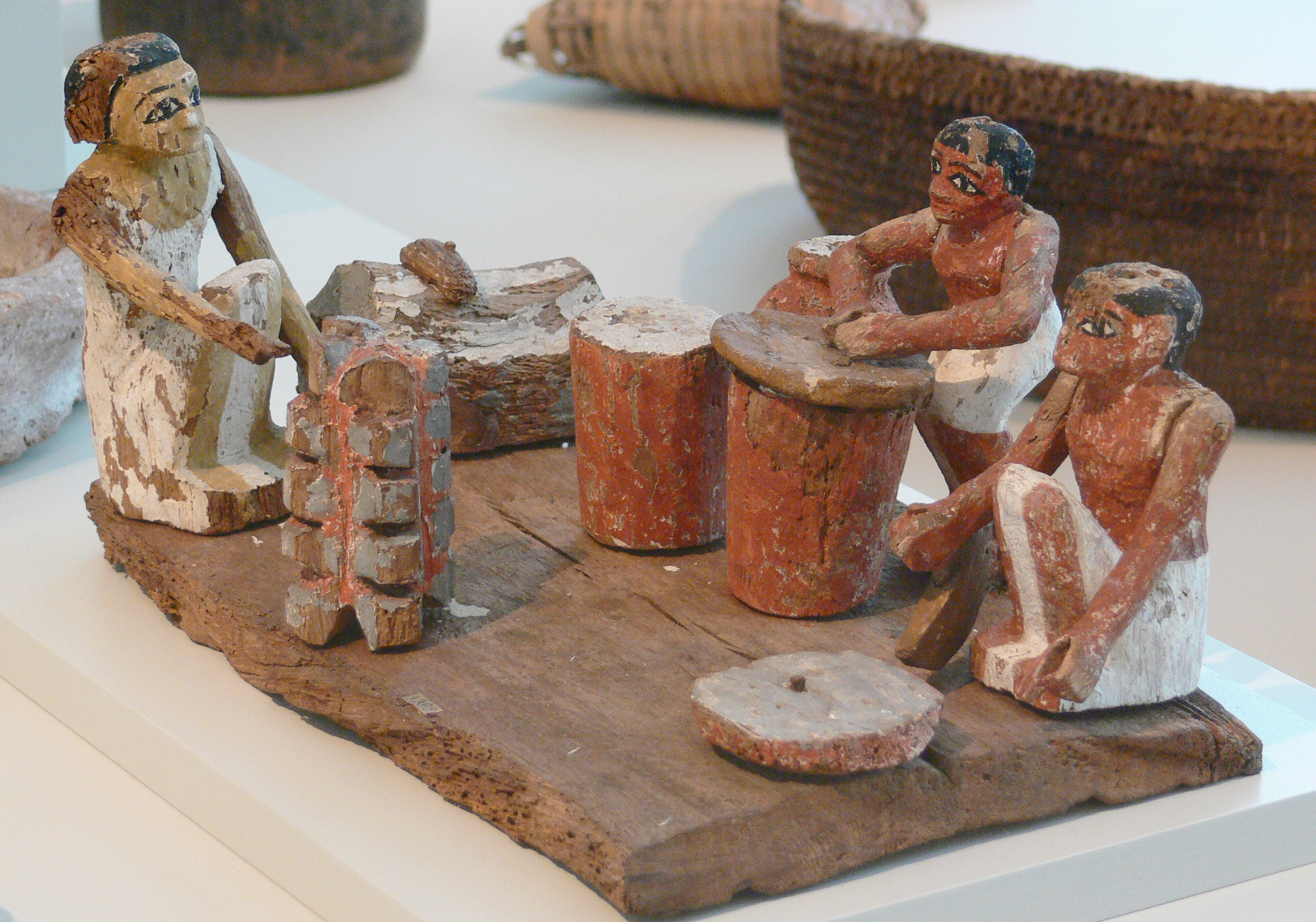
Konyhai modell, dolgozók: köszörülés, sütés és főzés, XII. dinasztia, Kr. e. 2050-1800. Egyiptomi Múzeum Berlin.

nḏ (törés), n(ˈ)gj (fel-, összetör), ḳnḳn (ütés, aprítás), h(ʒ)bḳ (összezúz), s(w)gm (felaprít),ḥʒ (felaprít, darabol),ˈʒg (össze-, szétlapít)

Aprításkor általában valamilyen törési, zúzási, nyírási, őrlési, vágási vagy húzási műveletet, ill. ezek közül néhányat végzünk. Az aprítás olyan dezintegráló mechanikai művelet, amellyel a szilárd anyag részecskéinek nagyságát csökkenteni, ill. ezzel egyértelműen az anyag diszperzitásfokát növelni tudjuk. Általában húzó-, nyomó-, hajlító-, nyíró- és csavaróhatások eredményezik a diszperzitásfok növekedését. Leggyakoribb módszer az ókori egyiptomi gyógyszerkészítésben az összetörés (nḏ). Ezen belül többféle fokozatot különböztettek meg:
- finomra törés (nḏ sn′′)

A leggyakrabban alkalmazott kifejezés, bár rendszeresen alkalmazták az általánosan értelmezett, mindenféle jelző nélkül szereplő törés (nḏ) szót is. Olyan edényben végezték a műveletet, olyan eszközzel, amelynek az alja lapos lehetett, hiszen nem akarták az edény alját összeroncsolni.

#### Keverés
Keveréssel különböző sűrűségű folyadékokat, folyadék-szilárd rendszereket, szilárd anyagokat stb. hozunk egymással érintkezésbe, az anyag vertikális irányú mozgatásával. A keveréssel előállított többkomponensű molekuláris diszperz rendszereket elegyeknek, a vizuálisan megkülönböztethető komponenseket tartalmazó rendszereket keveréknek nevezzük. Több egymástól különböző szilárd komponensből álló keverék esetében az elméletileg elképzelhető egyenletes anyageloszlás nem érhető el. Egy megfelelően eloszlatott többkomponensű anyagkeverékben (egy reális keverékben) az azonos tulajdonságú szemcsék kisebb-nagyobb halmazai figyelhetők meg. Az ókori egyiptomi gyógyszerkészítésben a homogenizálásra, keverésre sokféle módot használtak, olyan szavakkal, ami ma már ismeretlen:
- hozzáad (rdj)

Általános kifejezés volt a (hozzá)ad (rdj) szó. Rendszerint olyankor használták, amikor a különböző alapanyagokat valamilyen vivőanyagba tették, mint a méz, a sör, az olaj, a víz, a tej és a tészta, vagy olyankor, amikor valamilyen másfajta edénybe kellett áthelyezni a félkész orvosságot.
- egy anyaggá dolgozni (jrj m ḥt w′t)

Az összes hozzávalót egyenletesen elkeverve, masszává alakítani. Gyakran szerepel önmagában alkalmazott műveletként.

## Gyógyszerformák

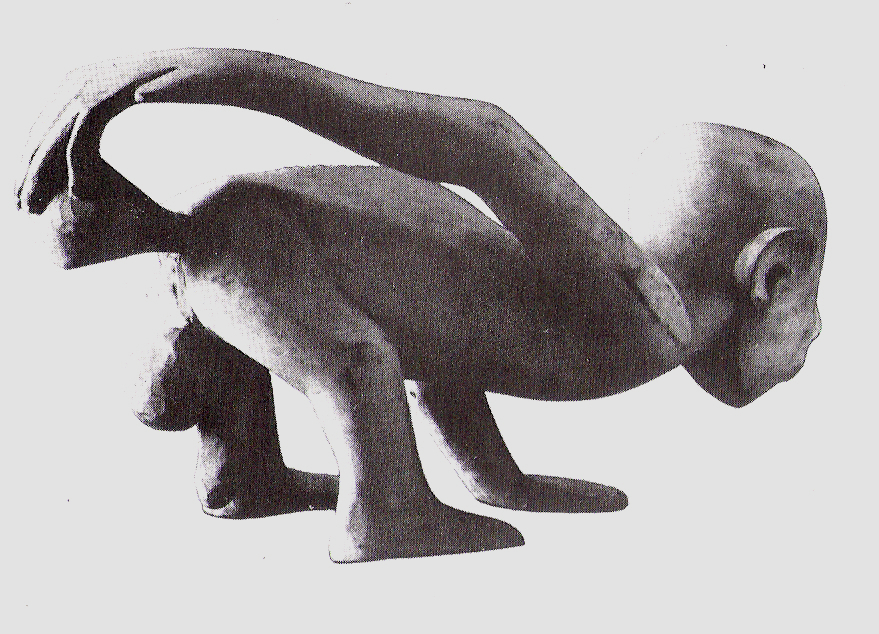
Beöntés Afrikában. Afrikai fából készült szobor látható, állati bőrből készült csőre a 19. században

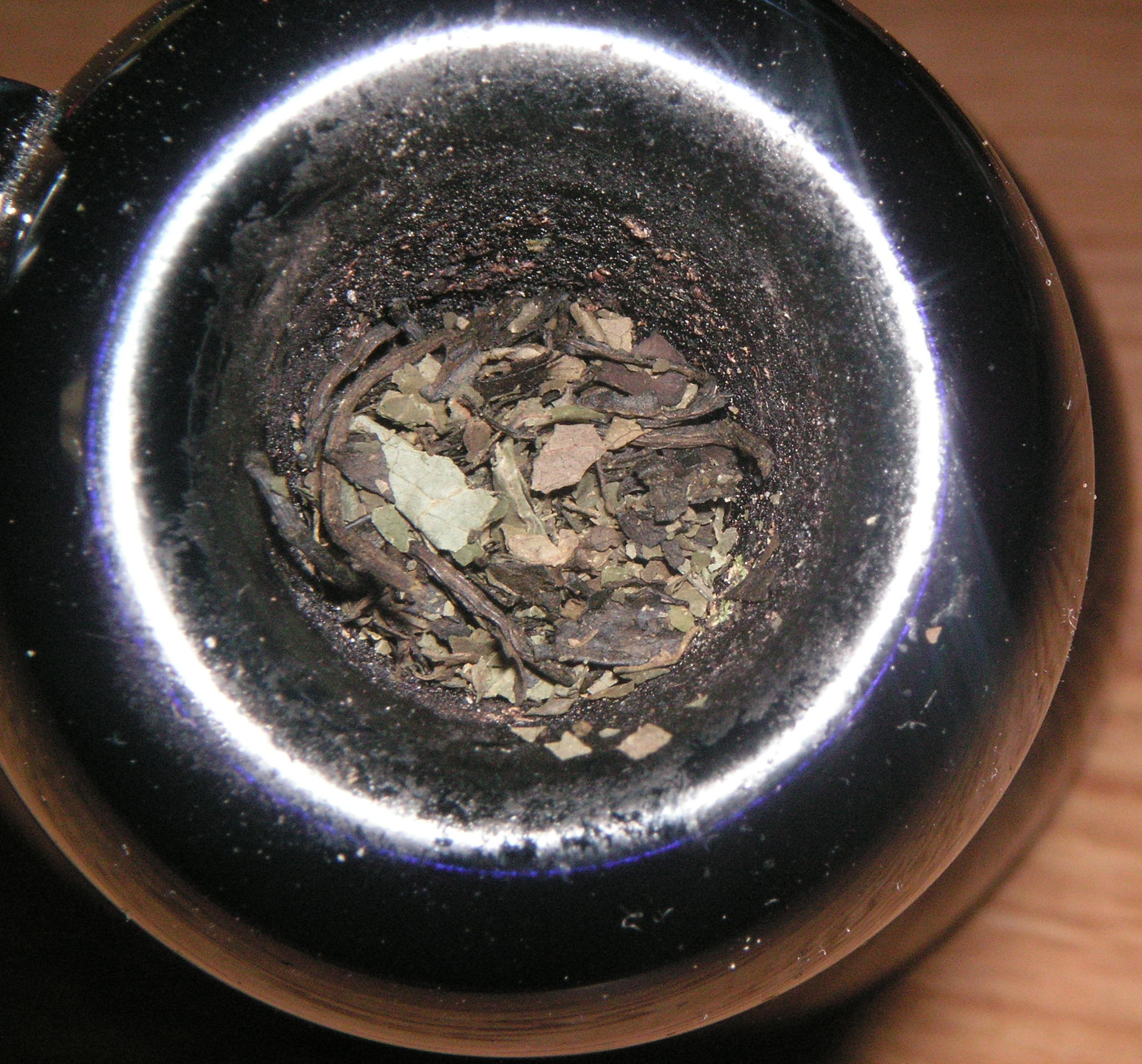
Egy tál standardizált Salvia kivonat, amely kész, és várja a melegítést, majd inhalációt

Az ókori egyiptomiak krémeket, 50 ml-es oldatot, enemát, kivonatokat, szemkenőcsöket, cseppeket, kenőcsöket, forrázatokat, inhalasolokat és insufflánsokat alkalmaztak. Gyümölcslevek és liktáriumok megnyugtatta a köhögést, míg a híg kenőcsök, krémek és mixtúrák megnyugtatták a bőrt és az izmokat. Használtak szájöblítőket, kenőcsöket és pasztákat, pesszáriumot, borogatást, porokat, oldatokat, kúpokat és tablettákat. A gyógyszerformák tartalmaznak aktív hatóanyagot, segédanyagokat a fő hatóanyag mellékhatásainak enyhítésére (pl.: aromaanyagokat, korrigánsokat, ízfedőket a keserű vagy kellemetlen íz leplezésére. Vivőanyagot az összetevők egyenletes eloszlásának és kimérésének, adagolásának biztosításra. Nem konformnak tekinthetők azok a készítmények, amelyek székletet tartalmaznak vagy az egészségmegőrző, táplálék kiegészítő élelmiszerek.

### Folyékony gyógyszerformák

#### Oldatok

##### Tinktúrák, alkoholos oldat, gyógyszeres bor, sör
- bor, jrp

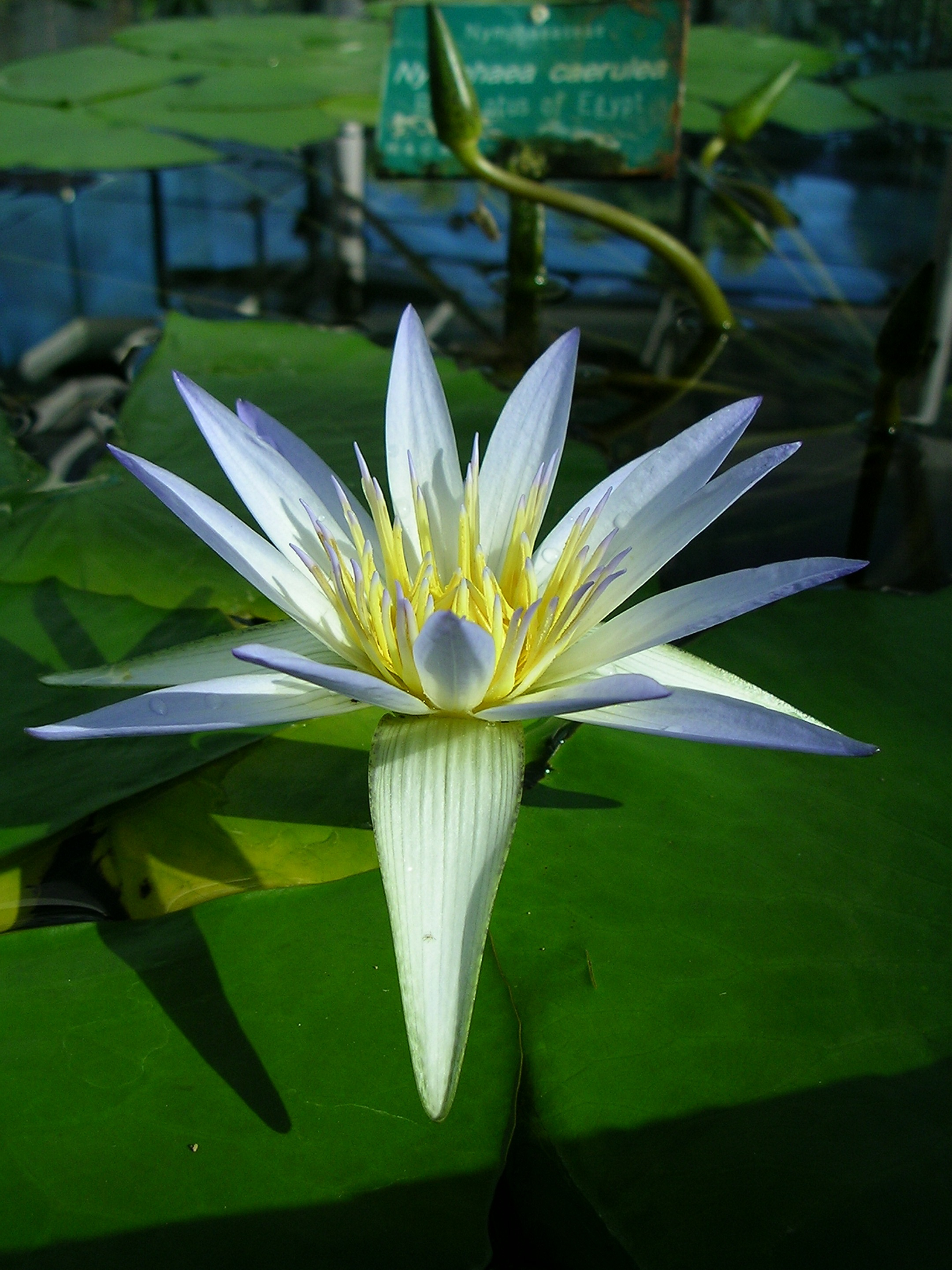
Nymphaea caerulea

A bor előkelő ital volt. Készítését szakavatottak érlelték, akik a szőlő termesztését jól ismerték. Az ára a sörének ötszöröse is lehetett.
Az egyik egyiptomi első fáraó I. Scorpion (elhunyt Kr. e. 3150 k.) sírjából származó korsó tartalmát elemezték Dr. McGovern és kollégái. Azt találták, hogy a maradék anyag egy már régen elpárologott folyadékból származik, amely tartalmazott kalcium-tartarátot, ami a szőlőből készült termékek biológiai markere. Miután megállapították, hogy a DNS-fragmens bor élesztőt jelzett azt bizonyítja, hogy a korsóban talált anyag szőlőtermék, azaz bor volt. A kutatók arra is találtak bizonyítékot egy fa gyanta révén a bort tartósították, amelynek antioxidáns hatása megakadályozta a további fermentációt, a bor ecetesedését.
Az újabb kutatásokat Dr McGovern csapata által használt kombinatorikus analitikai technikával folytatták. Ezzel az eljárással a kutatók bizonyítékokat találtak arra, hogy a bor tartalmazott fűszernövényeket. A bizonyítékok formát öltöttek nyolc terpenoid vegyületben, amelyek a linalol, kámfor, borneol, l-mentol, alfa-terpineol, karvon, timol és geranil-aceton voltak. Bár egyetlen gyógynövény sem ismert, amely tartalmazná mind a nyolc terpenoidot, akkor valószínű, hogy a Földközi-tenger keleti régiójából származó őshonos gyógynövények kombinációjából származhat, mint a citromfű, koriander, germander, menta, zsálya, borsfű, szenna és a kakukkfű.
- sör, *ḥnḳt

A sör nagyon fontos szerepet játszott az ókori Egyiptom, mint az ősöknek és isteneknek szentelt szakrális áldozati ital. Emellett mindenkinek elérhető napi erősítő és üdítőital is volt. A piramisokat építő munkások mindennap a két kanna söradagot kaptak. A csekély alkohol tartalmú sör jóval egészségesebb ital volt, mint a sokszor szennyezett víz. A sörfőzés még gyerekcipőben járt, a sör zavaros és üledékes volt, ezért szalmaszállal itták. Az egyiptomi hieroglifákon a sörnek külön jele volt, ennek a fontosságát az is bizonyítja, hogy az „étkezés” jele a kenyér és sör jeléből tevődik össze.

##### Klysma, csőre, beöntés
A klistérozásnak megfelelő igét (wdH) használták a folyadékok beöntés szakszó helyett.

### Légnemű gyógyszerformák

#### Inhalasolok
Inhalációs terápia a beszívott gyógyszerek az orron vagy szájon keresztül terápiás célokra természetes vagy támogatott légzés esetén. Az ókori ember felfedezte a terápiás anyagokat kísérletekkel és megfigyelésekkel. Ebben felhasznált sok növényt, ásványi és szerves anyagot betegségeinek kezelésére. Inhalált port, füstöt, száraz gőzt, gyógyszerek elégetésével vagy főzésével az ősidőkben. A vallási szertartások az ókori Egyiptomban rendszeres gyakorlat volt a levegőben égő és füstölő illatos anyagokkal. A kialakult illat belélegzése adtak némi enyhülést a légzőszervi bajokra, amely nyugalom és kényelem szükséges volt az ilyen szent helyeken.
Az ókori Egyiptomba nyúlik vissza az inhalációs terápia kezdete légúti és mellkasi bajokra. Sok recept származik a 4000 évvel ezelőtt íródott Ebers és Berlini orvosi papiruszokból. Először használtak inhalációs céra szárított gyógynövényeket, megfőzött gyógyszereket vagy füst formájába elégetett anyagokat. De orron át felszippantottak gyógyszeres porokat tubákolással vagy szájon át inszufflációval a gőzt. A legfontosabb gyógynövények és ásványi anyagokat használtak inhalációs terápia akkoriban, többek között benzoe, hyocyamus, cucumis, cannabis, alum, jesminum, bitumen és az arzén-szulfid. A tömjén és commiphora főzött leveleinek gőzét írták le a torok és a mellkas bajok enyhítésére.

## Kötszerek, gyógyászati-segédeszközök

### Kötszerek

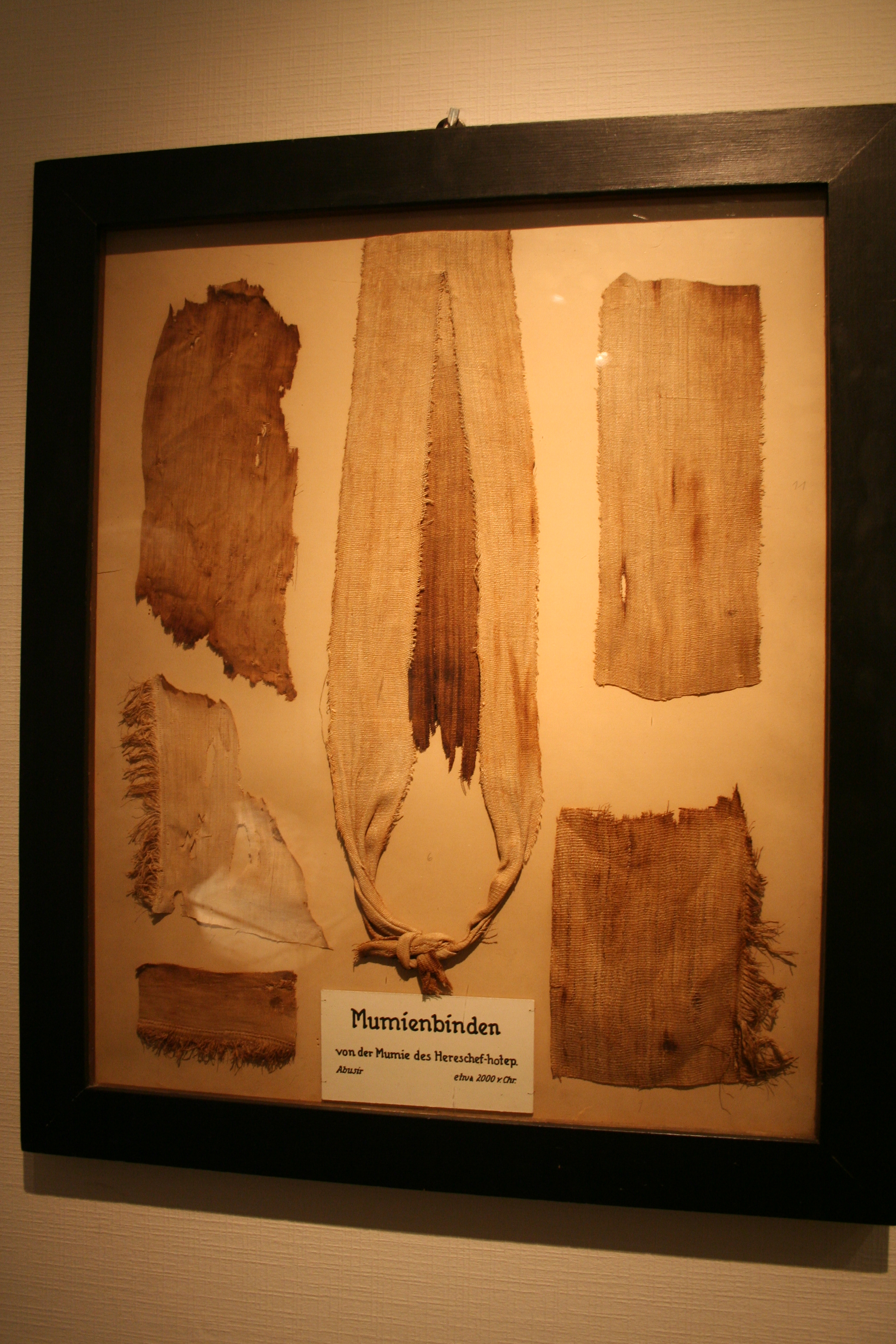
Múmiák kötszerei Herishefhotep sírjából, Abusir, IX/X. dinasztia. Museum Leipzig

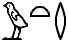
Ó-egyiptomi szó wt, jelentése "kötszer, megkötik, bebalzsamoz, egy kötés" ókori egyiptomi nyelven

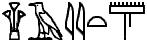
ḥȝyt, "kötszer," az ó-egyiptomi nyelven

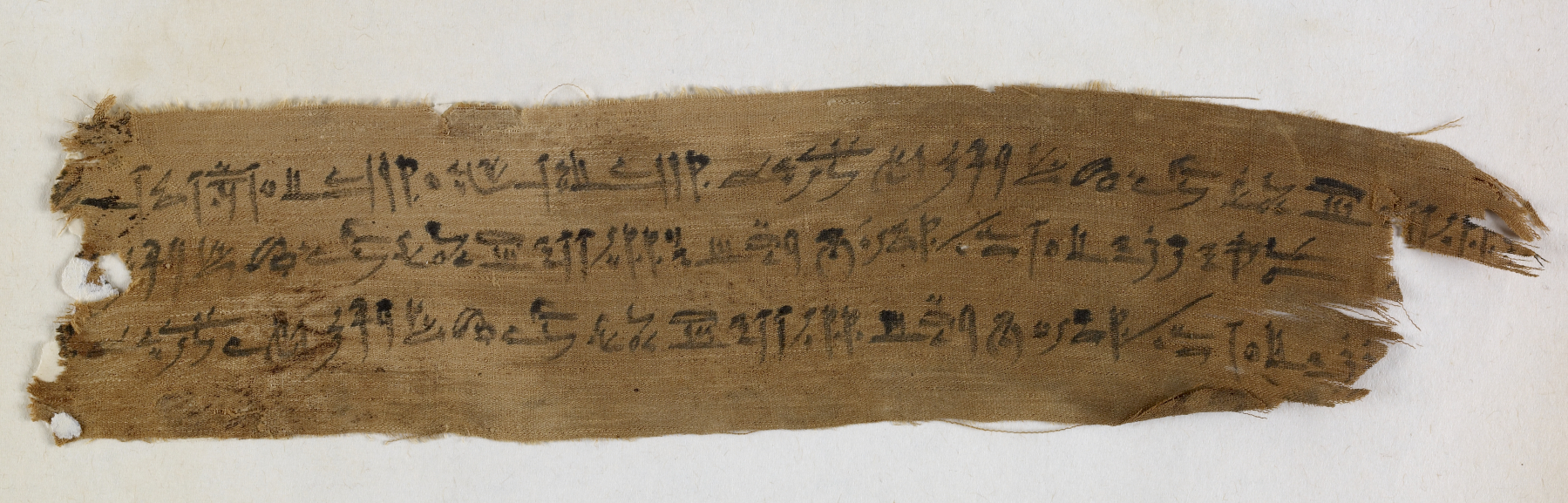
Wsir-wer Múmia kötszer. Kr. e. 400 és Kr. e. 350 (Késői Periódus)

Kötszerek elengedhetetlen segédeszközei az orvosi gyógyításnak, ápolásnak, amelyek kényelmet, mechanikai védelmet és stabilitást nyújtanak. Biztosítják a gyógyszerek szorosabb kapcsolatát a beteg testrésszel, sebekkel, ezáltal növelik hatékonyságukat. Viasszal átitatott kötést is jelentett, hogy a kötszer a helyén maradjon. Az ókori egyiptomiak a kötözést, pakolást és gipszelést egyaránt az wt szóval fejezték ki. Ghalioungui a wt kifejezést idézi az orvosi kötszer leírására, a kifejezést használják a balzsamozás kifejezésére is. Így a különböző masszák alkalmazási körülményei alapján lehet csak elkülöníteni az egyes eljárásokat. Az Ebers papirusz utal arra egyértelműen, hogy kötszerrel kötötték be a sebet, minthogy a felhasználandó anyagok között a finom vászonból való kötözőszert (kʒpw nw pʒḳt) is felsorolták.
Nem bolyhosodó, a puha vászonból készült textíliát arra használták, hogy zsírt vagy mézet kenjenek rá. Kötszert alkalmazták csíkokra vágott textíliák formájában (shd), hogy egyfajta varrásként zárja le a sebet. Sínt alkalmaztak (Edwin Smith Papyrus 35) "kulcscsont törés" esetén, hogy szilárdan a helyén tartsa a kart, amikor a csont elcsúszott. Merevített vászontekercset arra használták, hogy megvédje a sérült szövetet egy elszakadt fül (Edwin Smith papirusz 27) vagy egy törött orr. Tekercs formájában alkalmazott textília tamponként szolgált (Edwin Smith papirusz 11-15), hogy felszívja testnedveket, és ezáltal a sérült szövetek hegesedését segítsék elő.
Másodsorban, a kötszereknek biztosítani kell a seb nedves állapotát, fertőzéstől, toxinoktól és szálaktól való mentességet. Nem bolyhosodó vásznat vagy gyapjút áztattak gyógyszeres folyadékban, és alkalmazták a végbélnyílás kezelésére. Mivel a seb gyógyul, vagy nem, különböző kötszertípusokat alkalmaztak a kedvezőbb gyógyulásnak megfelelően, és ez van az Edwin Smith Papyrus 11-ben is lejegyezve. Arról is beszámoltak a papiruszok, hogy kötözni kell a sebet ahhoz, hogy a fertőzést leszívja a sebről (Edwin Smith papirusz 47). Vagy, hogy naponta cserélni kell a kötszert a fekélyes vagy fertőzött sebek esetében (Edwin Smith papirusz 46). Az ókori kötszerek elkészítése figyelemreméltó módon összhangban vannak a modern kötszerekével.

## A gyógyszerek hatásmechanizmusa

Horus szemének szimbolikus részeit a törtek ábrázolására használták a hieroglifákon

Az orvosi szövegek nagy része receptgyűjtemény. A készítmények többnyire a bőrön át felszívódva, a végbélbe történt beöntéssel, belégzéssel vagy szájon át fejthették ki hatásukat. A bennük alkalmazott azonosítható hatóanyagok nagy része racionális hatással rendelkezett. Az általánosan ismert hatóanyagokat ma is használják a gyógyszergyártásban, a fantasztikusnak tetsző szereket "mágikus" anyagoknak pl.: különböző ásványok, állati szervek, vér, széklet, zsír, szőrszál, bőr stb. nevezik a tudományos tanulmányok. Ezeknél is bizonyítható a helyi vagy általános élettani hatás.
Az egyiptomiak számára azonban a leghétköznapibb növényi anyagok hatásmechanizmusa éppúgy ismeretlen volt, mint a legbonyolultabb DNS molekuláé. Tapasztalat útján tudták, hogy mi, hogyan hat, és mindezt az adott anyag mögött rejtőző lény tevékenységének tulajdonították. A hatóanyagokat a mai népigyógyászathoz hasonló módon alkalmazták. A hatásmechanizmus kettős: farkasvakság esetén például a máj fogyasztása – annak nagy mennyiségű A vitamin tartalma miatt – bizonyára pozitív irányba befolyásolja a betegség lefolyását, bár különböző állatok májában eltérő lehetett a hatóanyag tartalma. Egyes receptekben szarvasmarha, szamár, fecske/galamb, vagy teknős- és disznómájjal kezeltek különféle betegségeket.
Mint az anatómiai listákból tudjuk, a máj meghatározott istenekkel azonosulhatott, ill. azok védelmét élvezte, tehát elképzelésük szerint a máj elfogyasztásával ez az isteni lény költözött az emberbe, ahonnan a rossz szellemet – ha elég erősnek bizonyult – kikergethette. A máj azonban elkerülhetetlenül egy állathoz is tartozott, amely szintén valamilyen kapcsolatban állt egy isteni lénnyel, így tehát ez utóbbinak a segítségére is lehetett számítani. Tudták az egyiptomiak, hogy az igazi gyógykészítmények sem pusztán fizikai munka eredményei, hanem mágikus eljárás termékei is. A Hearst papiruszon olvashatók például olyan ráolvasások, amely az anyagok kimérésére, és magukra a mérőeszközökre vonatkoznak.
Mivel Hórusz isten szeme a mítosz szerint egyszer megsérült majd ismét épp lett, az udzsat szem darabjai szolgáltak a törtek megjelölésére. Maga az írásmód is mágikus kapcsolatot teremtett az egyes mennyiségek és az isteni lény között. A gyógyszer összeállítása közben sem pihent az orvos szája: fáradhatatlanul mondta a megfelelő varázsigéket – ezek nélkül ugyanis az egyes anyagok elvesztették volna gyógyértéküket, vagy – téves mérés esetén – esetleg nem kívánt hatáshoz vezettek volna. Kétségtelen, hogy ez számos esetben így történhetett, hiszen a gyógyszerek hatásfoka jóval kisebb, és hatóköre lényegesen szűkebb volt a ma sem mindig tökéletesen ható gyógyszerekéhez képest. Ehhez kiszámíthatatlan mellékhatások is társulhattak. Nagyon szükség volt a háttérből segítő isteni lények beavatkozására.

## A gyógyszerek beviteli módjai
Az orvosságokat különbözőképpen vehette be a beteg, a betegségtől függően nyelte, rágta, megitta vagy felszívta, de volt olyan is, amit egy ideig rágta, majd szopogatnia kellett, ezután kiköpte.

Az ötféle gyógyszerbeviteli mód:
1. kültakarón, bőrön át
2. szájon át
3. végbélen keresztül
4. hüvelyen keresztül
5. légutakon át

Míg több mint 70%-át az egyiptomi gyógyszeres kezeléseknek bőrön keresztül alkalmazták. Ezeknek 7%-áról azt föltételezték, hogy nem a beadás helyén fejtik ki hatásukat. Itt az egyiptomi gyógyításelmélet fogalma, a metu figyelhető a swnw orvosok gyakorlatában. Egy távoli terület kezelése afferens csatornákon keresztül teljesült elméletük szerint. A legnagyobb arányban szájon át a felfúvódási zavarokra szánt gyógyszereket alkalmazták.

## Specializálódás az orvoslásban
A mesterek az archaikus korban, és minden valószínűség szerint még korábban is, továbbadtak tanítványaiknak anatómiai ismereteket – a később Piramisszövegként megjelent rituális halotti szövegekhez hasonlóan szájhagyományos formában – és azokat minden valószínűség szerint gondosan rendszerezték. Az orvosi címek ugyanis arról árulkodnak, hogy az orvostudomány a III. dinasztia idején testtájak szerint szakosodott, és bonyolult hierarchikus rendszerrel rendelkezett. Mivel a semmiből egyszerre nem tűnhetett elő ilyen fejlett szerkezettel, már ekkor hosszabb előzményre kellett visszatekintenie. Az orvostudomány elméleti háttere is valószínűleg testtájak szerint szakosodott, vagyis az anatómiai rendszer vagy rendszerek is egyes testrészek köré csoportosultak.
Ez a jelenség teológiai téren jól dokumentál az egyes testrészeket istenekkel azonosították, vagy azokkal hozták kapcsolatba.
Sok orvos létezett a piramisok korában, de igen specializáltak is voltak. Iry sírkövétől kezdve a 6. dinasztia fáraójáig olvashatunk olyan speciális orvosokról, mint "a palota szemorvosa" és "a palota gyomor- és bélorvosa", vagy mint "a belső folyadékok ismerője" és a "végbél őrzője".

### Specializálódásból összeolvadás, általános orvosok
A fáraókori szakorvosok legtöbbje időben az Óbirodalom korára tehető, csak néhány a késői korra. Ghalioungui ennek alapján feltételezi, hogy a szakosodás csak az óbirodalmi orvosaira jellemző, amikor az egyes testrészeket istenekhez rendelték, és ebből következően nem látták az összefüggést közöttük. Amikor tehát az egyiptomiak orvosi ismeretei bővültek, felfedezték a közöttük kialakult összefüggéseket, a szakterületek különválasztása értelmetlenné vált, tehát az orvosok is egységesen látták el tevékenységüket, a specializálódás szükségszerűen megszűnt. A késői korban az egyiptomiak nagy tisztelettel tekintettek vissza országuk fénykorára, egyes, korábban jól bevált intézményeket újból meghonosítottak, ezzel is megkísérelve azt, hogy az ország egykori nagyságát visszaállítsák. Ennek a tendenciának egyik megnyilvánulása a régi címek visszatérése – többek között orvosi téren is. A magyarázattal kapcsolatban csupán az jelenti a gondot, hogy a testrészek szerinti tagolás szinte valamennyi orvosi papiruszban megtalálható, tehát nem kifejezetten óbirodalmi, majd késői kori jelenség. Másrészről a sebészeti papirusz néven ismert Smith papirusz, amely a XVIII. dinasztia korából maradt fenn, feltételezések szerint az óbirodalmi IV. dinasztia idejében íródott. Az ott talált diagnózisok ugyan testrészek szerint vannak csoportosítva, ám az istenek alárendeltségének, különállóságának nyomát sem tartalmazzák.

### Ismert orvosok

#### Heziré
Az első egyiptomi orvos és fogász

#### Imhotep Kr. e. 2750

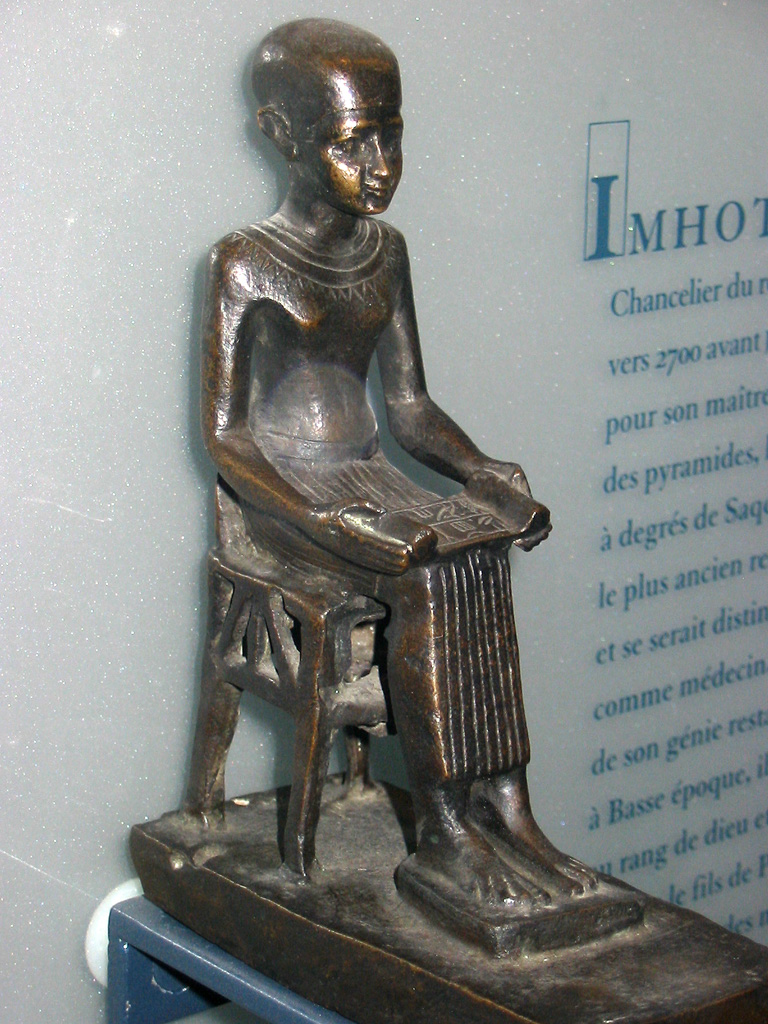
Imhotep szobra a Louvre-ból. 2006. március 25.

(ii-m-ḥtp; neve jelentése: „aki békében érkezik”; i. e. 2750 körül)

Ókori egyiptomi tudós, aki a III. dinasztiabeli Dzsószer fáraó alatt szolgált. A fáraó tanácsosa és Ré héliopoliszi főpapja volt. A világ első ismert mérnökének , építészének, orvosának és gyógyszerészének tartják.

##### Gyógyító orvos

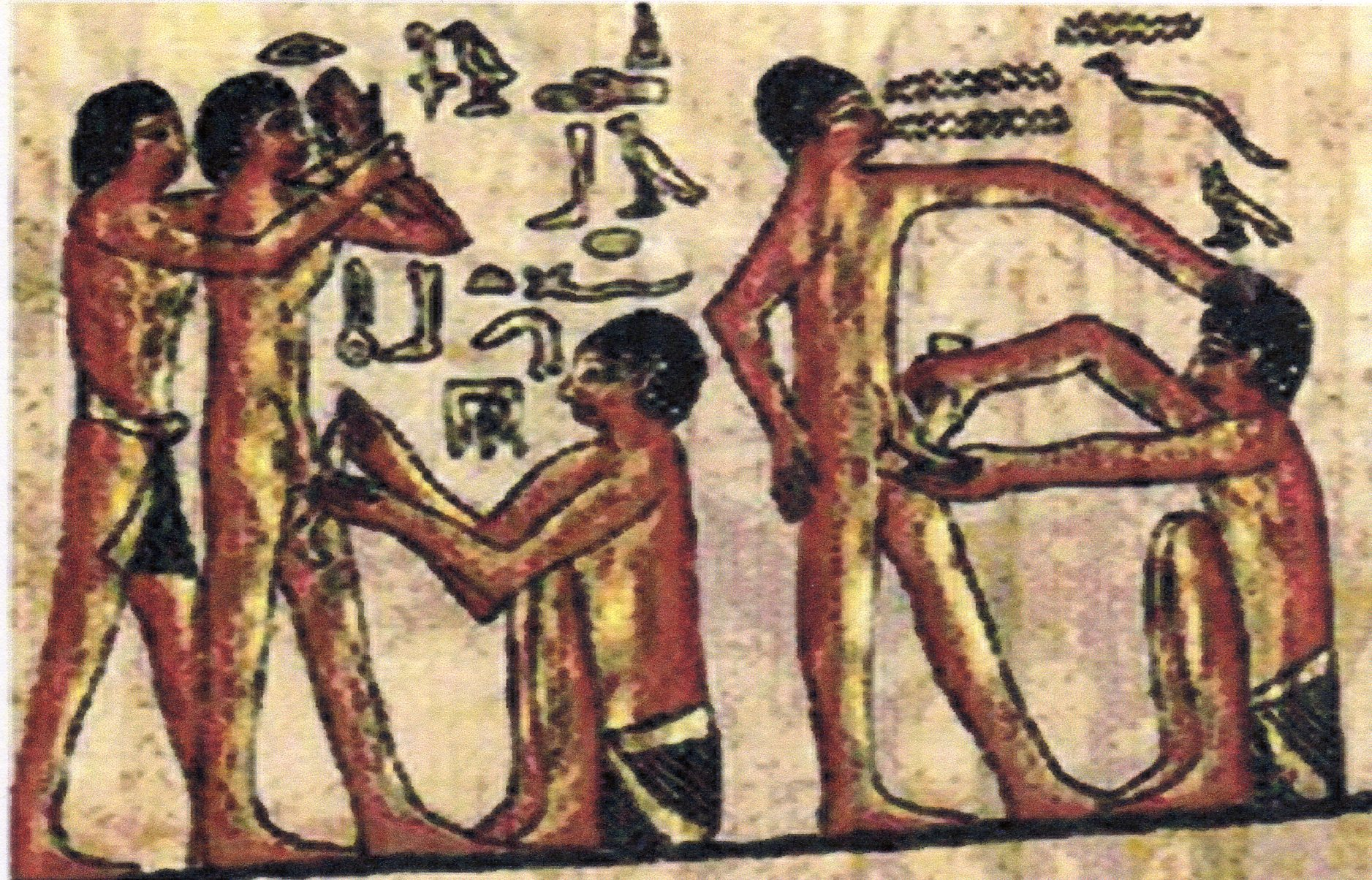
A rabszolgák jól kezelték betegségeiket, sérüléseiket és egyéb gyógyászati igényeiket. Egy eredeti papirusz rajza, egy sír festménye Ankhmahor Saqqarah-ban, Egyiptomban. A papirusz illusztrálja a férfi nemi szervének orvos általi, ünnepélyes körülmetélése és kezelése. Ezzel a ritussal mutatták meg a nemek közötti különbséget. Judaizmus vette ezt a fájdalmas rítust és a nyolcadik napon csecsemőknél

Imhotep volt az első, aki összegyűjtötte a betegségek felismerésével és gyógyításával kapcsolatos tudást. A pálca amelyre kígyó tekeredik és ma az orvoslás szimbóluma, Imhotep jelvénye volt, azonban orvosi képességei tették félistenné. Csupán ötven év telt el halála után, amikor Mükerinos fáraó templomot épített a tiszteletére.
- Az ókori egyiptomi orvostudomány alapítójának tekinthető

Ő az elvégzett műtétekre és a bevált módszerek vizsgálatára, diagnosztizálására és betegek kezelésére fókuszált. Azzal mérte az életenergia mennyiségét, amelyet egy ember megtanult feldolgozni. Tudta melyik idegközpontot vagy csakrát használja az illető, ennek az energiának a feldolgozására és hogy hol van a sejtekben elektromágneses egyensúly hiány. Úgy gyógyított, hogy megnövelte az aura, vagy a beteg elektromágneses mezőjének rezgési frekvenciáját. Visszaállította a csakrák egyensúlyi állapotát, hogy ismét ellássák a beteg szerveket életenergiával. A pálcában két kígyó találkozik a hét csakránál, a gerincen lévő hét idegközpontnál amely felfogja és szétküldi az energiát. A két kígyó az univerzumot létrehozó két ellentétes mozgást és elektromos pólust jelképezi. A két kígyó egy ellentétes töltésű részecske párokból álló energiaoszlopot fog közre. A részecskék semlegesítik egymást. Ez az egyetlen módja a megvilágosodásnak. Ez jelképezi a kundalinit az életerőt, amely felfelé kúszik a gerincoszlopon. Ez a tudás mára elveszett, de a forma továbbra is a gyógyítást szimbolizálja. Azok a kísérletek amelyekben elektromos tekercsként használták ezt a formát, azt derítették ki, hogy rejtélyes tulajdonságokkal bír. Amikor elektromosságot vezetnek bele, nem keletkezik elektromos mező, bár minden frekvencián és hullámhosszon rezonál. Az egyiptomiak radioelektronikus jelek kibocsájtására és fogadására tudták használni.
- Az Ebesz papiruszból tudjuk, hogyan vegyítette Imhotep az orvoslást és a varázslatot

Receptjei és gyógyító formulái tele voltak imádságokkal és varázsigékkel. Úgy vélte hogy az orvostudomány nem tud gyógyítani a szavak energiája által közvetített erő nélkül. Tanításai nemzedékről nemzedékre, évezredeken keresztül titokban öröklődtek. Mint minden más gyógyítónak ez idő alatt is, a spirituális meggyőződése fontos része volt a gyakorlati munkájának.
- Imhotep legismertebb írásai orvosi szövegek voltak.

Úgy vélik, mint orvos, Imhotep az Edwin Smith papirusznak a szerzője, amely több mint 90 anatómiai kifejezést és 48 sérülést ismertet. A Smith Papirusz negyvennyolc esetet ír le a hátgerinc vagy a koponyacsont töréseiről. Minden egyes esetet egy rövid bevezető előz meg, amely egy összefoglaló diagnózist mutat be, majd egy bővebb elemzést, végezetül pedig egy világos diagnózist. Azonban csak két esetben írja le a kezelést is. Kétségtelen, hogy az ősi Egyiptom orvosaként, a Smith papirusz Imhotep egyik nagyszerű műve. Lehetséges, hogy ő alapított orvosi iskolát Memphiszben. Egy része kultikus központ volt. Asclepion néven 2000 évig híres maradt. Sir William Osler mondja, hogy Imhotep volt: ".. első az orvosok közül, aki világosan kitűnt az ókor ködéből."
- A praktizáló orvos

Imhotep diagnosztizált és kezelt több mint 200 betegséget, 15 hasi betegséget, 11 a húgyhólyag, 10 a végbél, 29 a szemet, és 18 a bőr, a haj, a köröm és a nyelv betegségeit. Imhotep kezelt tuberkulózist, az epekőt, vakbélgyulladást, köszvényt és ízületi gyulladást. Ő is végzett műtéteket és néhány fogászati beavatkozást. Imhotep kivont hatóanyagokat növényekből. Ismerte az anatómiai helyét és funkcióját a vérkeringésnek. Egyiptomi és görög szöveges dokumentumok alátámasztják azt a nézetet, hogy Imhotep hírneve nagy tiszteletben állt a korai időkben. A presztízse növekedett az eltelt évszázadok alatt és a görög időkben központjai voltak az orvosi tanításainak a templomok. Az orvostudománnyal együtt, ő is egy pártfogója az építészetnek, a tudásnak és az írástudóknak. James Henry Breasted amerikai régész és történész mondja Imhotepről: "A papi bölcsességben, a mágiában, a bölcs Példabeszédek megfogalmazásában, az orvostudományban és az építészetben, jelentős alakja Dzsószer uralkodásának, aki így méltó hírnevet szerzett alakjával úgy, hogy az ő nevét soha nem felejtettem el.
- Isteni példakép

Ő volt a patrónus szelleme a későbbi írástudóknak, akiknek ő rendszeresen kiöntötte a boráldozatot a víz-csuporból, akiket felruházott írásaival munkájuk megkezdése előtt. Imhotep egyik példája a Kemet "személyi kultusznak", amelynek során egy tanult bölcs vagy másképpen, különösen tisztelt személy istenné válhat halál után úgy, mint a római katolicizmus szentjei az élők különleges közbenjárására. Körülbelül 100 évvel a halála után, őt mint egy orvosi félisten szintjére emelték. Körülbelül Kr. e. 525-ben, mintegy 2000 évvel halála után, ő a teljes istenek szintjére emelkedett, és Nefertum helyébe lépett a nagy memphiszi hármasban. A Torinói Canonban, ő "Ptah fiaként" volt ismert. Imhotep Amenhoteppel együtt az egyetlen "földi" egyiptomi, aki valaha elért pozíciója alapján teljes isten volt. Thoth, a bölcsesség isteneként az írás és a tanulás isteneként tisztelték, valamint a Ibiseshez is társították, aki szintén társult Thoth-hoz. A görögök átvették kultuszát, Aszklépiosznak nevezték el, és helyet kapott az Olümposz hegyén lévő Panteonban. A görög-római korban Imhotepet Thottal, az írás, Oktatás, írásbeliség és írnokok istenével is azonosították. Nagy tiszteletnek örvendett a rómaiak körében, Claudius és Tiberius császár utasítására az egyiptomi templomokban feliratok dicsérték Imhotep személyét. Az arab hagyományok szerint Szakkarában található a sírja.

#### Iry
A legrégebbi ismert szemész, Királyi Szemorvos

## Bizonyítottan hatásos gyógyszerek az ókori Egyiptomban

### Gyomor- bélrendszer gyógyszerei

#### Hashajtók

##### Bélfal izgatók, drasztikumok

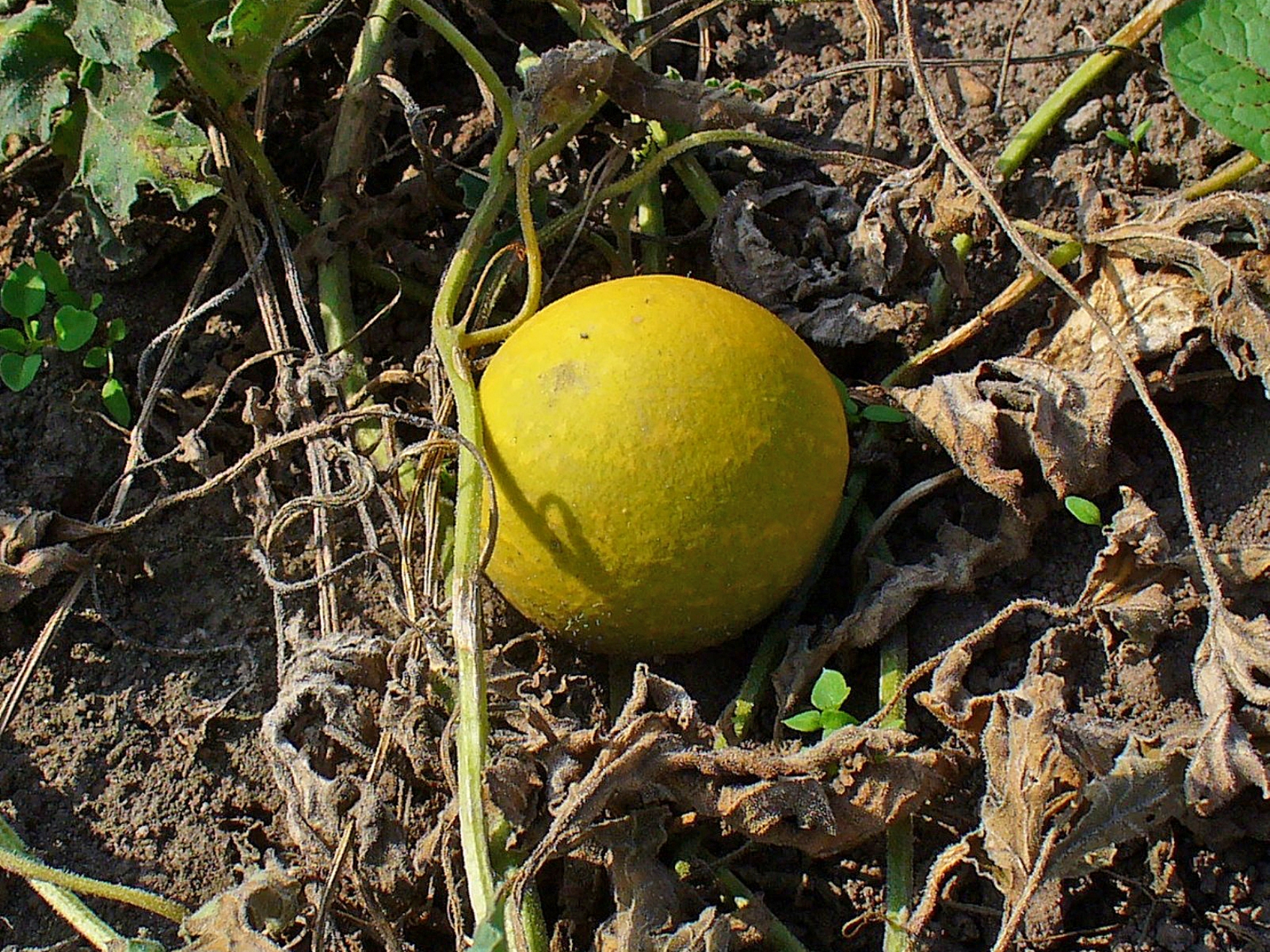
Citrullus colocynthis. Az érett, hántolt, magozott gyümölcsöt még napjainkban is használják a homeopátiában, mint orvosságot

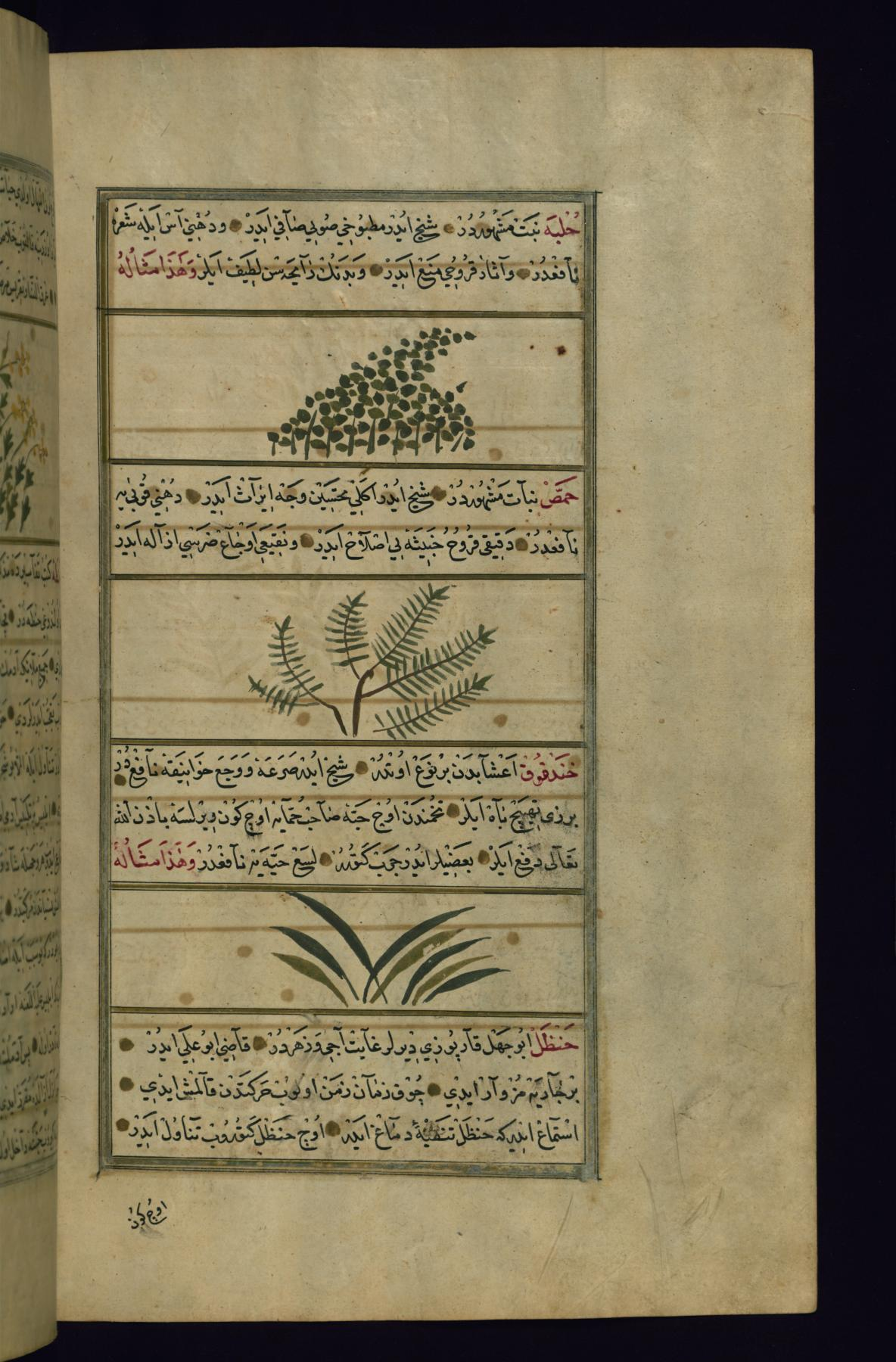
Citrullus colocynthis (Colocynth). Muhammad Shakir Ruzmah-'i Nathani

Ricinusolaj és colocynth. Stimulálják a folyadék szekréciót, és a bélmozgást. Terápiás értéken használták az ókori Egyiptomban. Nem állnak rendelkezésre arról archeobotanikai bizonyíték, hogy a szennát vagy az aloét alkalmazták volna.

##### Lubrikánsok, csúsztatók, sikamlósítók
Sivatagi szilva

##### Széklet nagyságát duzzadással növelők
Füge

Korpa

Gyümölcsök

Terápiás határértékek nélkül alkalmazták.

#### Antacidok

##### Lúgosítók
Növelik a gyomor pH-ját. A kalcium-karbonátot (mészkő) használták ismeretlen terápiás szinten.

##### Demulcensek, nyálkahártya-bevonók
Vízzel duzzasztott árpát, tejet és mézet használták gyomor-demulcens ként. Ezeket a fizikai tulajdonságokat hasznosítják ma is terápiás korlátozás nélkül.

#### Emésztést elősegítők, digesztívumok
Sósav alapú és epesavas sók nem álltak rendelkezésre, bár használtak savanyú tejet, amelyben a vajsav egy digesztívumnak tekinthető.

#### Hasmenést-gátlók

##### Bélmotolitást-csökkentők

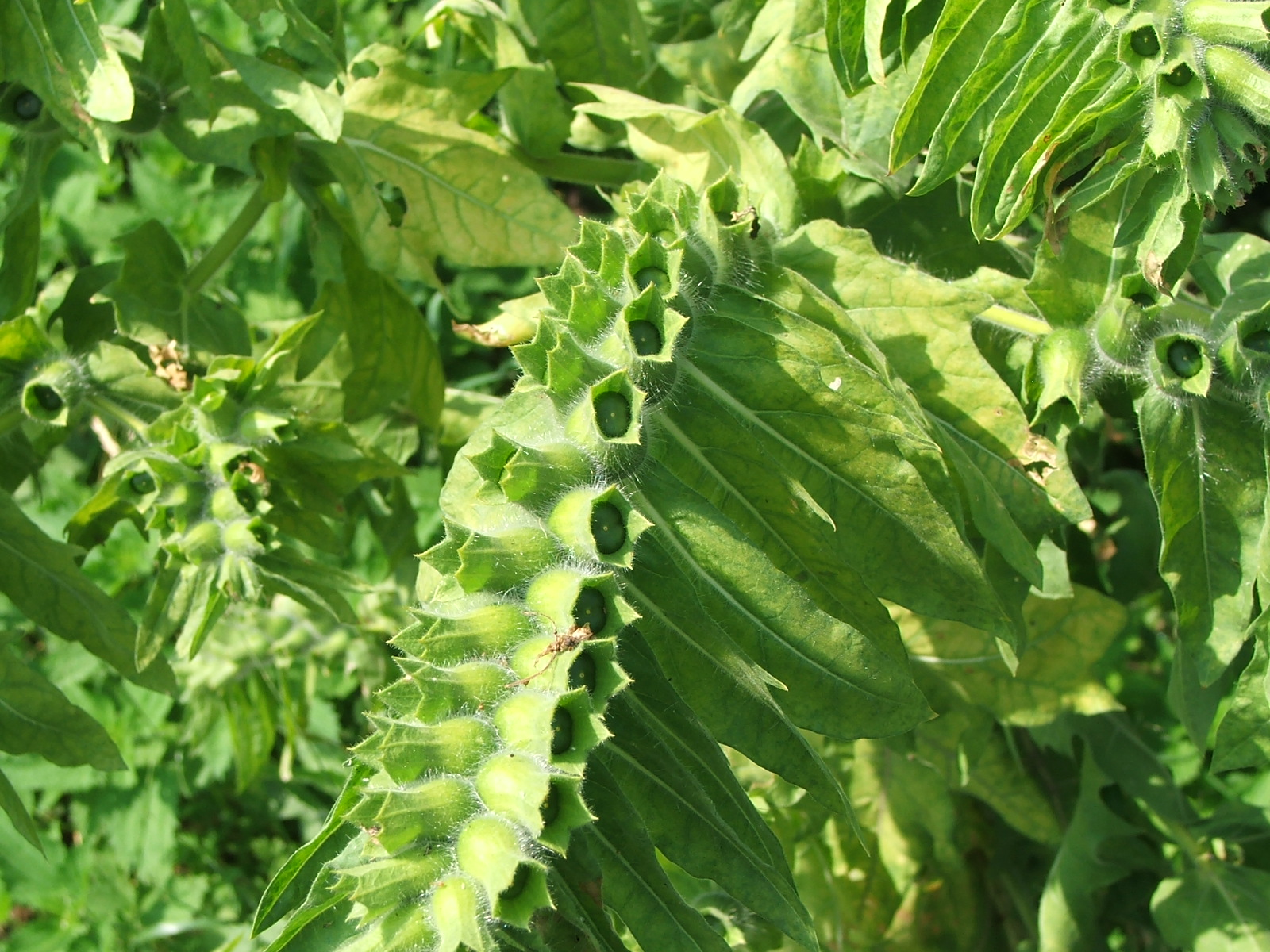
Bolondító beléndek kisadagban hasmenést gátló

Bolondító beléndek hatékonyan csökkenti a bélmotilitást kis adagban.

##### Adszorbensek
Gipsz és a kaolin higroszkóposoak, megkötik a vizet a székletben és adszorbeálják az enterotoxinokat.

### Szív-és érrendszerre ható gyógyszerek

#### Szívglikozidok

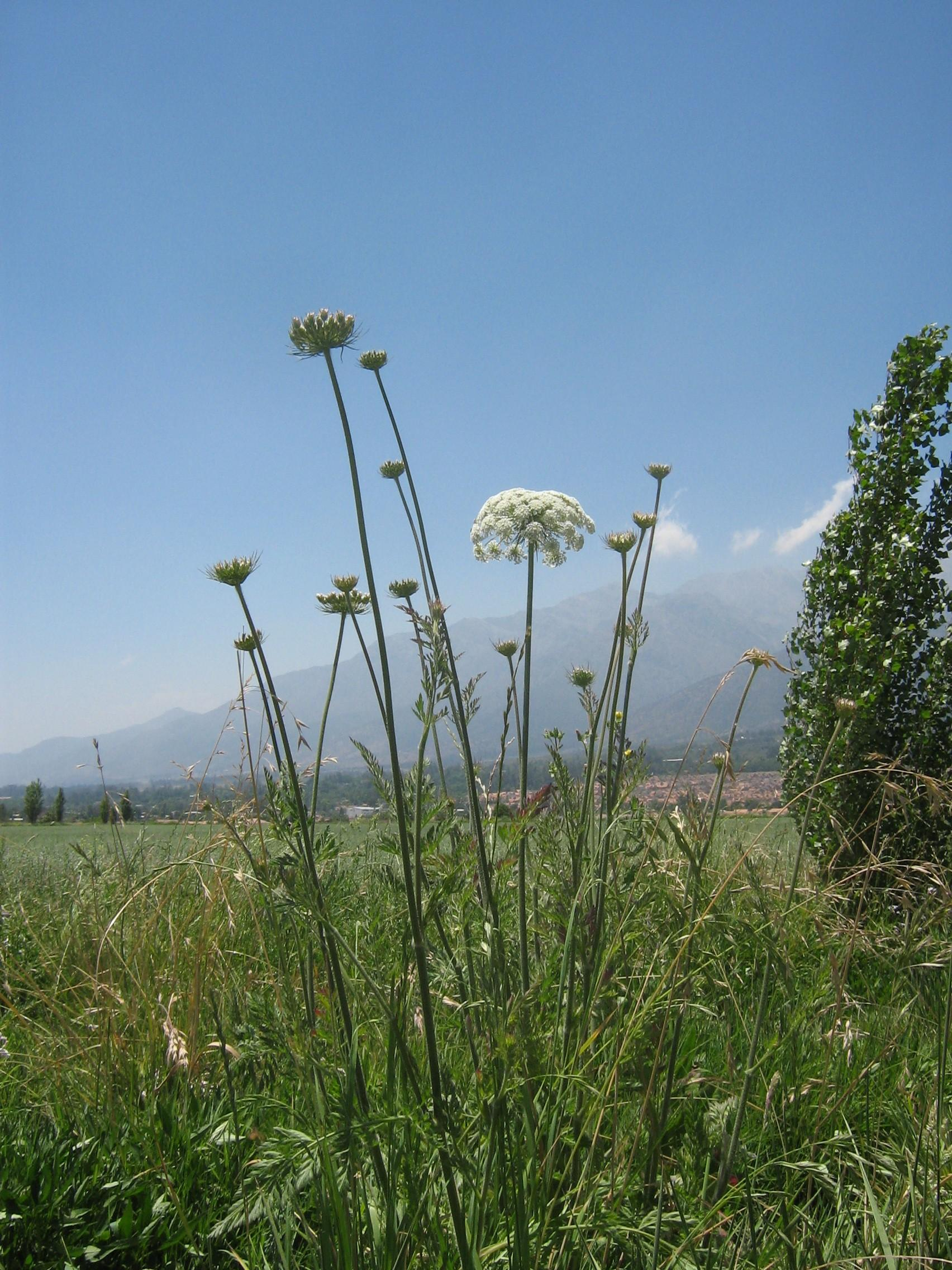
Fogpiszkálófű, Ammeos (= Ammi) visnagae fructus. Értágító piranokumarinok-visnadin

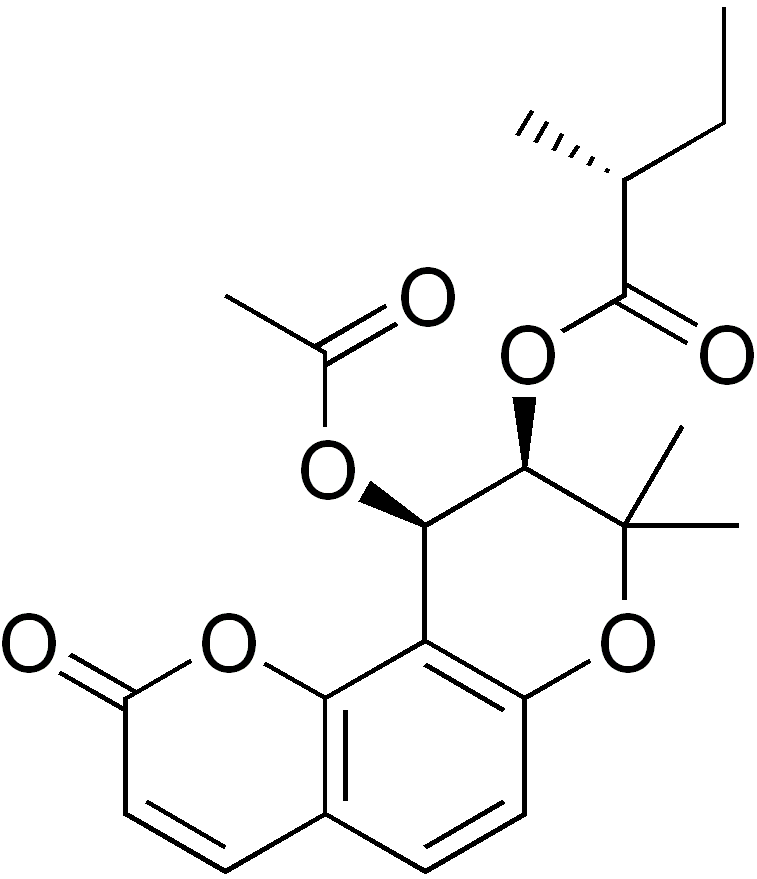
Fogpiszkálófű hatóanyga a visnadin, a koszorúereket tágítja, amely növeli a vérellátását a myocaridiumnak, és ennek eredményeként, fel lehet használni enyhe formáiban angina kezelésére Fogpiszkálófű.

Néhány növényi glikozidok bizonyított erőteljes kardioaktivitással rendelkeznek. Aloe és a mustár tartalmaznak szubterápiás mennyiségben tartalmaznak szívglikozidot. Fogpiszkálófű, Ammi visnaga (L.) Lam., Apiaceae, egy kardioaktív értágító (piranokumarinok-visnadin Ammi visnaga) 2,5 mg volt az előírt terápiás szintje.

#### Vizelethajtók
Vízelethajtók növelik a vizelet átáramlását a veséken, ezzel csökkentik a felesleges extracelluláris folyadékot. Mielőtt a szintetikus vízelethajtók megjelentek volna, növényi eredetű anyagokat használtak. Glükózt, szacharózt és mannitot tartalmazó gyümölcsök. A szentjánoskenyér és méz elősegíti a diurézist, az ókori egyiptomiak használták a szívbetegségek kezelésére, annak vérnyomáscsökkentő hatását.

### Központi idegrendszerre ható szerek

#### Nyugtatók, altatók
Az ókori egyiptomiak már hozzáfértek a kenderhez (Cannabis sativa), de nincs bizonyíték arra, hogy nyugtatóként alkalmazták volna. Ghalioungui javasolta ṧɜṧɜ, a nyugtató hatású macskagyökér az ősi Egyiptomi gyógyszeres terápiában történő alkalmazása összhangban van ezzel a tulajdonságával, de sajnos nem létezik semmilyen archaeobotanikai bizonyíték a macskagyökér alkalmazásáról a fáraókorból.

#### Antiepileptikumok
Hioszcin az egyiptomi beléndek kivonta, szabályozza az izmok motolitását a motorosfunkció csökkentésével. A kivonatának alkalmazása az Ebers papirusz 66. szerint megfelelő farmakológiai tulajdonságokkal rendelkezik. Az Ebers papirusz javasolja epilepsziára (Eset 210.), és bénulásban (Esetek 758-760).

### Láz- és fájdalomcsillapítók

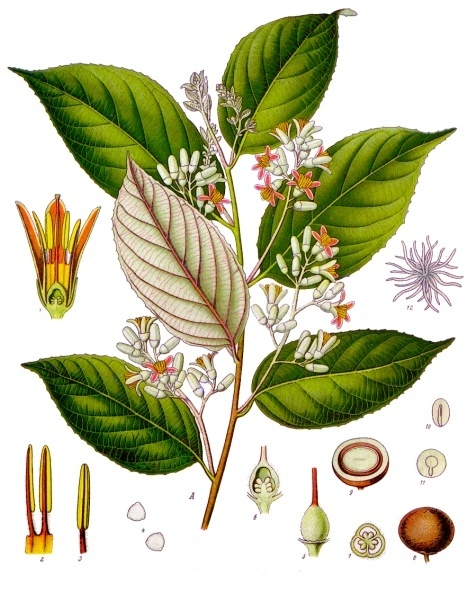
Styrax benzoin fa. Vanília szagú illóolaját aromaterápiában alkalmazták

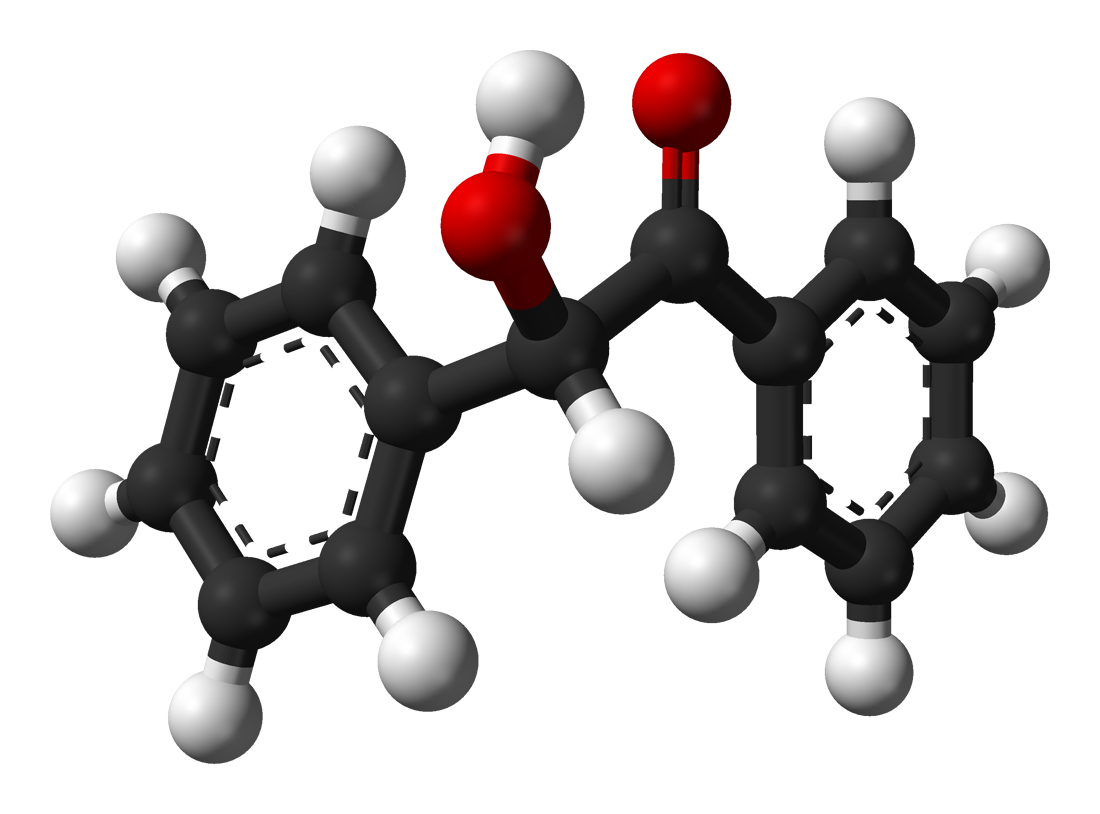
2-hidroxi-1,2-di(fenil)etanon. Styrax Benzoin fa gyantájának kivonata

A fájdalom gyakran egyet jelent a lázzal az orvosi papiruszokban. Sót és timsót alkalmazták lázcsillapításra. Zellert, frank-tömjént, fahéjt, koriandert, borókát és benzoint, aromaterápiát kevés fájdalomcsillapító hatással. Az Ebers papirusz 766-os és 294-es részei hivatkoznak a fűzfára, de nem mutatják a tudatosságot a fájdalomcsillapító tulajdonságainak, a szalicinnek az alkalmazására. A kendert végbélkúp alakjában formulálták, hogy frissítse a végbélt (Chester Beatty papirusz 24.). Az ópiummáknak nincs egyiptomi archaeobotanikai bizonyítéka a római kor előtti alkalmazására.

### Csont- és izomrendszer gyógyszerei
Az ókori egyiptomiak használták az értágító rubefacienseket, amelyek növelték a vérkeringést, ezáltal a testrész felmelegedett, javult a beteg státusza. Terpentint és mustárt huzamosabb ideig használták e minőségében az ókori Egyiptomban. A borókát, a fenyő gyantáját és a tömjént alkalmaztak a testájak felmelegítésére borogatás formájában kötszerek segítségével. Az irritáció toleranciájának mértéke meghatározza a terápiás limitet. Ahogy annak idején az ókori egyiptomiak használták a rubefacienseket, úgy ellenőrizték reumatizmusban az antireumatikus szerekeket a zellert és a sáfrányt, amelyek hatékonynak tekinthetők.

### Szülészet- és nőgyógyászat gyógyszerei

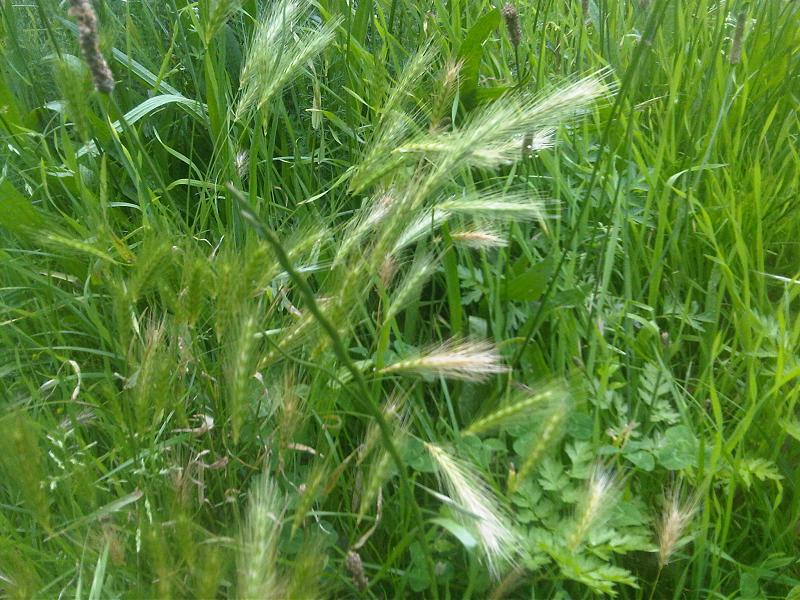
Csírázó árpa alkaloidja adrenerg, érszűkítő farmakológiai tulajdonságú, vérzéscsillapító

Hordenin. Vérző nők vérzéscsillapítására használták az óegyiptomi orvos-papok

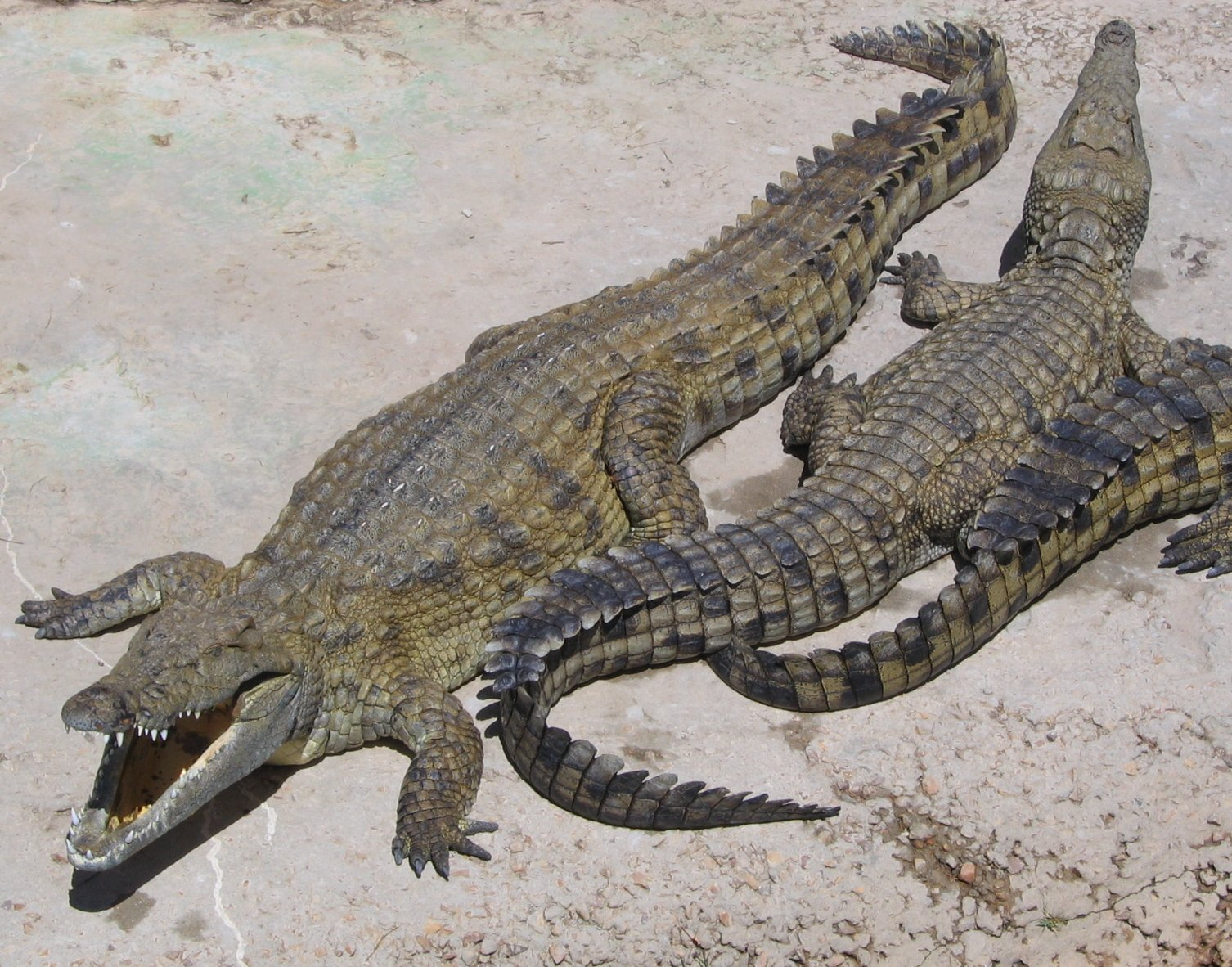
A savanyú vegyhatású krokodil széklete spermicid hatású fogamzásgátló Óegyiptomban

Gyógyszerek, amelyek befolyásolják a szülést, a menstruációt, a hüvelyi fertőzést vagy fogamzásgátlást már használatosak voltak az ókori Egyiptomban, de ezekkel az estekkel kapcsolatos diagnózisok felállítása bizonytalan. Mielőtt a hormonálisan alapú fogamzásgátlók elterjedtek volna a modern nőgyógyászatban, a kezelések alig különböztek a papiruszokon leírt készítmények elveitől. A felhasznált lokális antikoncipiensek spermicid, demulcens hatását alkalmazták. Krokodil trágyát használták fogamzásgátlóként (Kahun Papyrus 21), feltehetően rendelkezik spermicid tulajdonságokkal. Boróka olaj uterusz-stimuláns (Ebers Papyrus 805.), megindítja a szülést, és ellenjavallt ma terhességben. A csírázó árpa (Hordeum vulgare) hordenin alkaloidja adrenerg, érszűkítő farmakológiai tulajdonságait használhatták ki Kahun Papyrus 17. szerint egy vérző asszony esetében.

### Vizeletkiválasztó rendszer gyógyszerei

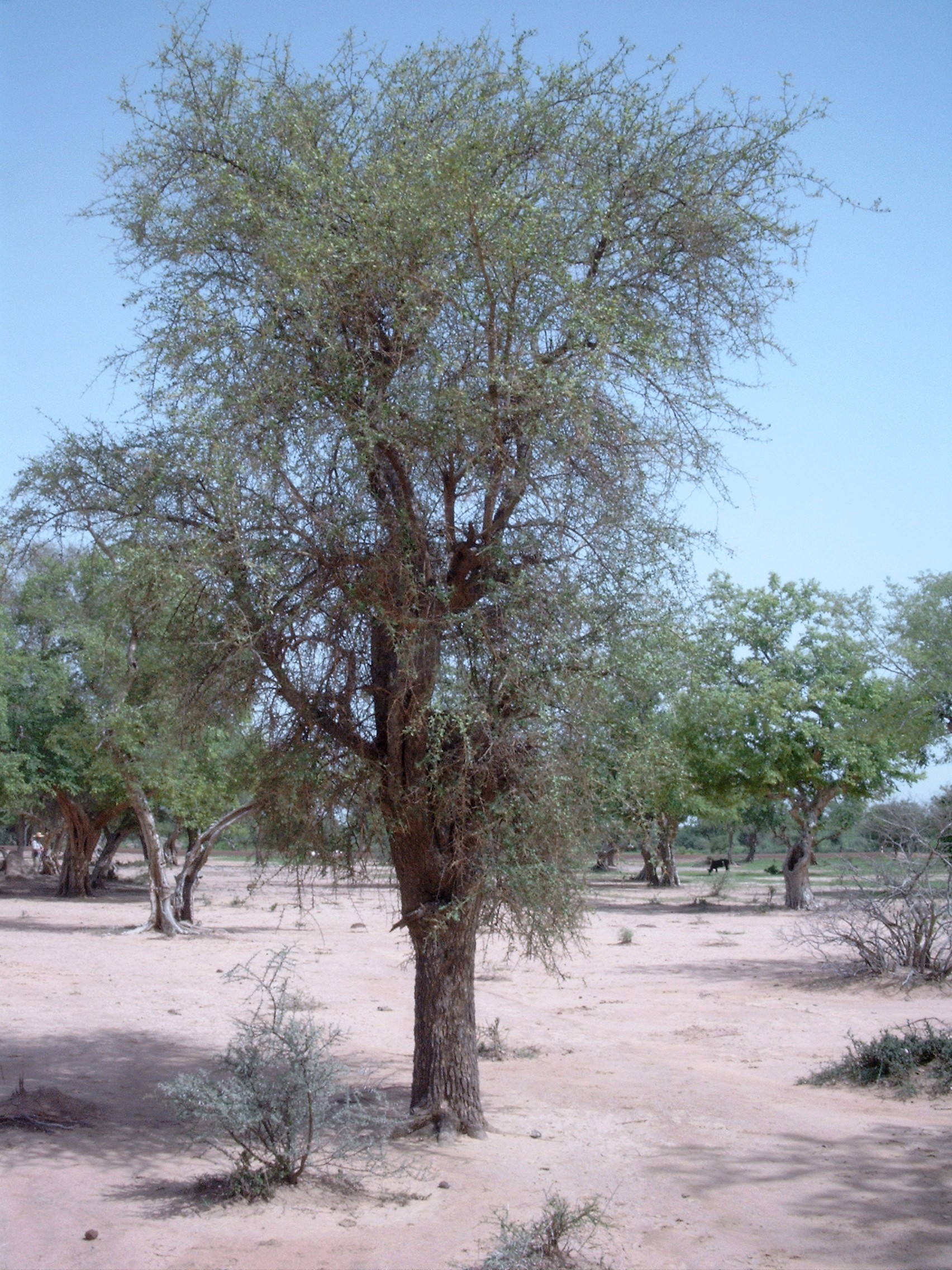
Féregűző, Balanites aegyptiaca, Fadar-Fadarhoz közel, Oudalan, Burkina Faso

Vizeletkiválasztó rendszer gyógyszerei befolyásolják vizelet-visszatartást, a fájdalmas vizeletürítést, és a húgyutak flóráját. Demulcensek, mint például a búza, árpa, méz és az arab mézga lúgos környezetet teremt
a káros baktériumok növekedéséhez, gátolják a szaporodásukat, enyhíti az égető érzést és fájdalmat. A nátron és az északi-só hatása az elektrolit egyensúlyt állítja helyre. Balanit olaj, egy antelmetikumok, csak szórványosan használt, ami arra utal, hogy az orvosok nem ismerték a valódi terápiás értékeit. Diagnózis nem mindig lehetséges az említett esetekben, de ennek ellenére tüneti terápiásán értékelhető a hatása.

### Antibakteriális szerek, antibiotikumok és parazitafertőzések

#### Anthelmintikumok
Az anthelmintikumok gyomor-bél traktusban élősködő férgek elpusztítására alkalmasak. Az orvosi papiruszokban található hivatkozások a gyógyszerészeti gyakorlatban használatosak maradtak az ötvenes évekig.

##### Pelletierin
A pelletierin a gránátalma hatóanyaga deprimálja a galandféreg bél simaizomzatát, amelyet azután eltávolították hashajtókkal.

##### Antimon
Antimon egy biocid, amelyet régóta használnák a Fluke paraziták (Hermaphroditic fluke) kezelésében. Vannak bizonyítékok, melyek alátámasztják azt a feltevést, hogy az antimon ismert volt már az ókorban is. Az antimon-szulfidot mint fekete szemöldök- és szempillafestéket használták a korabeli nők a Közel-Keleten. Dioszkoridész az antimon-szulfidot stimmi néven említi, és Idősebb Plinius „stibium” -ként. Később a „stibium” a fémet jelölte és nem a szulfidot. Dioszkoridész szerint, ha a stimmit faszénnel hevítik, fém válik ki, pont, mint az ólom esetében.

##### Hashajtók
Hashajtók domináltak a kezelésben és a jelenlegi protokollok is támogatják használatukat.

#### Antiszeptikumok, germicidek és gombaölők
Martindale (1958) idézi a fenolokat, alkoholokat, savakat, halogéneket, oxidáló anyagokat, fémeket, azok sóit és színezékeit, mint antiszeptikumokat, germicideket és gombaölő szereket.

##### Fenolok
Fenolok denaturálják a baktériumok sejtjeinek fehérjéit. int fenol, a régi A fenol, az ókori egyiptomiak használt bitumen, mely elérhető a szomszédos Közel-Keleten.

##### Alkoholok
Ezek az erjesztett alkoholos italok a sör vagy bor

##### Savak
Savanyított bor

##### Nehézfémek

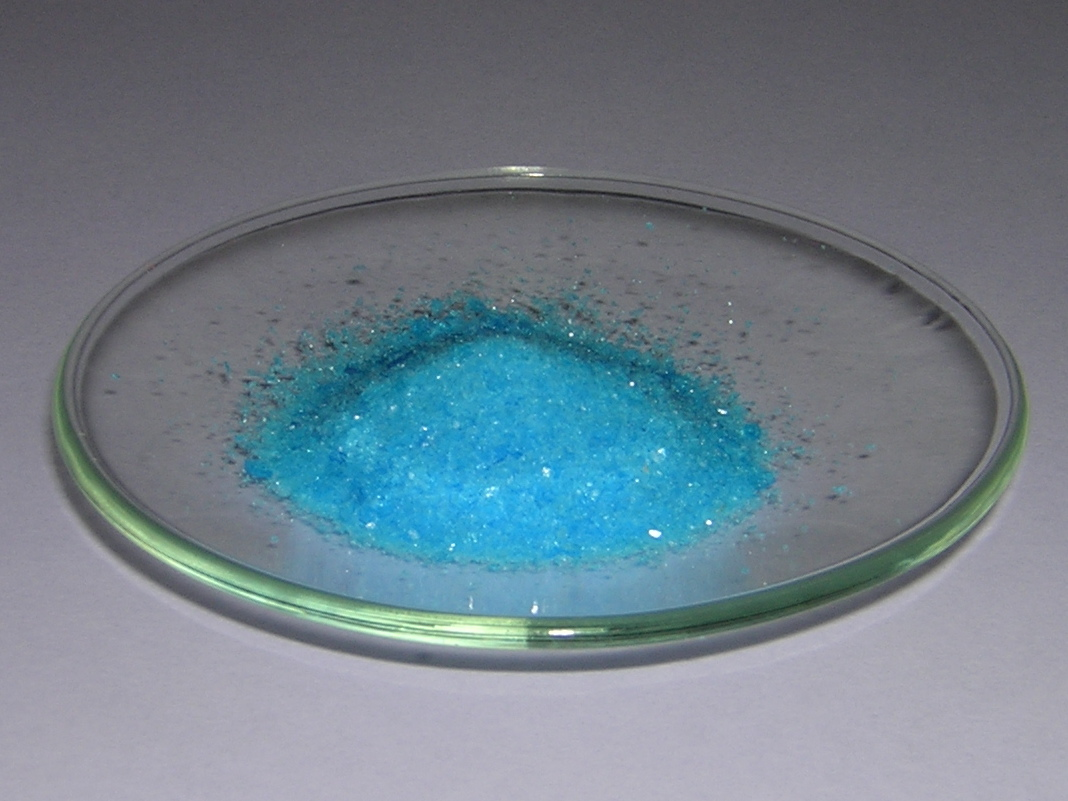
Kékkő. Antiszepticum. Pulvis ad irrigationem hatóanyaga a FoNo V.-ben. Cupri sulfas pentahydricus

Réz bázisokra, cinkre találhatók hivatkozások az orvosi papiruszokban, amely helyileg alkalmazott elsődleges adsztringens, de antiszeptikus tulajdonságokkal bírnak, amelyek károsítják a sejtfelszíni fehérjéit a baktériumoknak. Nehézfémek összehúzó, és különösen, a rézsók csíraölő és fungicid hatású, erre gyakran használták az ókori Egyiptomban.

##### Színezékek. festékek
A sáfrány és az indigó általánosak használt festékek a textiliparban. Olaj, kizárja a levegőt, megakadályozva a bakteriális növekedést.

##### Tömény cukoroldat, méz

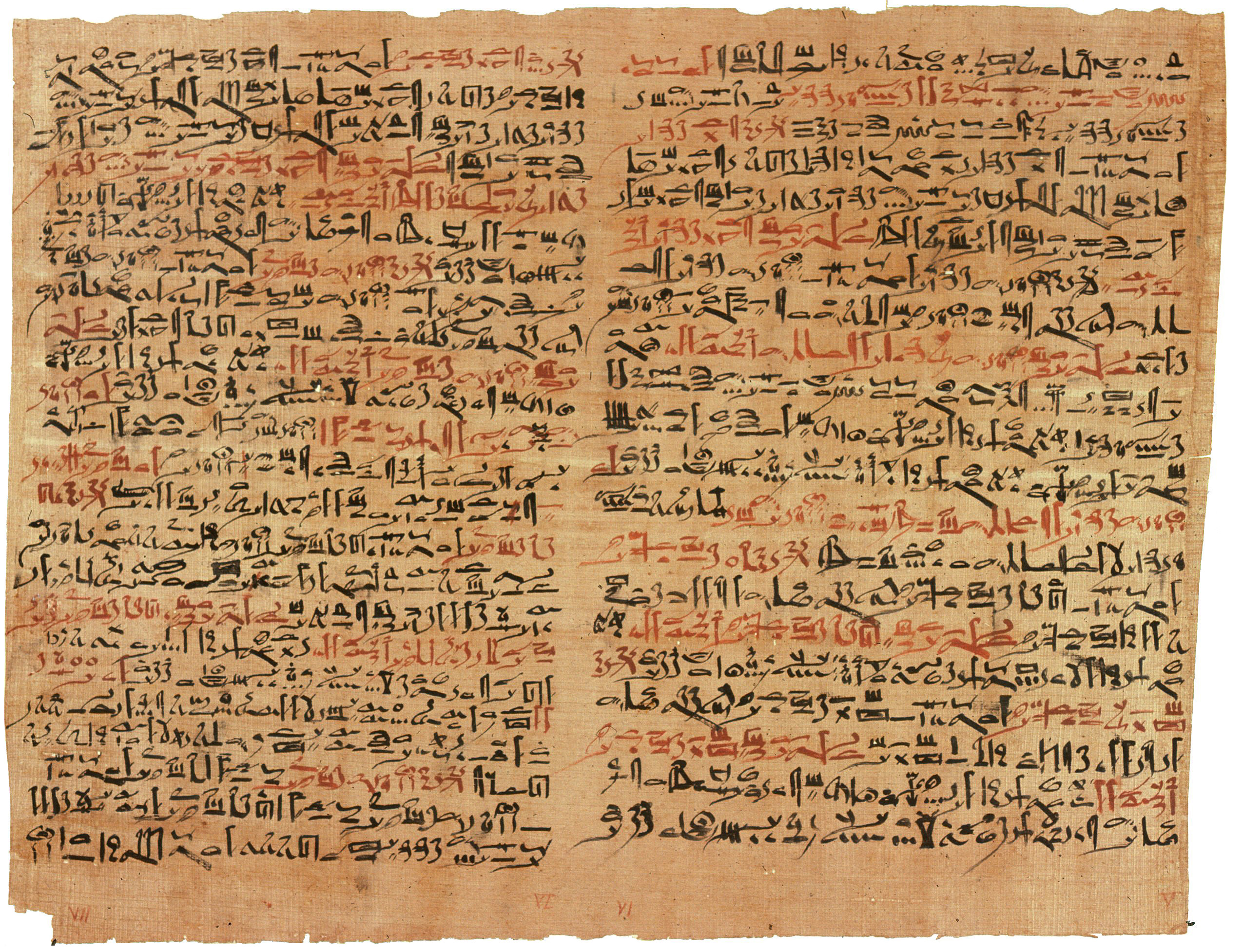
Az Edwin Smith papirusz arctraumáról értekezik

A mézet széles körben használták a baktériumok növekedésének gátlására. Az Edwin Smith papirusz, a világ legrégebbi fennmaradt sebészi dokumentuma. Hieratikus írással készült az ókori Egyiptomban Kr. e. 1600 körül, a szöveg anatómiai megfigyeléseket, vizsgálatokat, diagnózisokat, kezeléseket és a prognózisait 48 típusú orvosi problémában, tökéletes részletességgel. A 6. és 7. fejezete a papirusznak, ami a képen itt látható. Arctraumáról értekezik az orvosi dokumentum. A Mesitran, egy új méztartalmú, hidroaktív kötszer, amely biztosít számos terápiás előnyt a sebgyógyulás valamennyi szakaszában.

### Légzőrendszer gyógyszerei

#### Köptetők
Köptetők elősegítik a tüdőben felszaporodott szekrétum távozását a léutakból

##### Expectorantia nausa

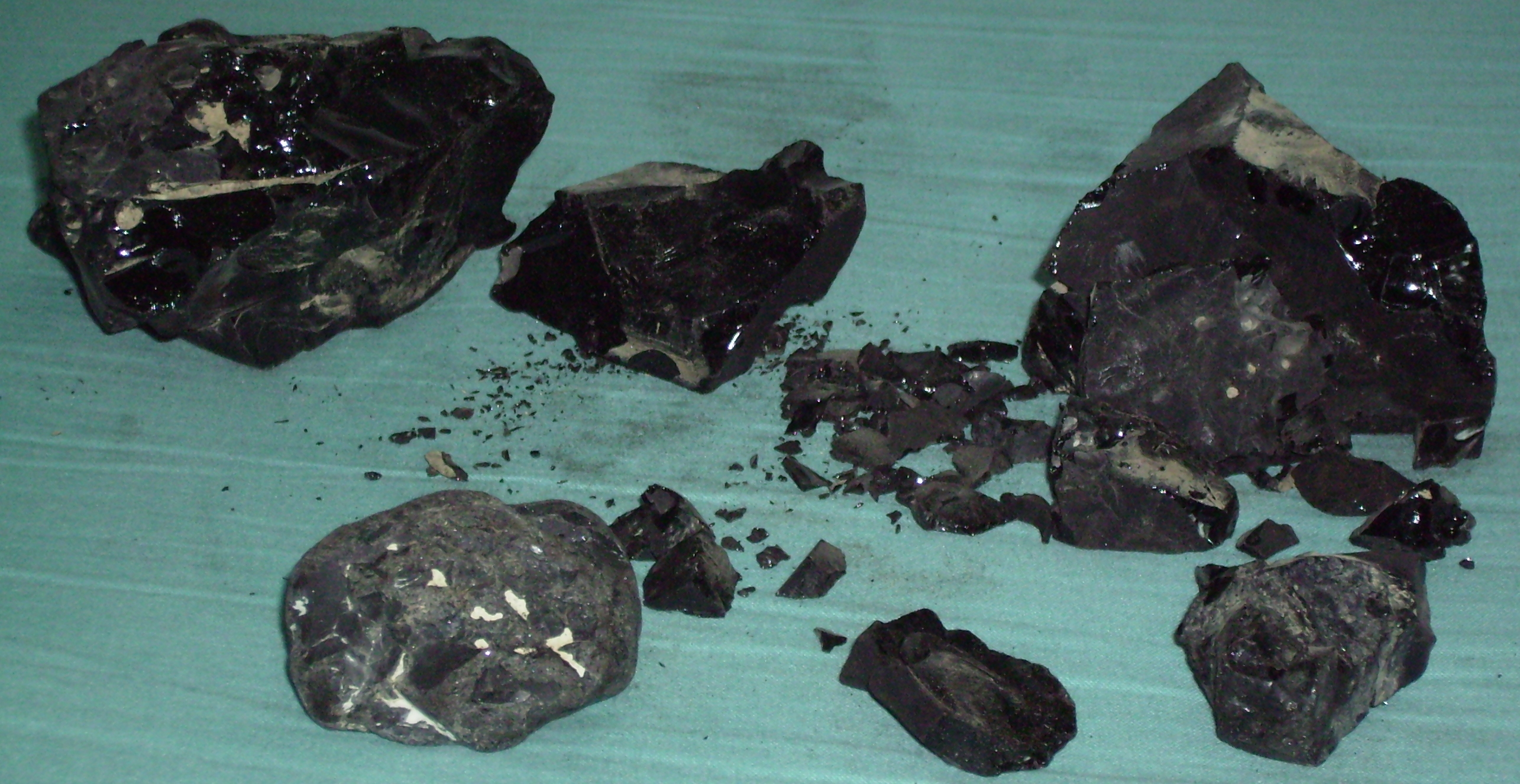
Bitumen. A Holt-tenger partján begyűjtött, természetes körülmények között képződött Bitumen

- Sós köptetők

Az antimon-tartarátot arra használták, hogy lazítsa a száraz köhögés.
- Illóolajok

A bitument forró kövekre öntjük és belélegezzük így egy stimuláns köptetőt kapunk (Ebers Papyrus 326).
Terpentint még negyven évvel ezelőtt még alkalmazták.

#### Köhögéscsillapítók

##### Demulcensek, bevonók
Az ókori egyiptomiak használták az akácot és a szentjánoskenyért demulcensként, amelyek megnyugtatták az irritált membránt. Nincs bizonyíték arra, hogy az anodyne-t használták volna köhögéscsillapítóként.

#### Asztma

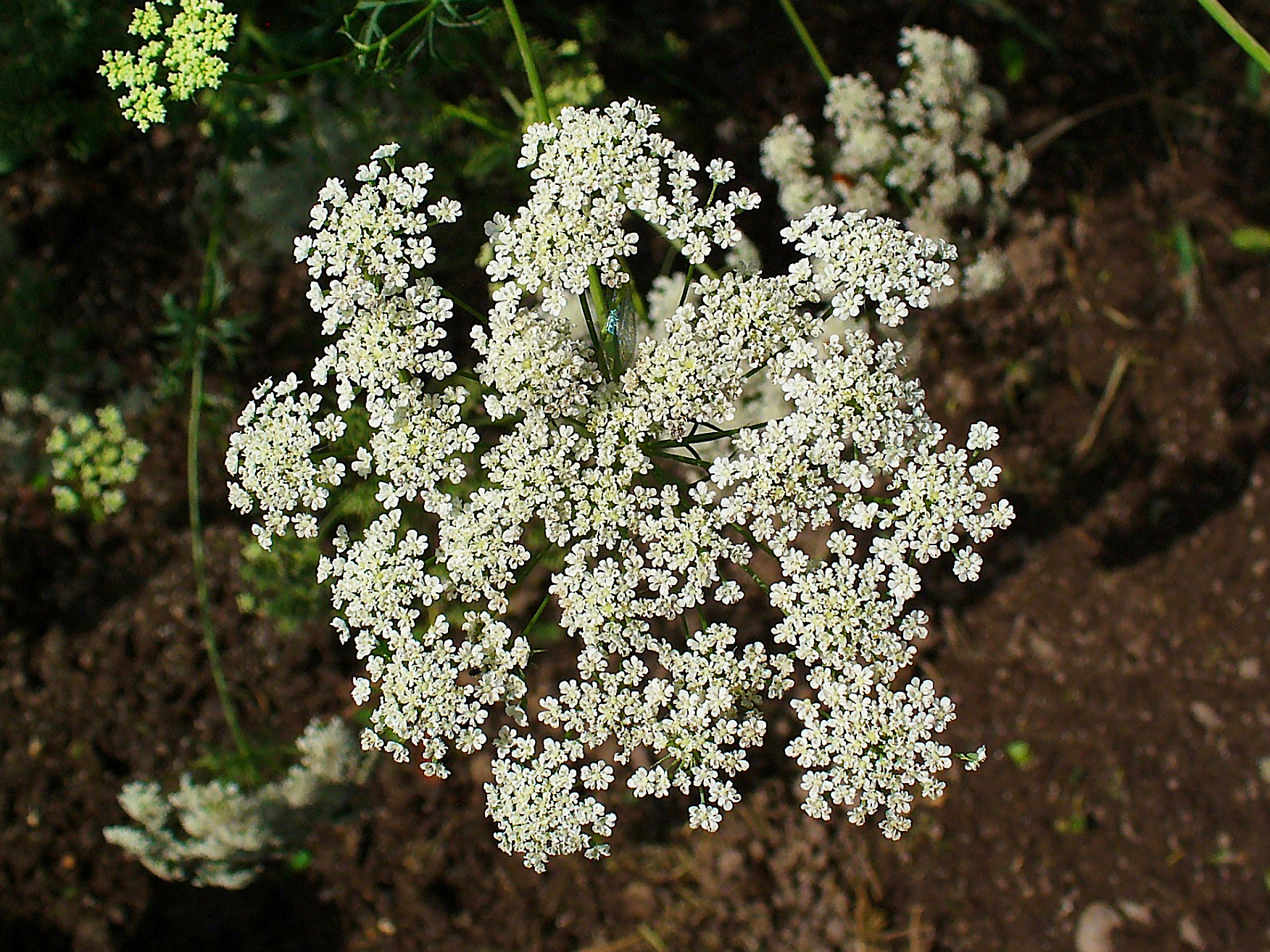
Ammi majus. Asztma ellenes szer

Asztma kezelésére (Ebers Papyrus 327-336)használták a fáraókorban az ammit, a fogpiszkálófű oldatát légutak tágítására alkalmazták egy köhögéses esetben (Ebers Papyrus 319 és 323). A légcső és a hörgők simaizomzatának görcseit oldja. Kellin tartalma miatt az epeutak és a húgyutak görcseit is megszünteti. A szívkoszorúerek vérellátását segíti, a szívkoszorúér betegségek kezelésének jó hatású kiegészítő szere. Koronária görcsoldó és értágító hatása jól érvényesül a szívbetegségek kezelésekor.

### Szemészeti készítmények
Manapság, a szem fertőzéseket antibiotikumokkal kezelik. 50 évvel ezelőtt higanyt és antimont használtak. Annak ellenére, hogy hatékonyak a biocidok, amelyek a kötőhártya kapillárisain keresztül felszívódnak, de egyuttal vesekárosodást okoznak. Az egyiptomiak ólmot (Galena), malachitot, rezet és antimont alkalmaztak szemfertőzés kezelésélre.

### Fül-, orr-, gégészeti készítmények

#### Antibiotikumok
Az antibiotikumok jelenleg alkalmazott készítmények a fül fertőzéseinek enyhítésére, bár az áztatott vérzéscsillapító alumínium-acetátos gézszalagot még ma is alkalmazzák. A terápiásan egyenértékű malachit volt Egyiptomban alkalmazott és az olaj, a méz és a gyapjú (Ebers Papyrus 766).

#### Fülzsír eltávolítása
A hallójáratokban felszaporodott viasz, ami fájdalmat és süketséget okoz, el kell távolítani. Ma az olívaolajat rendelik, hogy hígítsa, felpuhítsa azt. Az Ebers papirusz (764 és 765) szerint ugyanilyen hatékony a libazsír és a balanites olaj.

#### Dekongesztánsok
Ma, a nátrium-kloridot rendelik az orrdugulás enyhítésére, ami elfolyósítja a nyálkás váladékot. Az Ebers Papirusz (761) előírja ugyanilyen terápiás adagban a bort. Az ősi egyenértékű kortárs dekongesztáns volt az illatos mézga, amelyet az orrlyukba helyeztek (Ebers Papyrus 763).

### Szájnyálkahártya betegségeire ható gyógyszerek
A szájöblítők, amelyek antiszeptikus és gombaellenes hatással rendelkeznek fájdalmas fekélyeket a szájban enyhítik. Az orvosi papiruszokban hasonlóan alkalmaztak gyulladáscsökkentő akácot, szentjánoskenyért, tejet és zsírt, hogy megnyugtassa a nyálkahártya okozta panaszokat. A sárga okker, kömény, réz és manna mint antiszeptikumokat alkalmazták. Timol, kakukkfű ma is használatos, de nincs archaeobotanikai bizonyíték létére. A helyiérzéstelenítők tulajdonságait a zeller magja hordozza (Ebers Papyrus 701), bár terápiás időtartama rövid hatású.

### Bőrgyógyászati készítmények

#### Demulcensek, bevonók
Demulcents, amely gumik, nyálka, aloe és keményítők, amelyek kabát a felület és védi az alatta irritált szövet, alkalmaztunk amint folyadékok. Növényi olajok, állati eredetű zsírok és viaszok védelme, nyugtatja és hidratálja
a bőr, és ahogy lágyítók, ezek gyakran alkalmazzák az ekcéma; az egyiptomiak is használták őket erre a célra. Manapság ezek a kezelések alapulnak viasz, folyékony paraffin, lanolin, csukamájolaj és karbamid, mivel az ókori egyiptomiak használt ricinusolaj, balanites olaj és a vizelet egy szamár vagy nők, akik nemrég viselt egy fiúgyermek.

#### Antibakteriális gyógyszerek
Ezek a modern gyógyászatban antimikrobiális hatású szerek, de az egyiptomiak is antiszeptikumokat, többek között sót, tömjént, okkert, alabástromot, styraxot, mirhát, valamint antimikrobiális mézet is alkalmaztak, amelyek mindegyike igazolja farmakológiai hatását.

#### Sárgaság
A sárgaságot tekinthetjük egy bőrpanasznak, amit hashajtókkal kezelünk az epe eltávolítása céljából.

#### Alopecia, kopaszság kezelése

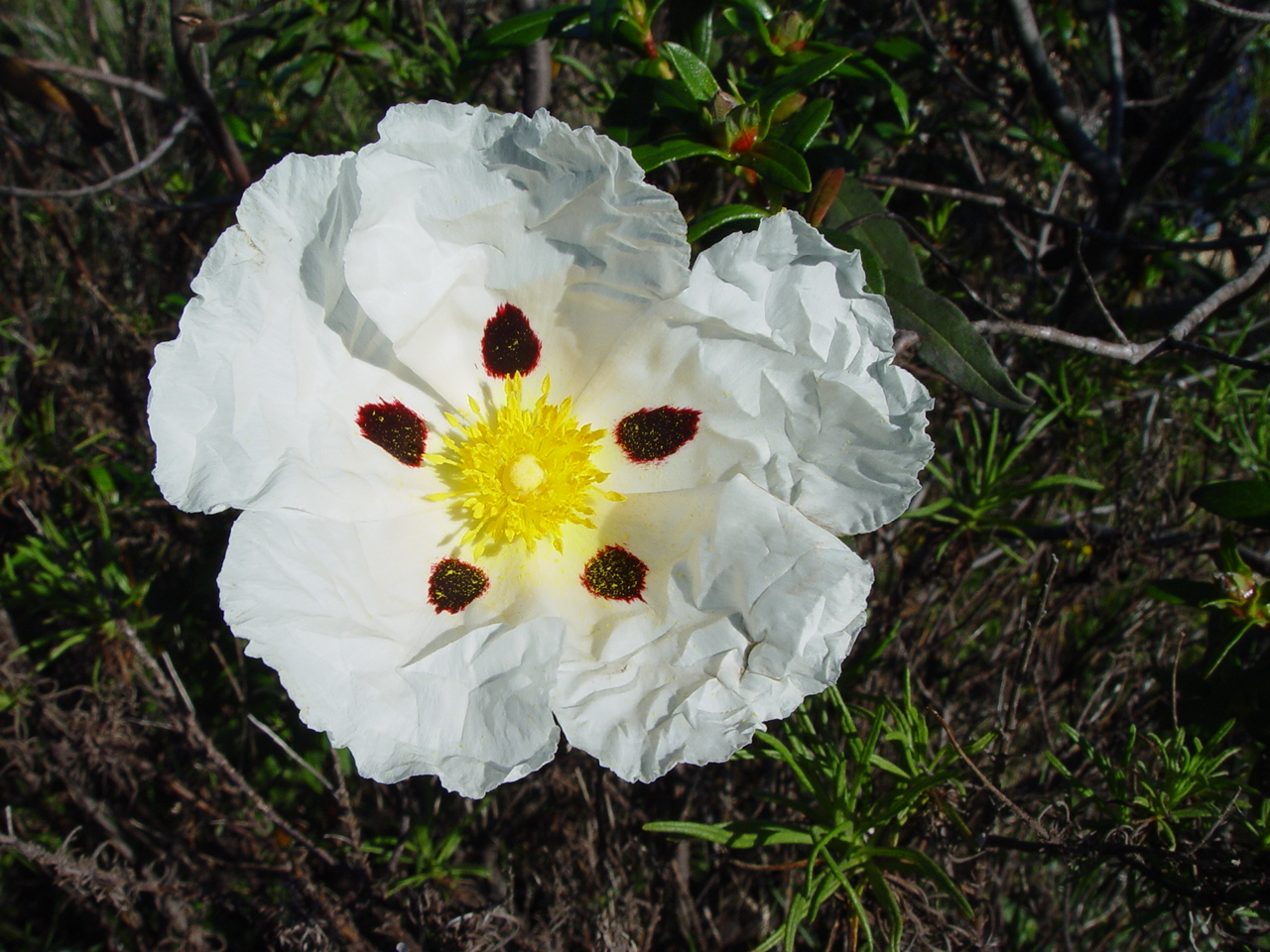
Ladanum, Cistus ladanifer virágzata.

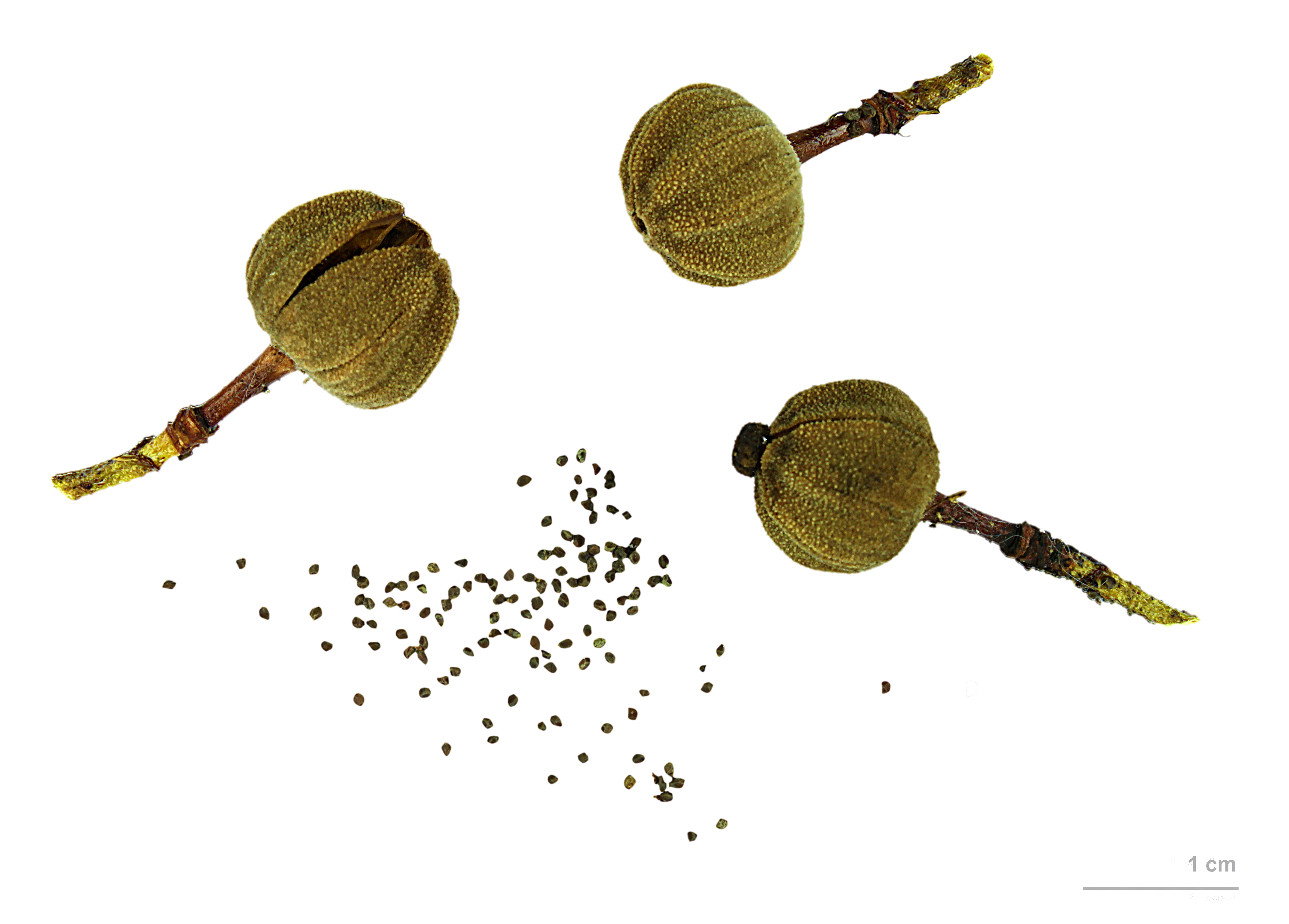
Cistus ladanifer magja

Fejbőr-dermatitis (korpásodás) kezelésre antimikrobiális hatású olajokat alkalmaznak. Az orvosi papirusz idézte ladanumot (Ebers Papyrus 357), egy lágy, antiszeptikus olaj, bár nincs archaeobotanikai bizonyíték a cserjéről. Kopaszságot eredménytelenül kezelték olajokkal, zsírokkal, rézzel és sündisznó tüskékkel (Ebers papirusz 776). Égést (Ebers Papyrus 484-509) kezeltek nyugtató demulcenssel, védő antiszeptikumokkal és biocidokkal, melyek mind hatékonyak, de az adsztringensek közül gyakorlat volt a terpentin, a réz és a tömjén alkalmazása. A fájdalom bizonyos mértékű enyhítésére olajokat, állati zsírokat és mézet alkalmaztak.A fertőző juh trágya ajánlott az Ebers papIrusz 483. szerint, de ez ártalmas volt természetesen.

### Traumák és sebkezelés
Az Edwin Smith papirusz (1-48) és az Ebers Papyrus (510-588) használt mézet zsírt- és a gyapot rostos rétegeit, miután a sebből eltávolították az idegentestet és kitisztították és összevarrták. Fertőzött sebeket biocid anyaggal malachittal, rézzel, cinkkel és antimonnal fertőtlenítették.

## Diagnózis és betegségek

### Öngyógyítás, házi praktikák
Nemcsak az orvos-papok gyógyítottak, hanem minden ember végzett ilyen tevékenységet, éppúgy, mint napjainkban. A kisebb betegségeket először otthonaikban igyekeztek megszüntetni az ókori Egyiptomban. Az Odüsszeiában tett megjegyzés talán éppen ilyen jellegű, vagyis a környező népeknél általánosan bevett otthoni orvosi ellátáshoz viszonyítva emeli ki a konyhai gyógyítás magas színvonalát. Ebben nagy szerepet játszhattak a különféle kenőcsök, krémek, parfümök, amelyek nemcsak szépítőszerek voltak, hanem egyúttal gyógynövénykivonatok, orvosságok is, mint például a fekete szemhéjfesték, a meszdemet, amely fertőtlenítőszert is tartalmazott. Emellett például otthon az anyák maguk is végeztek gyógyító-megelőző tevékenységet hagyományos és mágikus módszerekkel egyaránt.

#### Aromaterápia az ókori Egyiptomban
Az aromaterápia az illóolajok élettani aktivitását alkalmazza. Európában évszázadok óta ismert tudomány. A korai egyiptomi orvoslás évezredek óta alkalmazza. Az ókori Egyiptomban termesztették a gyógy- és aromanövényeket. Nemcsak a mumifikálásban alkalmazták, hanem a sebek gyógyításában is. Erről tanúskodik az európai nyelven elsőként olvasható egyiptomi orvosi papirusz, az Ebers-féle tekercs is. Az orvosi és gyógyszertörténeti kutatás szempontjából fontos megállapítás, hogy az egyiptomiak alkoholos-, vizes-, boros-, és sörös- kivonatokat, présnedveket és illóolajokat állítottak elő és alkalmaztak külsőleg borogatásként, kenőcsként, krémekként, belsőleg főzetként, pépként, vagy süteményként. Édesítőszerként mézet vagy datolyát használtak. Ismerték számos illóolajat tartalmazó növény gyógyhatását, mint pl.: üröm, ricinus, tömjén, saláta, myrrha, kömény, papirusz növény, dumpálma, aloé, édeskömény, koriander, szőlő, datolya, menta, mák, ciprusfű, papirusz, szikomorfüge, lótusz, len, dinnye, ánizs, fokhagyma, vöröshagyma, görögszéna (latinul Trigonella).
Az illóolajokat életük minden területén alkalmaztak: élelmiszerekben, fűszerként, kozmetikai készítményekben, krémekben, a parfümériában illóolajként, illetve a gyógyszerekben, gyógykozmetikumokban. Az illatok a testre-lélekre hatnak, így egészségük, közérzetük meghatározói lehettek. Erősen hatnak a pszichére, és e jó tulajdonságukat az aromaterápiában tudatosan alkalmazták. Az illóolajoknak erős antimikrobás aktivitásuk van, amellyel gátolják a baktériumok és gombák szaporodását. Egy-egy illóolajat, és így alkalmazhatóságát is jellemzi az illat, a karakterisztikus összetétel és a hozzátartozó aktivitás. Az illóolaj rendszeres érzékszervi tanulmányozása megtanított felismerni és azonosítani az egyes olajokat, és miközben az olajok kifejtették “gyógyító” farmakológiai hatásukat, tapasztalati úton segített felismerni antimikrobás aktivitásuk fontosságát.

### Élvezeti szerek, tudatmódosítók, kábítószerek, intoxikáció
A Manchesteri Egyetem tudósai (KNH Centre for Biomedical Egyptology) a Sinai-félszigeten kutatják az ó-egyiptomi medicinák titkait. A vizsgálat során a helyszínen élő beduinok által ma is alkalmazott tradicionális gyógyítást vetik össze az ókori sírokban talált maradványokkal, továbbá alaposan összehasonlítják az ókori papiruszok leírásait és a beduinok gyógynövények használatával kapcsolatos szokásaikat. Reményeik szerint a fáraó-kor orvoslásának gyökereit tárhatják fel minden eddiginél részletesebben. A projektet vezető Ryan Metcalf a BBC-nek elmondta, hogy az ó-egyiptomiak a kor legfejlettebb orvoslási módszereivel éltek, s egyúttal ma is használt megoldásokat alkalmaztak. A kutató szerint jól ismerték és alkalmazták a gyógynövényeket, valószínűleg cannabist használtak a fájdalom kezelésére.
Emellett – az aszpirinhez hasonló hatású – fűzfakérget rágtak, és mézet kentek a nyílt sebekre. A kutatók ugyanakkor azt is szeretnék megérteni, hogyan alakultak ki a gyógyításra vonatkozó ötletek. Metcalf-szerint ugyanis az egyiptomiak kiterjedt kereskedelmet folytattak, elképzelhető, hogy a gyógynövények és azok használati módjai máshonnan kerültek a Nílus-völgybe.
Antropológusok elismerik, hogy minden társadalomban az emberek kulturális életük során tudatmódosítókat, kábítószereket használtak. Növények modern elemzése bizonyítja, hogy a korai emberek hittek a bódító vagy gyógyító tulajdonságokkal rendelkező, sok esetben farmakológiailag aktív vegyületeket, mint például alkaloidok és flavonoidok jelenlétét mutató növények hatásaiban. Egyértelmű, néhány jól ismert tudatmódosítót nem könnyű egy kategóriába besorolni, mint pl.: az ópium, amely narkotikum és hallucinogén a használat körülményeitől függően.
Gyógyszer vagy kábítószer? Az ősi kultúrával bíró borivás mennyivel károsabb, mint a mák termesztése étkezési célból? A morfium és a canabis gyógyszer is lehet, de utána ki vállalja a felelősséget az elvonás okozta tragédiákért? Valószínű, nem volt ennyire egyértelmű az ókori ember dilemmája a pszichoaktív anyagokkal szemben. Keveset tudunk arról, hogy a tudatmódosítók használata a bor, a sör, széles körben elterjedt fogyasztásán túl az ókori Egyiptomban az elit étrendjének része volt-e. Az alkohol felhasználása az egyiptomi kultúrában jól dokumentált. A kérdés az, hogy az egyiptomi társadalom az intoxikánsokat gyógyszerként, rekreációs kábítószerként, vagy a szent rítusok kiegészítője volt.

#### Kokain és múmiák

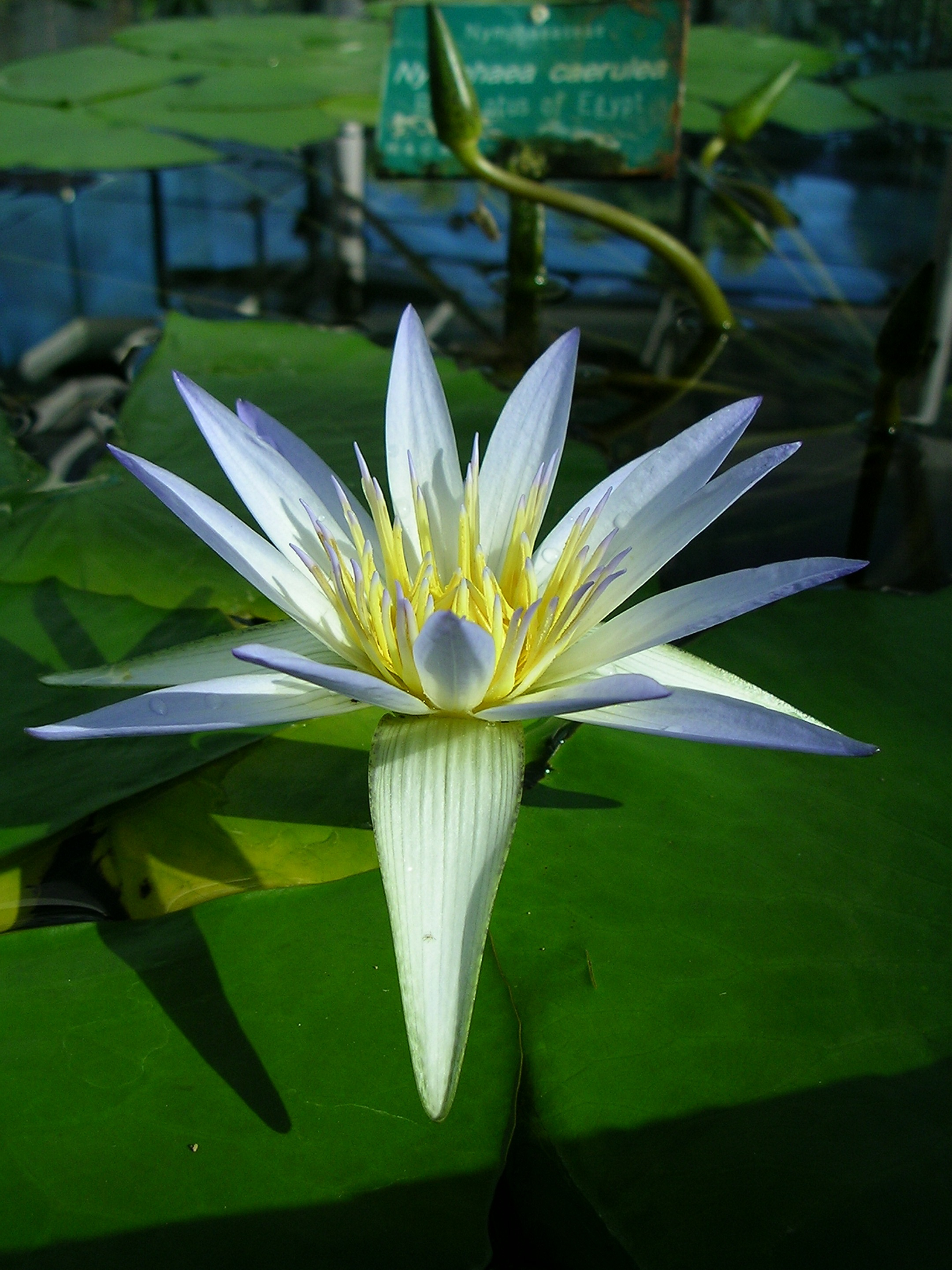
Egyiptomi kéklótusz (Nymphaea caerulea). A lótuszvirágot kiemelten kezelik az egyiptomi domborművek és grafikák, különösen a Karnaki templom falain

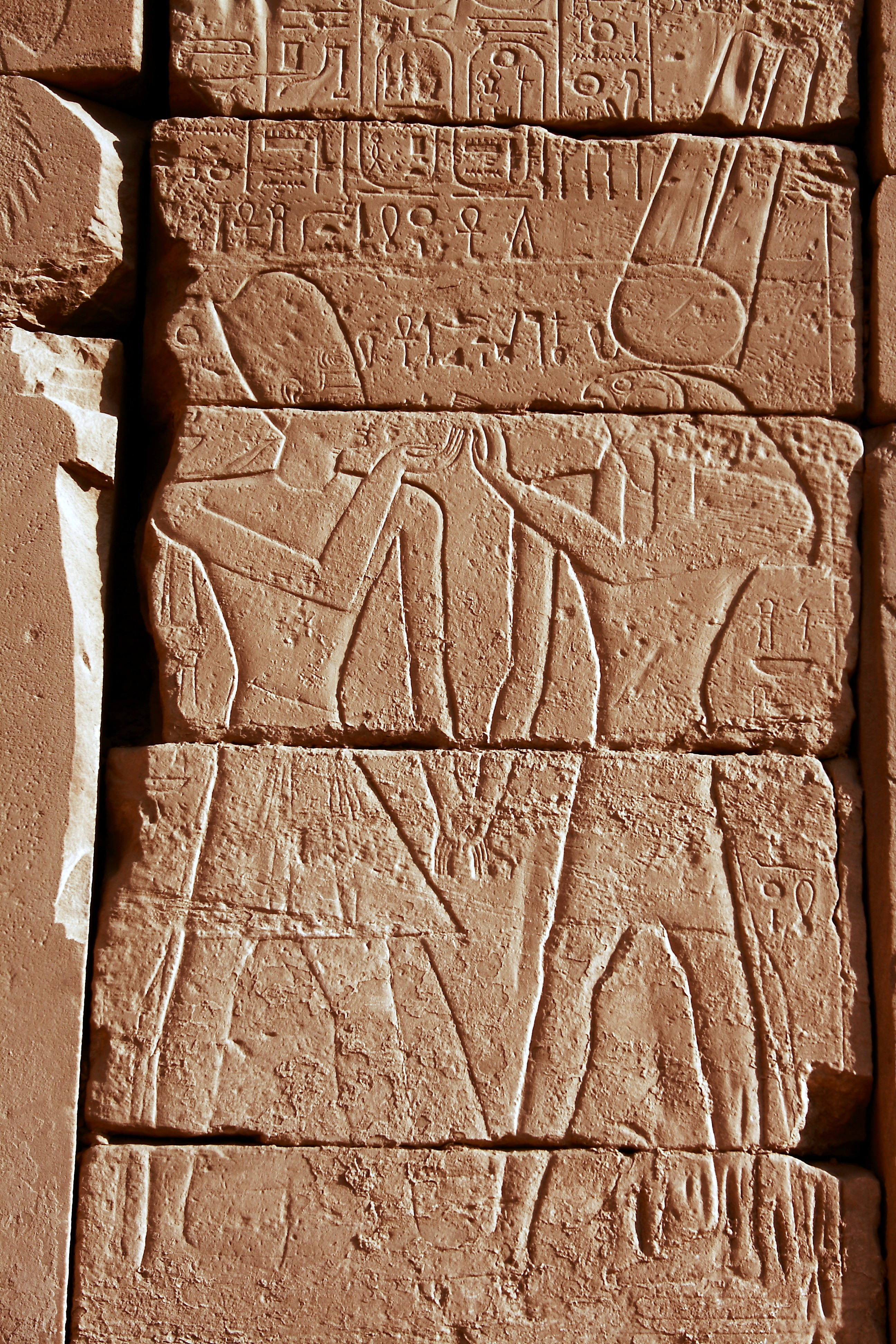
Karnak temploma

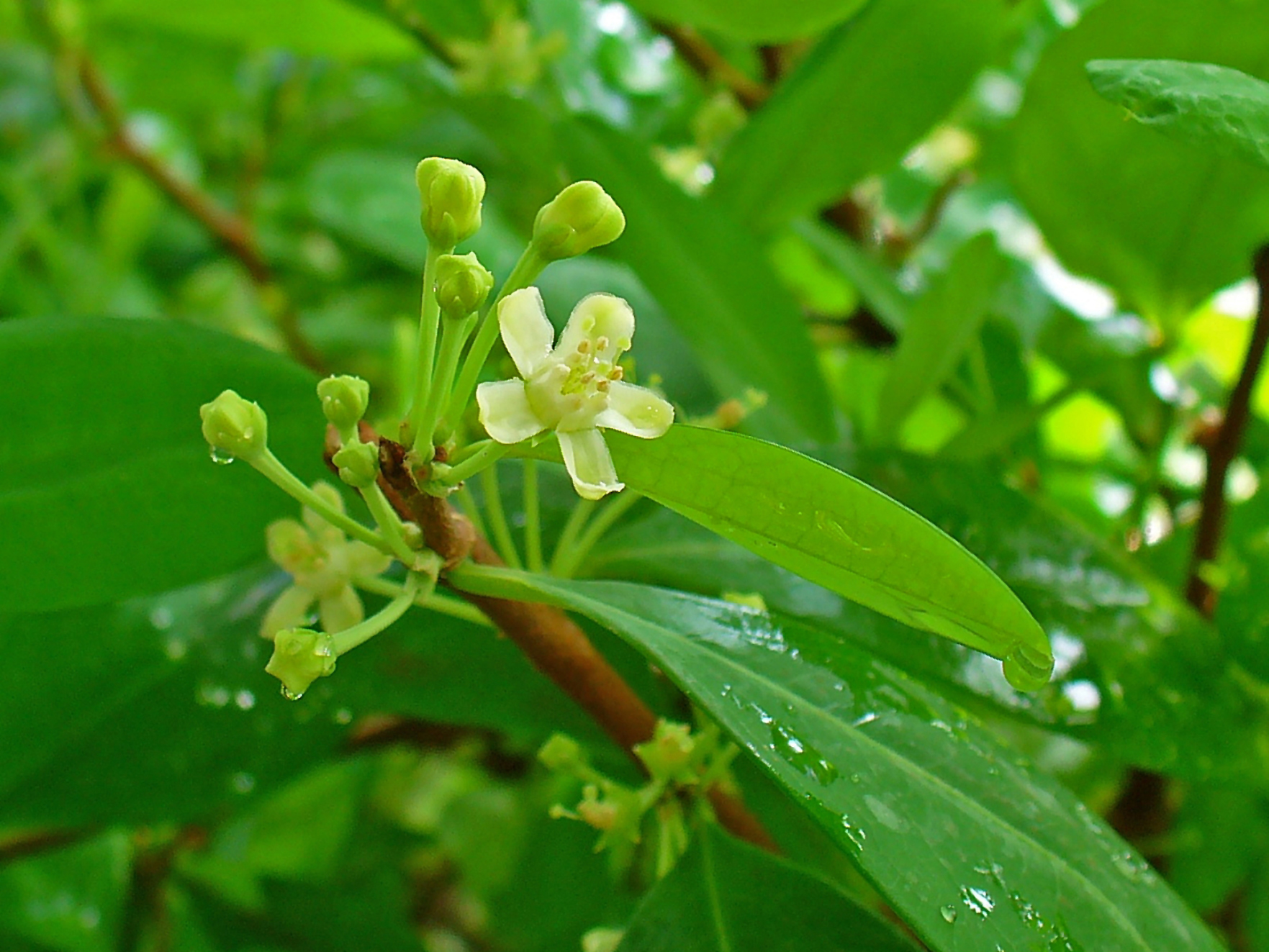
Az alkaloid kokaint használják a homeopátiában és a localanaesthesiaban. Cocainum purum. Latin. (kokain-por) coca

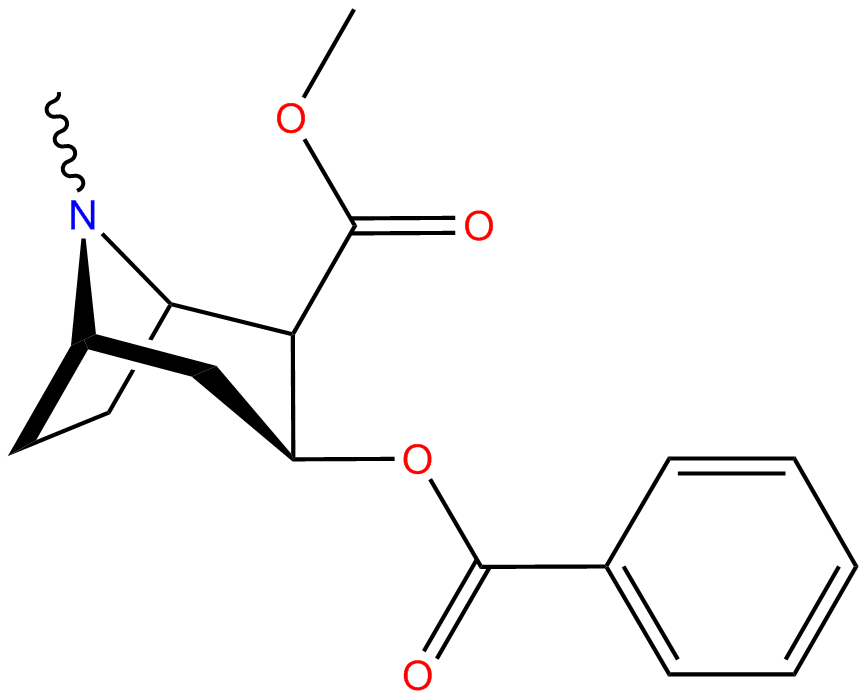
Kokain kémiai szerkezete ([1R-(exo,exo)]-3-(Benzoiloxi)-8-metil-8-azabiciklo[3.2.1]oktán-2-carboxil-sav- metil-észter)

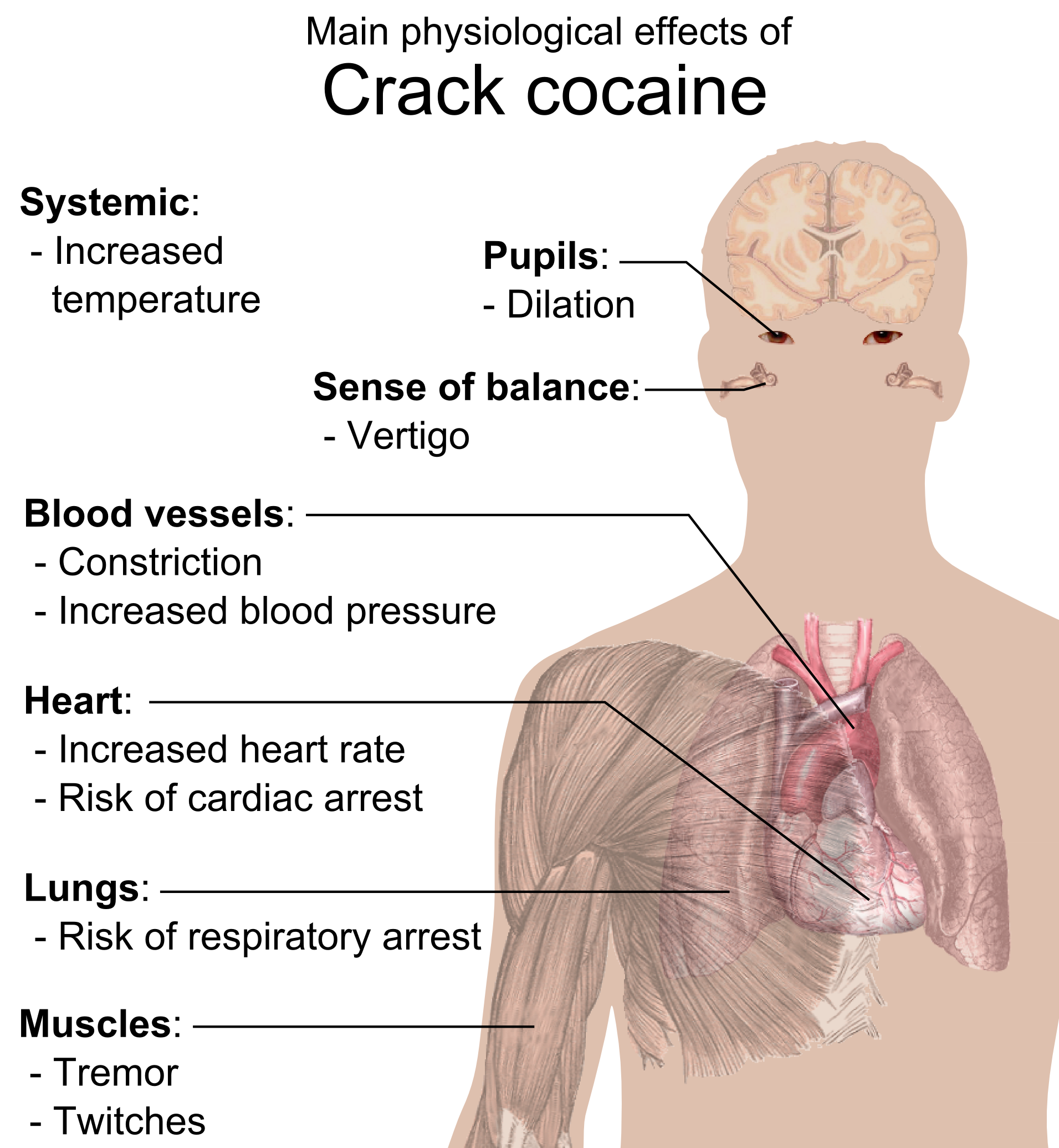
A Crack, kokain élettani hatásai

Egyiptomi kéklótusz (Nymphaea caerulea). A lótuszvirágot kiemelten kezelik az egyiptomi domborművek és grafikák, különösen a Karnaki templom falain. Azt gondolják, hogy már használták kábítószerként az ókorban is. Rosalie David, egyiptológus szerint: "A lótusz egy nagyon erős narkotikum, amely ezt lehetővé tette az ókori Egyiptomban és feltehetően elterjedt volt a használata, mert azt látjuk, sok jeleneten, ahol magánszemélyek egy csészében, a lótuszvirágot egy pohár borral tartják. Az ókori egyiptomiak biztosan használtak kábítószert. Mint például: lótuszt, mandragórát, kannabiszt és az erősebb ópiumot. "Bár nagyon meglepő, hogy kokaint is találtak a múmiákban."
A hieroglifák és papirusz tekercsek írásai dokumentálják az ősi egyiptomiak mákból és lótusz növényekből származó kábítószer használatát. Még vitatott az a bejelentés, amely kokaint, nikotint, és hasist (THC) egyiptomi múmiák haj, szövet, és csont mintáiból mutattak ki. A vizsgált múmiák német múzeumok gyűjteményeiből származnak, benne hét teljes női és egy hiányos felnőtt férfi múmiából származó kokaint (Erthroxylon) és nikotint (Nicotiana) találtak, viszont a két növény csak az amerikai kontinensen honos. Az eredményeket azonnal kritizálták, amely érvek arra utaltak, hogy a kábítószert tévesen azonosították, a nikotin eredete cigaretta füst szennyeződése okozta és szerintük a múmiák hamisítványok lehettek.
A 15-18. század között a múmiákat a föld felszínére hozták a balzsamozáshoz használt bitumenért, amely döntő fontosságú volt állítólag különböző betegségek gyógyításában. A múmia szó a perzsa "mummy" szóból ered, amelynek bitumen a jelentése. A vita a kokainról és a nikotinról az ókori Egyiptomban, beágyazódott a régészeti kutatásokkal foglalkozók közösségekbe is, mint azt jól tükrözi egy 1994-es brit televíziós dokumentumfilm, a The Mystery of the cocaine mummies (Equinox, Chanel 4.). A dokumentumfilm kiemeli Balabanovát és az ő kritikusait, valamint Rosalie Davidet, aki tekintélyes egyiptológus (Manchester-i Múzeum, Anglia). David nem tudta megvizsgálni azokat a múmiákat, amiket Balabanova használt, de lehetősége volt kísérletképpen ellenőrizni származását legalább az egyik múmia-példánynak. Sokkal érdekesebb, hogy David bizonyítékot talált nikotinnyomokra, de kokainra nem. A kokain és a nikotin jelenléte az egyiptomi múmiákban azzal is értelmezhető, hogy létezett a Kolumbusz-előtti transz-óceáni kereskedelem.
Az ilyen korai kapcsolat az Ó- és Újvilággal rendkívül ellentmondásos. Egy másik lehetőség, hogy a kábítószerek jelen voltak őshonos növényekben, az Óvilág, amely vagy felfedezetlen voltak vagy már kihaltak. A tropán-vázas alkaloidok, amelyek szerkezeti rokonságban vannak a kokainnal és jelen vannak a beléndekben, mandragórában és nadragulyában, a mumifikálás folyamata során egy kokain-szerű vegyületre változtatta meg azokat a beavatkozás. A nikotinnak is lehetett jóval szélesebb előfordulása, mint maga a dohány, és jelen voltak az antik világban, még létező növényekben. Ezek a növények már nem léteznek, mert sok gyógynövény kipusztult a túlzott fogyasztásuk miatt. Így például a silphinum gyógynövényt nagyra becsülték gyógyító és fogamzásgátló tulajdonságai miatt. Olyan nagy volt a kereslet rá az ókori Görögországban, hogy kihalt a harmadik vagy negyedik században. Mindazonáltal a archivált régészeti anyagok szerves szennyezettségével kapcsolatos problémákkal csak 2002-től foglalkoznak.
Wischmann és munkatársai (2002) kísérleteket végeztek nikotin-mentes, bronzkori, emberi combcsonttokkal, amelynek során hat hétig, környezetből származó dohányfüstnek tették ki a csontokat. Elemezték a dohányfüstnek kitett részeit a csontoknak mosás előtt és mosás után. Meglepő módon, a mosatlan minta tartalmazott 11,6 ng nikotint grammonként, míg a mosott minta 35,9 ng/g-ot. Annak tulajdonították e növekedését a dohányfüstnek, hogy az átöblítettekben a felszínre kerültek a nikotin-molekulák a csont belsejéből a mosás során, így koncentrálva a nikotint. Ennek a kísérletnek a részeként tanulmányozták a 18. századi goslari (Németország) polgárok combcsontjainak nikotin-tartalmát. A 34 minta mintegy kétharmada tartalmazott nyomokban nikotint, ami arra utal, hogy elterjedt volt a dohányzás ebben a faluban. Ugyanakkor a kotinin, fő metabolitja a nikotinnak nyomokban sem volt kimutatható. Wischmann és munkatársai (2002) megállapították, hogy a Goslar-minták valószínűleg szennyezettek, de elismerték, hogy kevés információ áll rendelkezésre arról, hogy hogyan képes fennmaradni hosszú távon a kotinin.

### Sebgyógyítás
Múmiákon végzett tanulmányok kimutatták, bizonyítottan potenciálisan halálos kimenetelű sérülések meggyógyultak. Egyiptomi orvosok sebeket antimikrobiális tulajdonságokkal bíró gyantával és fémekkel kezeltek. Mézzel, amely nem felel meg a modern gyógyászati normáknak, de mégis működik, és egyre nagyobb mértékben használják fekélyek és égési sérülések esetén, ahol az antibiotikumok hatástalanok. Extrakcióval vizet von el a sebből ozmózissal, ez elvonja a vizet, amely a baktériumok szaporodásához elengedhetetlenül szükséges.

### Törések, ficamok
Fejlett a törések rögzítésének technikája, a különféle kötözések.

### Gipszelés
A következő receptben a különféle összetevőket porították, utána édes sör üledékében megfőzték, és úgy kötözték (wt) be a beteg részt.

összetevők: 

xr-ds/M2 1
menta?/M2 1
tövises akácia levele 1
kőművesgipsz 1 xr-ds 1
njwjw 1
DrD n Sndt 1
bsn n jqdw 1

### Tápcsatorna betegségei

#### Diaorrhoea, Hasmenés elleni szerek
Adszorbens
kaolin
porított szentjánoskenyér

#### Spasmoliticum, Simaizom-görcsoldók
hyoscine (Hyasciamus niger L.; Bolondító beléndek)

#### Laxatívumok, Hashajtók
Drasztikumok

ricinusolaj (oleun ricini L.)
colocynth
Lubrikánsok

sivatagi szilva (Balanites aegyptiaca L.)
Széklet nagyságát duzzadással növelők

füge
korpa

#### Antacidumok, Gyomorsav-megkötők
porított mészkő (kalcium-karbonát)

magnézium-karbonát

#### Flatulencia, Felfúvódás elleni gyógyszerek
kömény (Foeniculum vulgare L.)

koriander (Coriandrum sativum L.)

#### Nodus haemorrhoidale, Aranyeres csomók elleni gyógyszerek
kenderrosttal bevont végbélkúp

### Csont- és ízületi betegségek
Mint Asru az ókori egyiptomi énekes is, sokan szenvedtek mozgásszervi megbetegedésekben. Sok és változatos kezeléseket alkalmaztak szintén. A beteget utasították arra, hogy linimentummal dörzsölje a fájdalmas ízületeket, vagy kötszerrel melegítő borogatást alkalmazzanak a fájdalmas területen. A kötszer kivonata mustárt, borókát és tömjént vagy terpentint tartalmazott, ezek fokozták a vérátáramlást, így melegítette a beteg testrészt és az immunválaszt is gyorsította. Zellert szétrágni, és alkohollal lenyelni reumaellen.

### Paraziták

#### Schistosomiasis (bilharziózis)
Az egyik régészeti példa az ókori Egyiptomban létező Schistosomiasisra egy elmeszesedett sejt felfedezése a XXI. dinasztiabeli bebalzsamozatlan Nakht múmiájában. Az orvosi vizsgálat során a múmia nem csupán bizonyítékot szolgáltatott a galandféreg létezésére, de a Schistosoma haematobium sejtje megmutatta azt az elváltozást, amelyet léte eredményezett a schistosomás fertőzés folytán. A gránátalma kivonat, amely pelletierint, egy erős antihelminthicumot tartalmaz 50 évvel ezelőtt még használták galandféreg ellen. Az antimont és a sivatagi szilva olaját is erre használták.

### fertőző betegségek és antibiotikumok
A betegségek megelőzése teljesen ismeretlen fogalom volt az egyiptomi orvoslásban, csak a gyógyításra koncentrált. Hérodotosz azt írja, hogy 100 000 rabszolga 30 éven át építette a Kheopsz-piramist. Megfejthetetlen titok volt, hogy ennyi ember, a sárkunyhók szegényes körülményei között, hogyan volt képes elkerülni a nagy járványokat. Hérodotosz feljegyzése felkeltette a kutatók kíváncsiságát. Írásában idézi azt a piramison talált feliratot, amely megörökíti a munkások által el fogyasztott retek, hagyma és fokhagyma mennyiségét. 1948-ban két svéd tudós, Paul Karrer és W.A. Schmidt a retekből kivont egy hatóanyagot (rafanin), amelyről kiderült, hogy antibiotikus hatású. Hasonló tulajdonsággal bírnak a hagymából és a fokhagymából kivont allisztatin és allicin is.

#### Tuberkulózis
A gümőkór (Mycobacterium tuberculosis) jelenlétéről Ruffer 1910-ben számolt be Nesparehan gerincoszlopában, aki egy XXI. dinasztiabeli Amon papként élte mindennapjait. Ez a Pott betegség tipikus vonásait mutatja, amely a mellkasi csigolya összeesésével jár, és púposságban (kyphosis-t) nyilvánul meg. Ruffer tanulmánya maradt máig is az ókori egyiptomi gerinc-tuberkulózis leghitelesebb esete. Mindenki által ismert eseteket sorolnak fel a predinasztikus kortól a XXI. dinasztiáig Morse, Brockwell, Ucko (1964) valamint Buikstra, Baker és Cook (1993). Ezek a Petrie és Quibell által feltárt predinasztikus kor Nagadai mintadarabjai 1895-ből és kilenc núbiai mintadarab az angliai Királyi Sebészeti Főiskolából. Mindkettő szerint kevés kétség van afelől, hogy a tuberkulózis volt a leggyakoribb pathológiai ok. A három legkorábbi példa a predinasztikus korból származik. Az első egy kerámia figura, amelyet Beduban, az asszuáni kerületben találtak. Mellkasán púpos embert mutat be, amint épp lehajol egy agyagedényhez. A tuberkulózisos gerincdeformáció második példája egy kis álló elefántcsont-figura, testén fegyverekkel könyékben hajlítva. Az alak mellkasán egy kiugró púp látszik.

### Belgyógyászati betegségek

#### Vérszegénység
Vérszegénység esetében a Dunántúlon a népi gyógyászat hagymán sült friss vér fogyasztását javasolta, pozitív eredménnyel. Az egyiptomi receptekben sem hiányzik a különböző állatok vére. Bár felderítetlen alkalmazásuk élettani hatása, ki tudja, hogy a vastartalmon kívül mi minden hatott belőlük az emberi szervezetre.

## Paleodontológia, szájbetegségek, fogászati higiénia és táplálkozás
A fogászati kezelés gyakorlat volt az ókori Egyiptomban. A kutatók több mint 5000 ókori egyiptomi koponyát vizsgáltak meg a Duckworth-gyűjteményből(Cambridge, Natural History Museum, London). Ez a gyűjtemény tartalmazza a felső és alsó-Egyiptom, Ptolemaida időszakra – közel 5000 éves időszak – vonatkozóan, a predinasztikus korból. Sok koponyán súlyos, fogászati-patológiai elváltozások találhatók, amik az évezredek során változtak, de főleg a táplálkozás hatásával magyarázható. A halál után, amikor más struktúrák a testben már rég felbomlottak, a fogak gyakran továbbra is teljesen épek évszázadokon át, ellenállóbbak a postmortem bomlási folyamatoknak, mint a csont, és úgy tűnik, hogy nem befolyásolják a mumifikáláshoz használt vegyi anyagok. A fogazat információkkal szolgál az illető táplálkozásáról, az egészségéről, a populáció egy bizonyos időszakában az ókorban. Egyiptomban nagy gondot fordítottak a fájdalomcsillapításra egyrészt a fogászati beavatkozások, másrészt a komolyabb műtétek során. Kiderült az is, hogy a száj-higiéné részeként mentát rágcsáltak az egyiptomiak, amúgy a különféle növényi kivonatokat és drogokat is alkalmazták orvosi beavatkozásaik során. A 4. dinasztia egyik sírjában talált állkapocs, amelyen egy alveoláris eljárással fúrták ki az első
zápfog alatti tályogot.

### Étrend és fogászati betegségek az ókori Egyiptomban
A halál után, amikor más struktúrák a testben már szétesnek, a fogak mindegyike képes ép maradni, mivel azok jobban ellenállnak a postmortem bomlásnak, mint például a csontoknál, és úgy tűnik, hogy nem befolyásolják a mumifikáláshoz használt vegyszerek sem a fogakat. A fogazat tájékoztatást nyújt az ó-egyiptomi lakosság táplálkozásáról és az egészségi állapotáról is egy meghatározott időszakra vonatkozóan.
A legfőbb változás a táplálkozásban Kr. e. 4000 körül következett be, amikor a lakosság a Nílus-völgyében a vadászó-gyűjtögető életmódról áttért az állandó földművelésre és az állattenyésztésre. A termesztés gabona vált a fő élelmiszer forrássá, ami azzal a következménnyel járt, hogy csökkent a vadászott állatok fogyasztása, megnövelte szénhidrátbevitellel és csökkent a fehérjéké. Mivel a letelepedett életmód, a lakosság gyorsan növekedett, és időnként, ez azt eredményezné, hogy éhínség tizedelte a lakosságot.
A száraz, aszályos évszakok és az áradások változása befolyással volt az étrendre és ez az étrend is nagy hatással volt a szabályos fogazat képződésére. Volt olyan év, amikor a bőséges csapadék optimális volt és elárasztotta a Nílust, de ezeket tarkította olyan időszak, amikor szárazság dúlt és ezzel együtt nem volt termés csak az éhínség. Egyéb kulturális változások is keletkeztek az életmódban a dinasztikus időszak eredményeként, mint például inváziók a szomszédos országokba, foglyok szerzése, és a bővülő kereskedelem, amely az importált növényeket hozta magával. A csökkenése az átlagos testmagasságnak azokban a közösségekben, amelyekben leginkább gabona alapú étrend volt jellemző és megállapítást nyert, ma is, a vadászó-gyűjtögető életmódot folytató közösségek alacsonyabb testmagassággal rendelkeznek, mint a termelők, önellátók (Brewer és munkatársai: 1994).